# L'Hôpital (Moselle)
Pour les articles homonymes, voir L'Hôpital.
L’Hôpital est une commune française de Lorraine, située dans le département de la Moselle, en région Grand Est. Elle est localisée dans la région naturelle du Warndt, dans le bassin de vie de la Moselle-est et fait partie de la communauté d'agglomération Saint-Avold Synergie.
Ses habitants sont appelés les Spittellois et les Spittelloises.

## Géographie

### Localisation

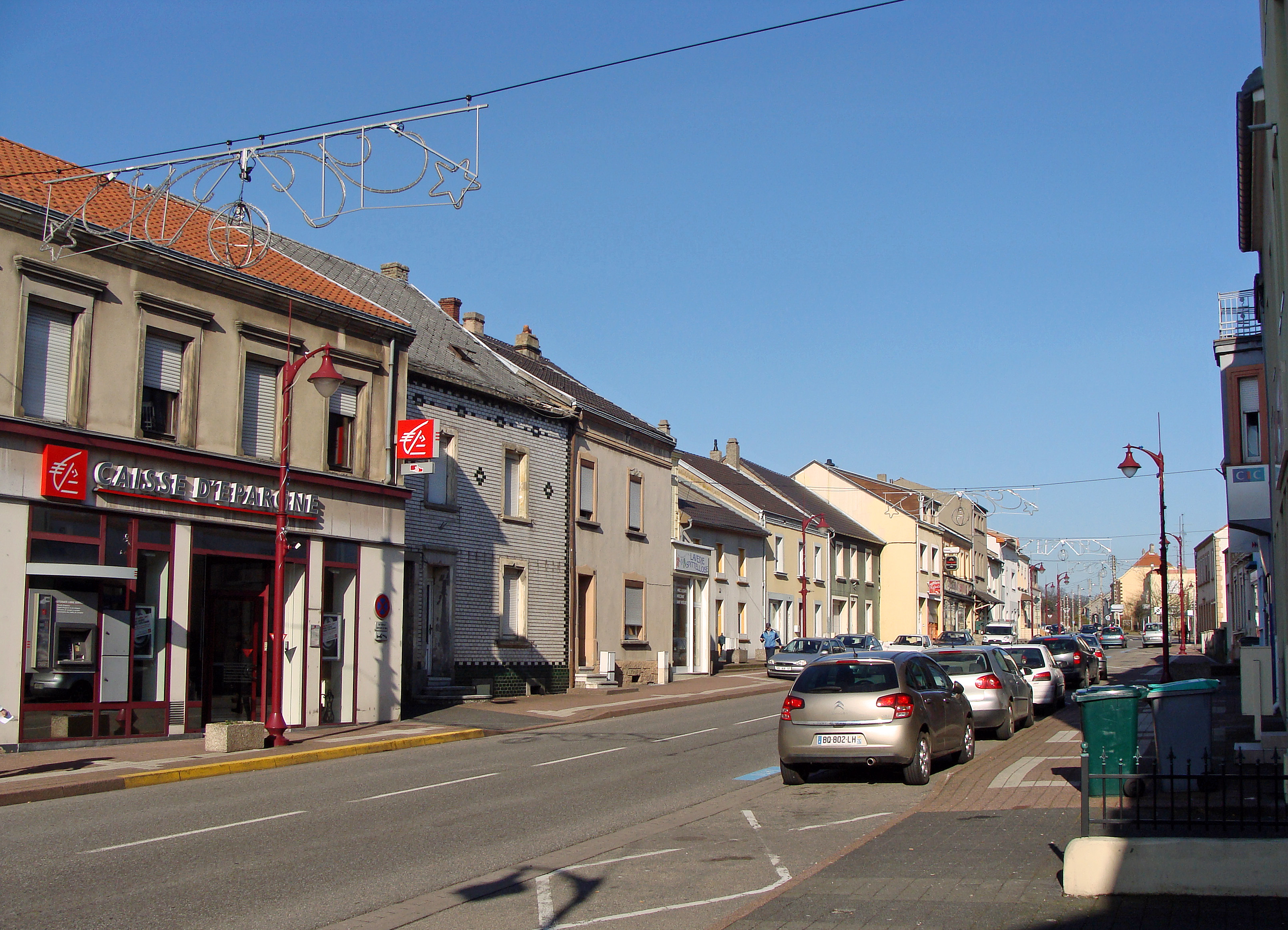
La rue du Maréchal-Foch.

Commune du nord-est de la France, en région Lorraine, L'Hôpital se trouve dans le département de la Moselle. La ville est incorporée dans l'arrondissement de Forbach et le canton de Saint-Avold-2.
Elle se situe près de l'actuelle frontière franco-allemande, dans la région naturelle du Warndt, et fait également partie du bassin de vie de la Moselle-est et de l'ancien région minière du bassin houiller lorrain.
L'Hôpital est aussi une des villes de l'Eurodistrict Saar-Moselle, une conurbation transfrontalière qui réunit les villes de Carling, Forbach, Freyming-Merlebach, Saint-Avold, et Sarreguemines, en France, et Sarrebruck de l'autre côté de la frontière franco-allemande.
La commune se trouve à proximité de l’importante plate-forme pétrochimique de Carling—Saint-Avold.
- La proximité de l’autoroute (échangeur de Saint-Avold) permet de rejoindre Sarrebruck en Allemagne en 30 min, Metz en 45 min, et Nancy ou Strasbourg en 1 h 20 min.
- La gare régionale la plus proche est celle de Béning-lès-Saint-Avold (pour les trajets en TER surtout vers Metz, Sarreguemines ou Sarrebruck).
- La gare TGV la plus proche est celle de Forbach, située à moins de 30 min de L'Hôpital. Les voyageurs peuvent rejoindre Paris en 1 h 30 min ou Francfort en 1 h 50 min  par l'ICE 3 ou le TGV.

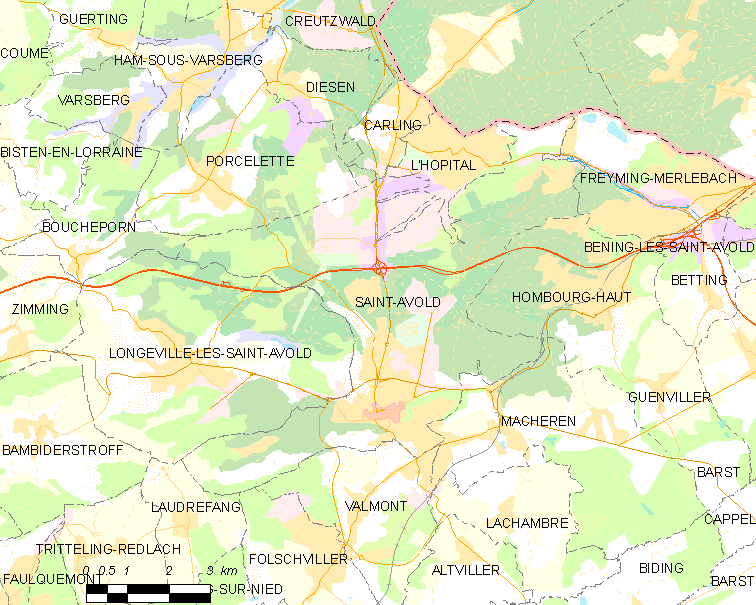
Carte de la commune.

### Communes limitrophes
La ville est voisine des communes de Carling, Saint-Avold, Freyming-Merlebach et Völklingen (Lauterbach) en Allemagne.
|         | Völklingen (Allemagne) |             |
| Carling | L'Hôpital              | Saint-Avold |
|         | Saint-Avold            |             |

### Géologie et relief

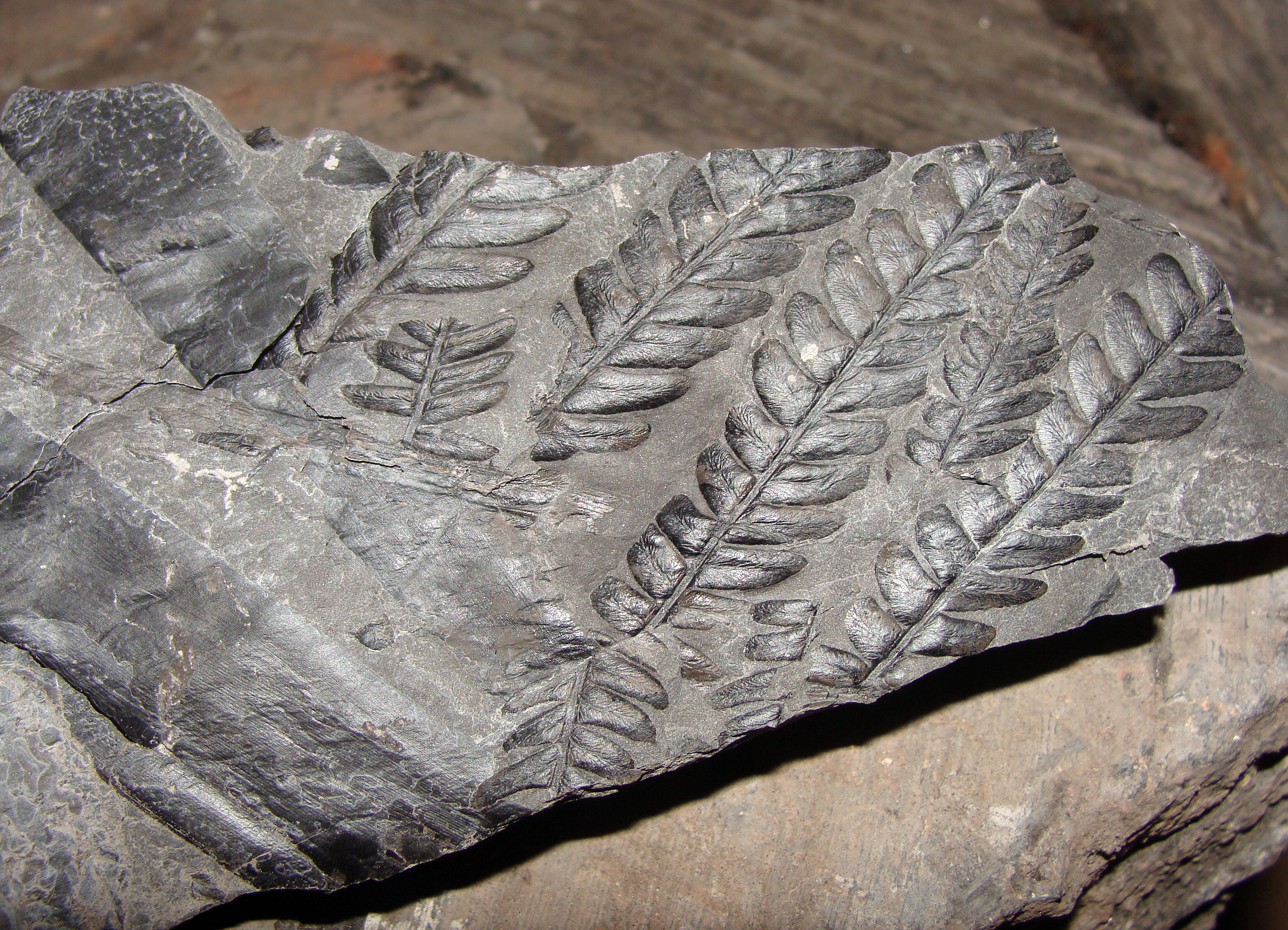
Schistes carbonifères.

La superficie de la commune est de 399 hectares ; son altitude varie entre 220 et 300 mètres.
Le sol est sablonneux, résultant de l’altération de grès bigarrés d'épaisseur variable (grès du Trias inférieur) qui recouvrent de profondes couches charbonneuses autrefois exploitées. D'anciens terrils de schistes et de roches carbonifères altérées en témoignent. Anciennes carrières de sable et de grès. Les vallées sont formées d'alluvions anciens et récents. On y observe de petits dépôts tourbeux.
Les grès se présentent sous forme de grès siliceux friables, de teinte jaunâtre à rouge, formés de grains de quartz roulés, autrefois utilisés pour les travaux de construction ou l'industrie verrière locale. Ils renferment une importante proportion d'oxydes de fer, parfois réunis sous forme de plaquettes de limonite. On y observe aussi des nodules d'oxyde de manganèse. Ces grès renferment parfois de petits galets de quartz et quartzites et de petites lentilles d'argile rouge.

### Hydrographie

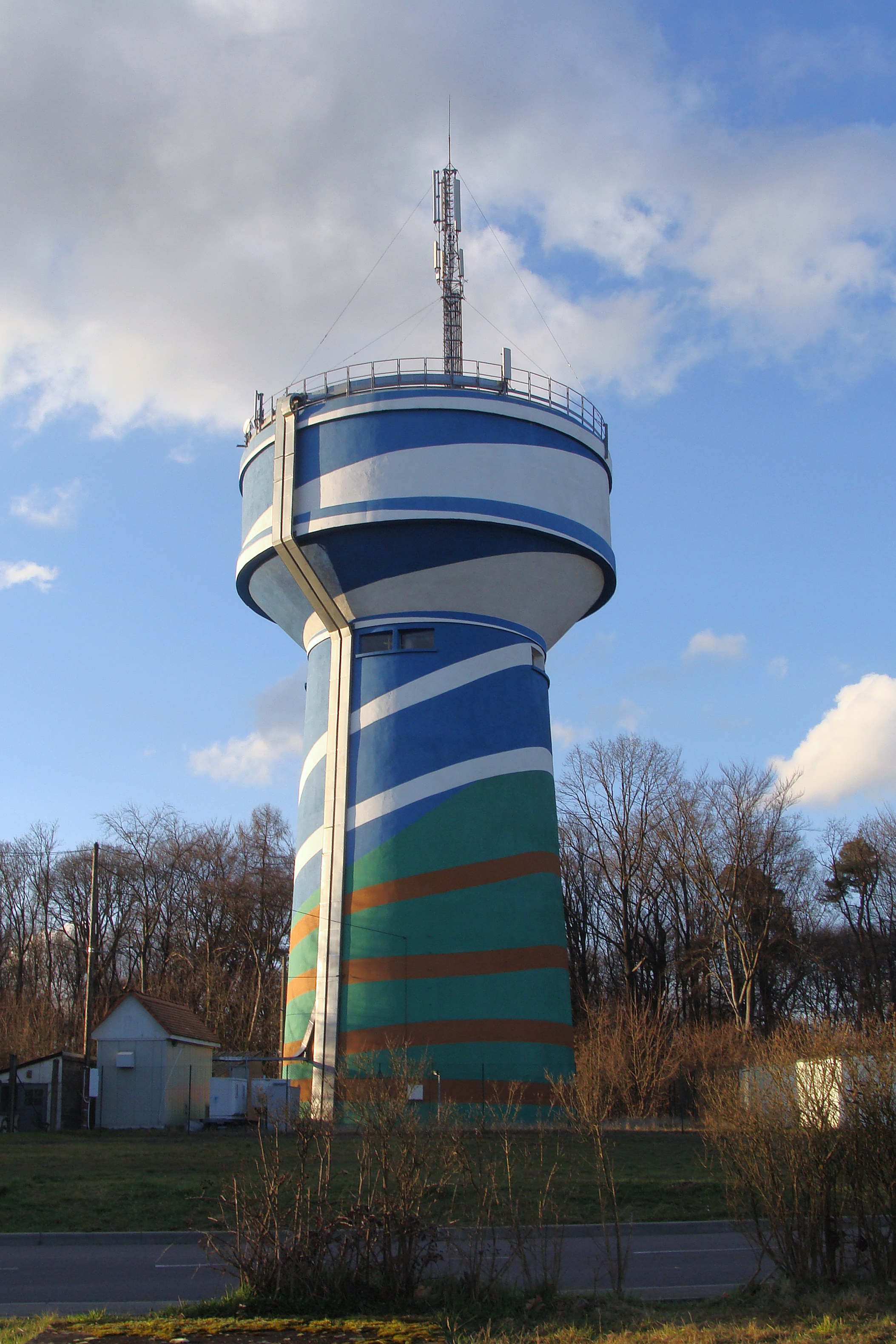
Château d'eau, rue du Général-Irwin.

La ville est située au sein de la forêt du Warndt entre des cours d’eau nommés la Lauter (ou le Lauterbach), la Merle (ou le Merlebach), le Doerrenbach et le Lebach. Les vallées du Lauterbach et de la Merle présentent de rares sources et dépôts tourbeux dus à la remontée d'eaux souterraines par pression artésienne. L'implantation de nombreux captages industriels et de prises d'eau ont abaissé la nappe phréatique et ces tourbières se sont trouvées en grande partie asséchées. Les quatre anciens étangs situés sur le ruisseau de la Merle en amont et en aval du moulin de L'Hôpital n'existent plus. Le plus grand développait une surface d'un hectare et demi. Plus au Sud se trouvaient deux autres étangs nommés Nonnenweiher et Dreihausenweiher situés sur le Lehbacherbruch, tous deux également asséchés. De nos jours, un vaste bassin de décantation, recueillant les eaux usées de la plate-forme chimique de Carling - Saint-Avold, alimente la Merle à hauteur du site de l'ancien moulin de L'Hôpital, en contrebas de la cité du Puits 3.
Les villes de L'Hôpital et de Carling sont alimentées en eau de pompage issue en grande partie de la nappe aquifère des grès triasiques et stockée dans un important château d'eau situé rue du général Irwin. L'eau potable est gérée par un sivu (syndicat intercommunal à vocation unique) : le Syndicat des eaux du Winborn compétent pour sept communes : Béning-lès-Saint-Avold, Betting, Carling, Cocheren, Freyming-Merlebach, L'Hôpital et Rosbruck. Le service de l'assainissement est géré selon un mode de gestion d'affermage et assure la production et la distribution d'eau potable pour ces différentes communes.

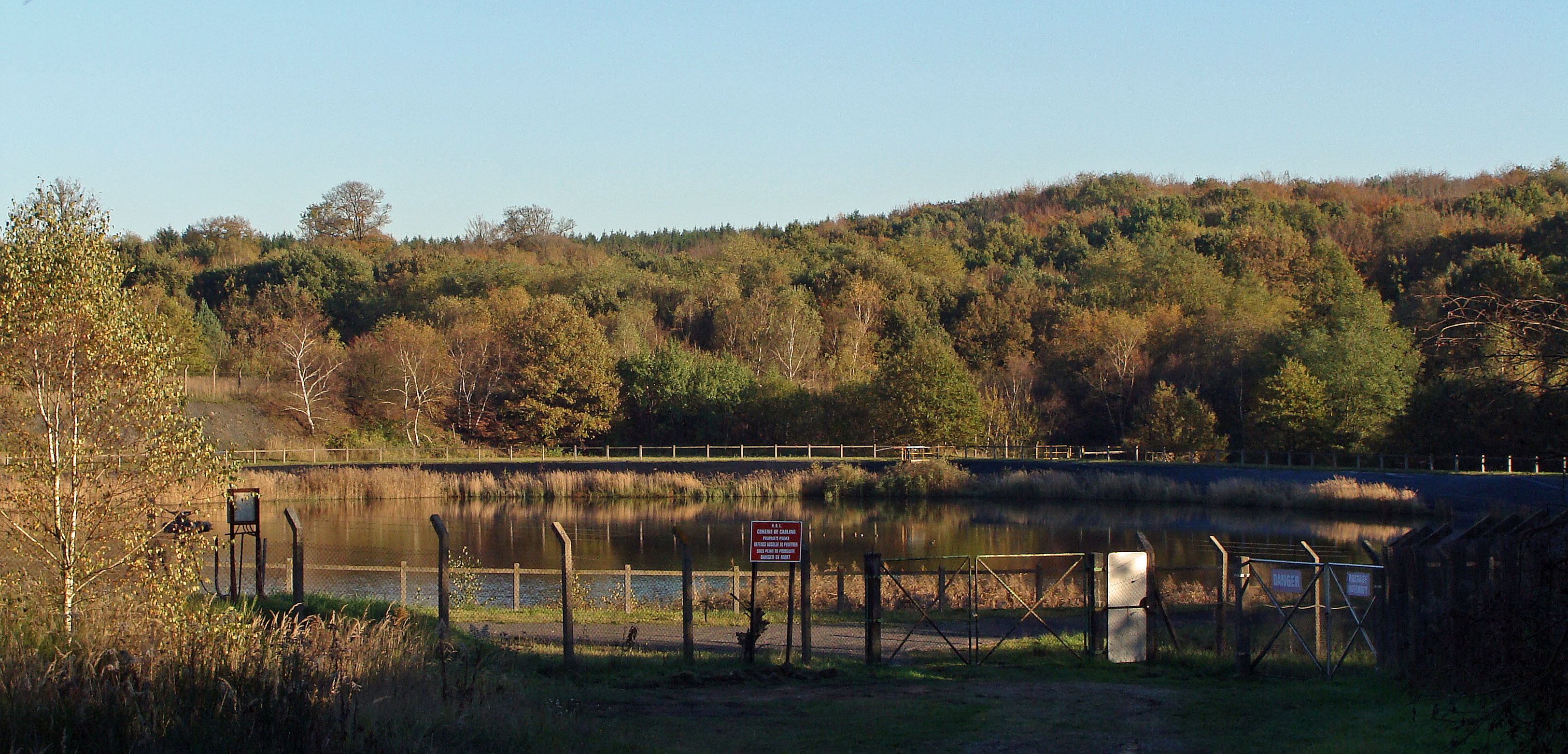
Bassin de décantation recueillant les eaux de la plate-forme chimique de Carling.

#### Le Lauterbach
Le Lauterbach, également appelé ruisseau de la Lauter, est un ruisseau français  et  allemand dans le département de la Moselle en France et dans le land de Sarre en Allemagne. Prenant source en Lorraine, il traverse du sud au nord la région naturelle du Warndt, qui forme une vaste boutonnière s’ouvrant sur la vallée de la Sarre en Allemagne. C'est un affluent gauche de la Rosselle, donc un sous-affluent du Rhin par la Sarre et la Moselle. Le ruisseau a donné son nom à la localité autrefois indépendante de Lauterbach, aujourd'hui réunie à la ville de Völklingen ainsi qu’à la revue du Cercle d’histoire de L’Hôpital-Carling qui se nomme Entre Lauter & Merle.

#### La Merle
La Merle improprement appelée le Merle, est un ruisseau français qui coule dans le département de la Moselle en France. C'est un affluent gauche de la Rosselle, donc un sous-affluent du Rhin par la Sarre et la Moselle. La vallée de la Merle est également appelée la vallée du charbon en raison de l'empreinte de l'exploitation du charbon lorrain sur la vallée.

#### Le Doerrenbach

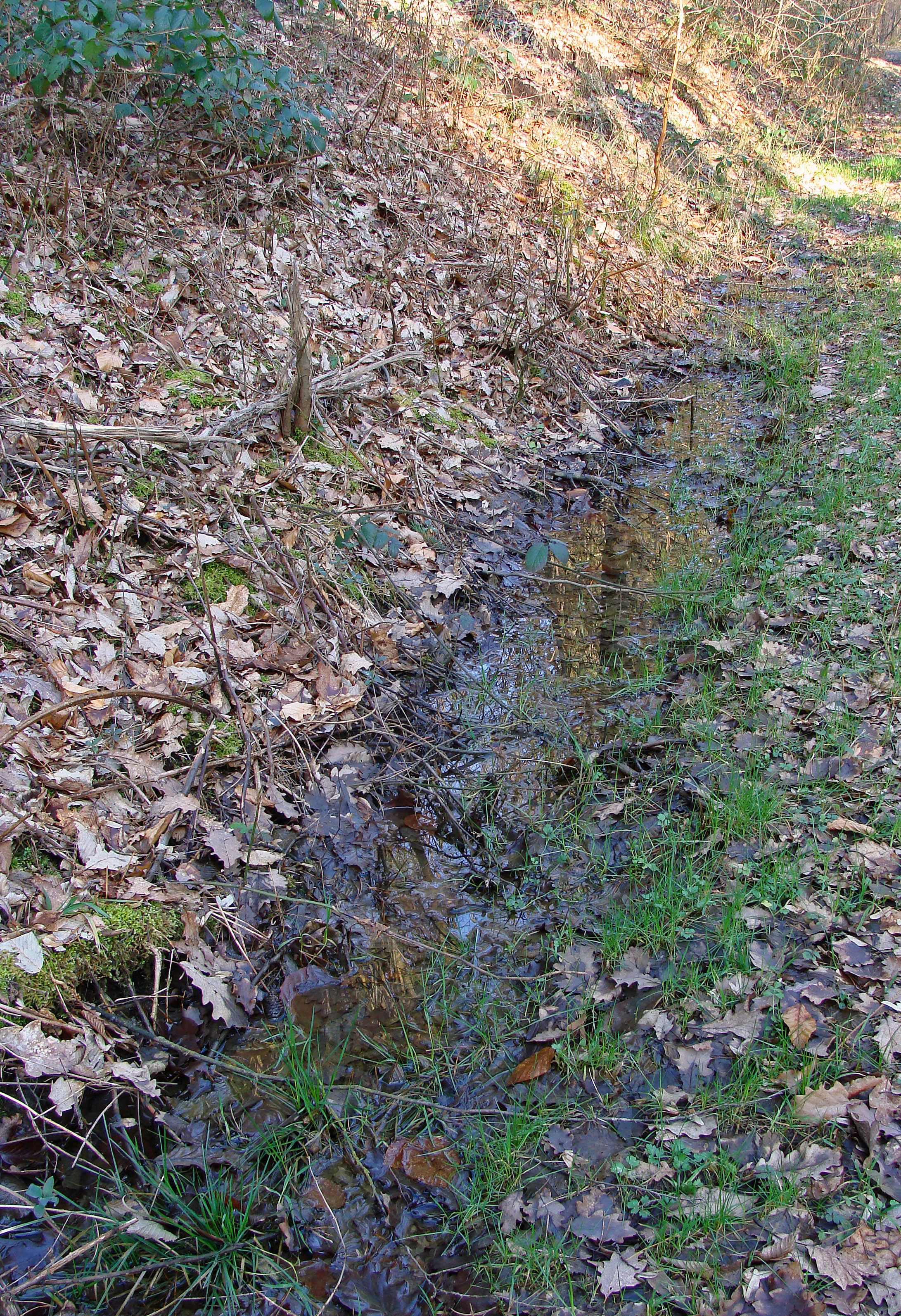
Le ruisseau du Doerrenbach.

À l'est de L'Hôpital, le petit ruisseau du Doerrenbach ou Dörrbach prend ses sources en Allemagne dans la forêt de  Karlsbrunn (une des forêts du Warndt) en contrebas de la L277, à l’est de la bourgade de Lauterbach (commune de Völklingen) et en France dans la forêt située sous la cité La Colline à hauteur de la carrière Barrois. On signale sur le cours du Doerrenbach un ancien étang disparu qui alimentait les forges de Sainte-Fontaine. Le Doerrenbach s'écoule par intermittence dans les plans d'eau de la carrière Barrois. La confluence en rive gauche de la Merle s'effectue sur la commune de Freyming-Merlebach, à 220 m d'atitude au sortir de la carrière Barrois.

#### Le Lebach
Un autre affluent de la Merle (ruisseau), actuellement asséché, s'appelait le Lebach. Le Lebach était cadastré en 1878 section A no 138, situé au lieu-dit Lebacherseck (ce qui signifie le coin du Lebach) sur la ban de Saint-Avold. Il formait un affluent de la Merle à hauteur de la localité du Moulin de L'Hôpital. En 1879, le Lebach était plus important que la Merle. Il mesurait de 0,40 à 2,05 m de large pour une profondeur de 1,10 m alors que la Merle (ou le Merlebach) avait à l'époque une largeur de 0,30 à 1,80 m pour une profondeur de 1 m.

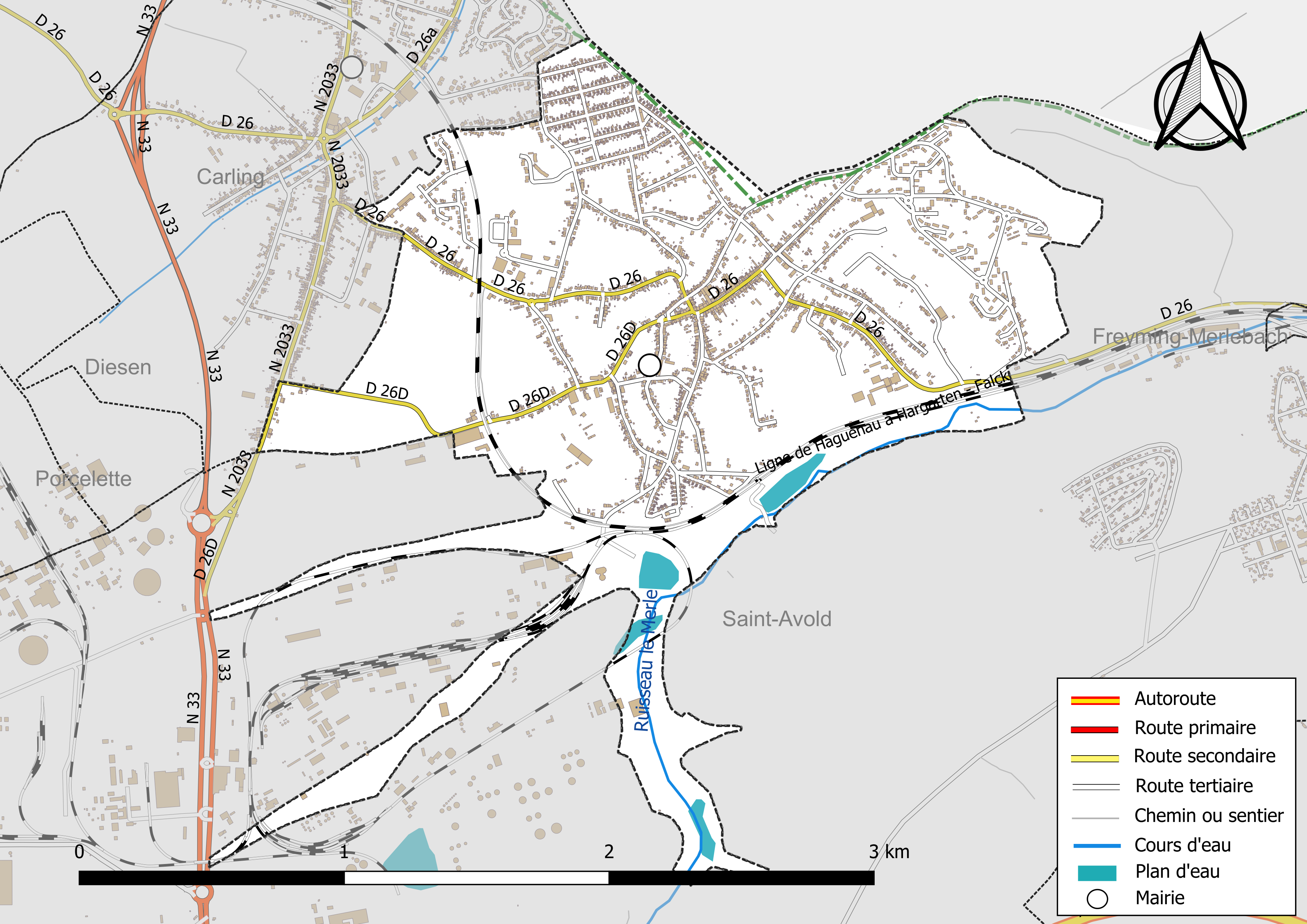
Réseaux hydrographique et routier de l'Hôpital.

### Climat
Pour des articles plus généraux, voir Climat du Grand Est et Climat de la Moselle.
En 2010, le climat de la commune est de type climat des marges montargnardes, selon une étude du Centre national de la recherche scientifique s'appuyant sur une série de données couvrant la période 1971-2000. En 2020, Météo-France publie une typologie des climats de la France métropolitaine dans laquelle la commune est exposée à un climat semi-continental et est dans la région climatique Lorraine, plateau de Langres, Morvan, caractérisée par un hiver rude (1,5 °C), des vents modérés et des brouillards fréquents en automne et hiver.
Pour la période 1971-2000, la température annuelle moyenne est de 9,7 °C, avec une amplitude thermique annuelle de 17 °C. Le cumul annuel moyen de précipitations est de 881 mm, avec 12,1 jours de précipitations en janvier et 9,6 jours en juillet. Pour la période 1991-2020, la température moyenne annuelle observée sur la station météorologique de Météo-France la plus proche, « Seingbouse », sur la commune de Seingbouse à 9 km à vol d'oiseau, est de 10,5 °C et le cumul annuel moyen de précipitations est de 731,4 mm. 
La température maximale relevée sur cette station est de 37,9 °C, atteinte le 25 juillet 2019 ; la température minimale est de −17 °C, atteinte le 20 décembre 2009,,.
| Mois                                  | jan.           | fév.           | mars           | avril         | mai           | juin          | jui.          | août          | sep.          | oct.          | nov.          | déc.          | année     |
| ------------------------------------- | -------------- | -------------- | -------------- | ------------- | ------------- | ------------- | ------------- | ------------- | ------------- | ------------- | ------------- | ------------- | --------- |
| Température minimale moyenne (°C)     | −0,4           | −0,2           | 2,2            | 5,9           | 9,1           | 12,6          | 14,6          | 14,2          | 10,8          | 7,4           | 3,6           | 0,5           | 6,7       |
| Température moyenne (°C)              | 1,8            | 2,6            | 6,1            | 10,7          | 13,8          | 17,6          | 19,7          | 19,1          | 15,4          | 10,9          | 6             | 2,7           | 10,5      |
| Température maximale moyenne (°C)     | 4              | 5,4            | 10             | 15,5          | 18,6          | 22,5          | 24,7          | 24            | 20            | 14,4          | 8,5           | 4,8           | 14,4      |
| Record de froid (°C) date du record   | −12,3 07.01.09 | −15,3 07.02.12 | −12,4 01.03.05 | −3,4 04.04.22 | −0,3 05.05.19 | 3,9 08.06.05  | 7,4 31.07.15  | 5,8 26.08.18  | 3,1 30.09.22  | −5,2 29.10.12 | −5,8 30.11.16 | −17 20.12.09  | −17 2009  |
| Record de chaleur (°C) date du record | 13,9 01.01.22  | 21,4 27.02.19  | 23,9 31.03.21  | 26,8 21.04.18 | 30,7 28.05.17 | 35,2 26.06.19 | 37,9 25.07.19 | 37,8 09.08.03 | 32,6 15.09.20 | 27 02.10.23   | 21 02.11.20   | 14,9 31.12.22 | 37,9 2019 |
| Précipitations (mm)                   | 63             | 57,7           | 55,3           | 39,8          | 68,9          | 60,3          | 54,7          | 68,4          | 54,8          | 61,4          | 66            | 81,1          | 731,4     |

| Diagramme climatique                                  |             |           |             |             |              |              |            |            |             |          |            |
| J                                                     | F           | M         | A           | M           | J            | J            | A          | S          | O           | N        | D          |
| 4−0,463                                               | 5,4−0,257,7 | 102,255,3 | 15,55,939,8 | 18,69,168,9 | 22,512,660,3 | 24,714,654,7 | 2414,268,4 | 2010,854,8 | 14,47,461,4 | 8,53,666 | 4,80,581,1 |
| Moyennes : • Temp. maxi et mini °C • Précipitation mm |             |           |             |             |              |              |            |            |             |          |            |

Les paramètres climatiques de la commune ont été estimés pour le milieu du siècle (2041-2070) selon différents scénarios d'émission de gaz à effet de serre à partir des nouvelles projections climatiques de référence DRIAS-2020. Ils sont consultables sur un site dédié publié par Météo-France en novembre 2022.

### Faune et flore

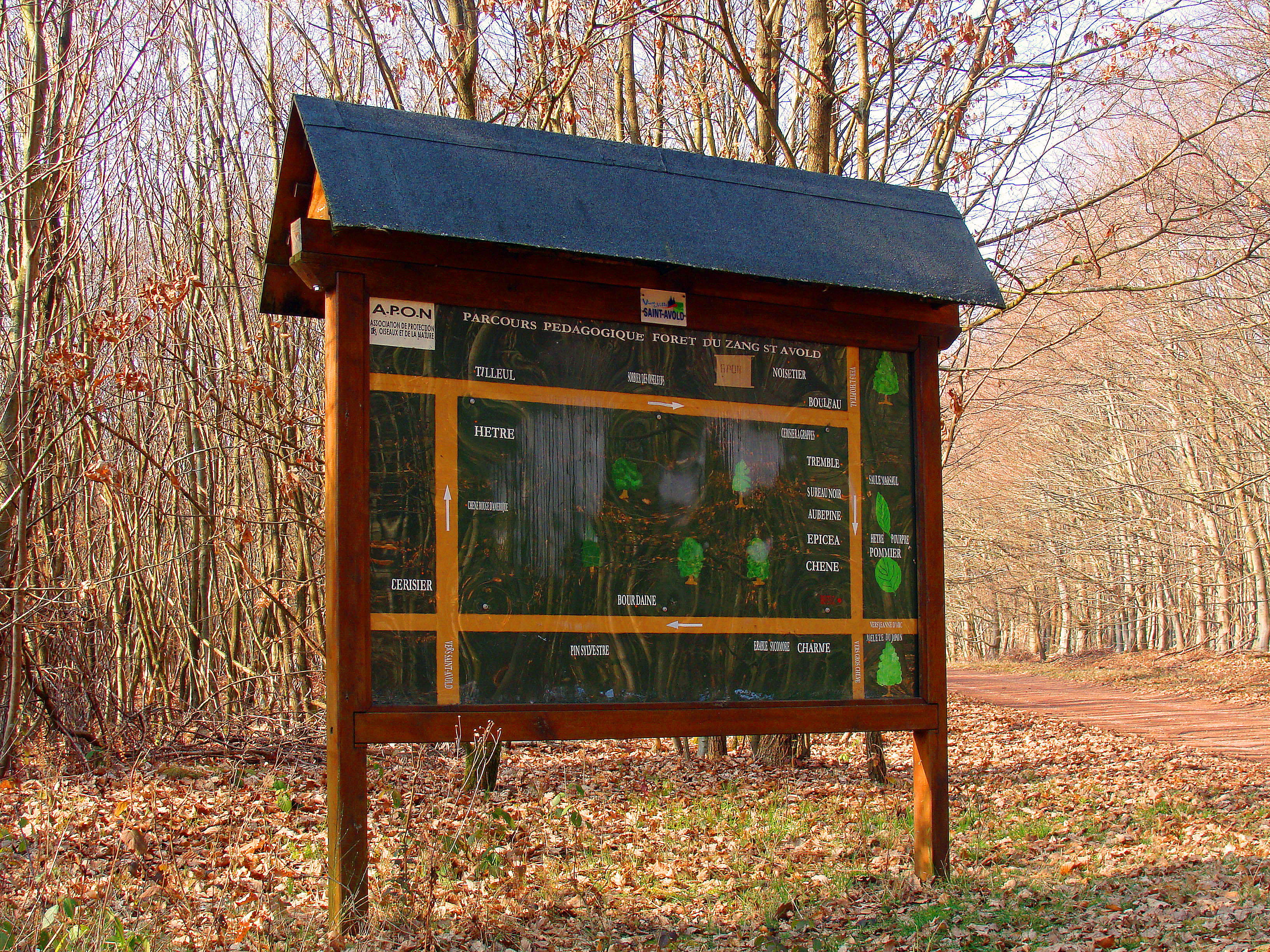
Forêt de Zang, panneau pédagogique.

La ville est proche du parc naturel régional de Lorraine à environ 24 km. Quelques mares et tourbières peu protégées abritent une faune remarquable (le Pélobate brun). Au nord-est de la commune se situe la carrière Barrois. Cette ancienne carrière de grès et de sable renaturée longe l'espace naturel de la forêt du Warndt classé Natura 2000 côté allemand et abrite une faune et une flore protégée.
À noter dans la forêt de Zang située entre L'Hôpital et Saint-Avold, l'existence d'un chêne multi-séculaire (environ 900 ans d'âge) appelé le « Gros Chêne » ou « chêne des Sorcières ». Il s'agit d'un chêne pédonculé (Quercus robur L.) constitué de deux arbres qui ont fusionné. C'est l'un des plus vieux arbres forestiers de France. La circonférence de son tronc est de 6,40 m mesurée à une hauteur de 1,50 m. Sa hauteur est d'environ 21 m. Vandalisé en 2008 et ayant souffert de diverses tempêtes, il est actuellement étayé à la suite de travaux de protection entrepris par l'O.N.F. (Office National des Forêts). Il est classé dans les Arbres remarquables de France.
L'association protectrice des oiseaux et de la nature (APON) entretien à proximité de son chalet de la forêt de Zang, un parcours pédagogique constitué d'un arboretum d'une trentaine d'espèces locales et d'un espace de vision et de protection ornithologique. L'arboretum de L'Hôpital se situe en grande partie sur le terrain communal de Saint-Avold.
Entre L'Hôpital et Carling pousse un rarissime petit hêtre tortillard (Fagus sylvatica f. tortuosa (Pépin) Hegi), en tout point semblable à ceux de Verzy (Champagne) ou de Sionne (Vosges).

### Voies de communications et transports
Sur le territoire de la commune se trouvent des vestiges de la voie romaine de Paris (Lutèce) à Mayence (Mogontiacum). Encore aujourd'hui, le grand axe européen en provenance de Paris qu'est l’autoroute A4 passe au Sud de la commune, dans la forêt de Zang (forêt domaniale de Saint-Avold).
La ville de L'Hôpital est reliée à Freyming-Merlebach et à la cité Jeanne-d'Arc de Saint-Avold par la route départementale 26 (RD 26), qui reste l'une des plus meurtrières du secteur,. La RD 26 qui est très fréquentée est limitée à la vitesse maximale de 70 km/h. La RD 26 ne possède pas d'aménagement cyclable.
À proximité de L'Hôpital, dans la forêt de Karlsbrunn (en Allemagne) passe la VeloRoute SaarLorLux à travers le massif forestier du Warndt. Elle fait partie des pistes cyclables parcourant le Pays des Trois Frontières sur une longueur d'environ 480 km. On y accède par les chemins forestiers en départ de la cité La Colline.
La gare ferroviaire de L'Hôpital construite sur la ligne Béning - Hargarten n'est plus desservie. Restaurée par la municipalité, elle sert de local pour diverses manifestations culturelles. La ligne ferroviaire électrifiée Béning - Hargarten qui passe à L'Hôpital est toujours en activité pour les trains de marchandises. L'ancienne gare de L'Hôpital-Puits-Neuf a totalement disparue de son site près du passage à niveau de la rue de Saint-Avold Elle est une section de la ligne de Haguenau à Hargarten - Falck qui est une ligne de chemin de fer française à écartement standard du nord de la Lorraine et de l'Alsace. Elle constitue la ligne 159 000 du réseau ferré national.
La gare régionale la plus proche est celle de Béning-lès-Saint-Avold (pour les trajets en TER surtout vers Metz, Sarreguemines ou Sarrebruck).
La gare TGV la plus proche est celle de Forbach à moins de 30 minutes pour rejoindre Paris ou Francfort en 1 h 50 min avec l’ICE 3 ou avec le TGV.

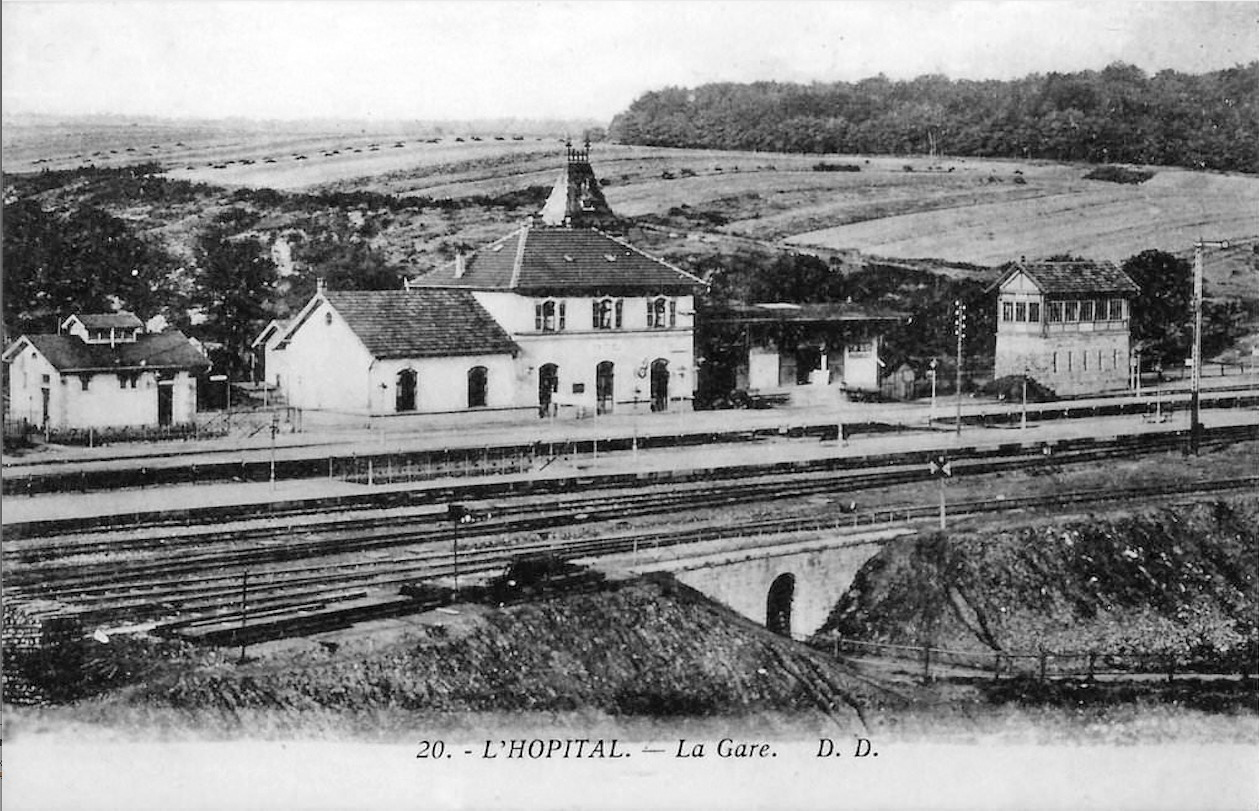
La gare de L'Hôpital dans les années 1900.
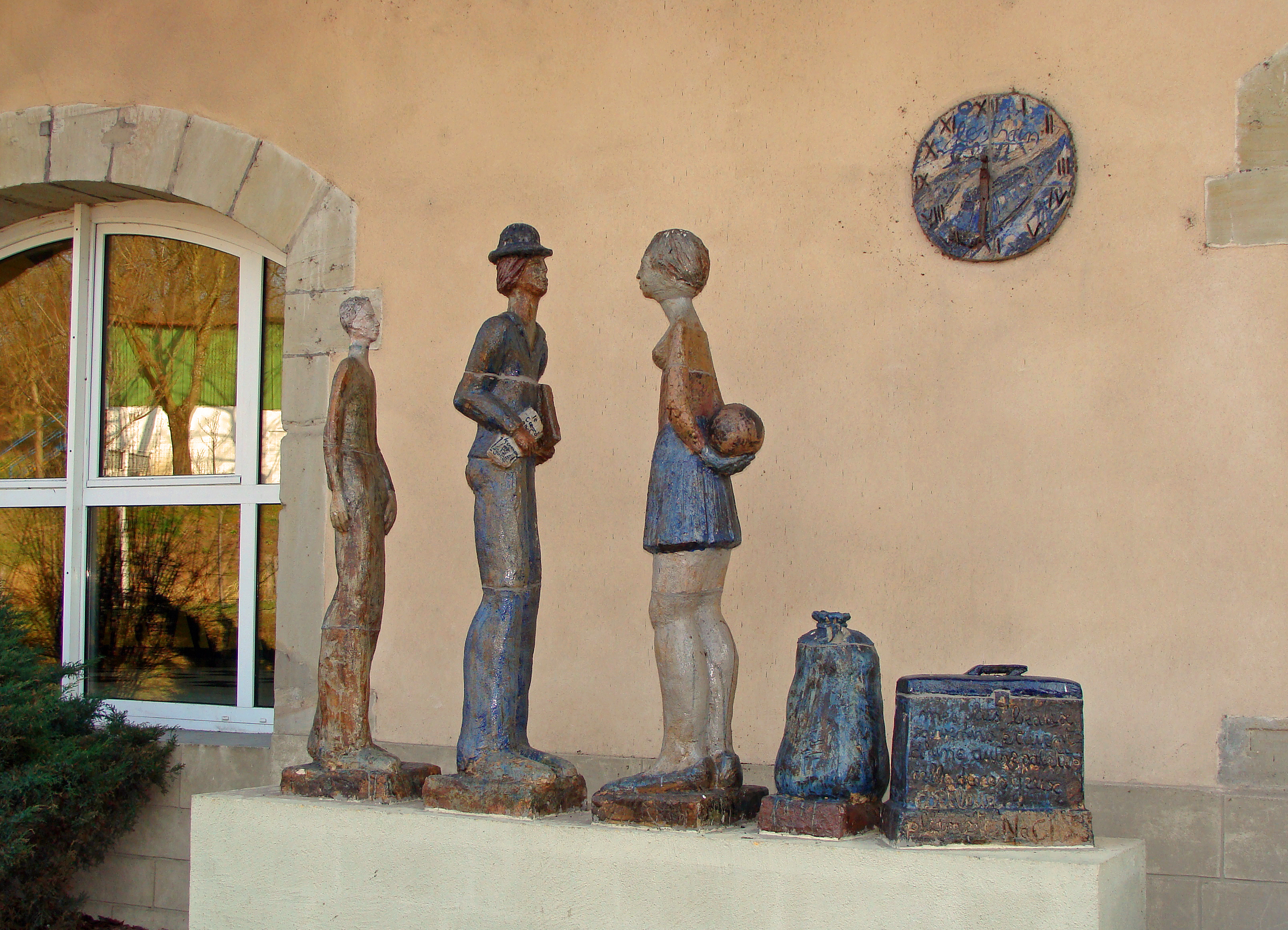
Sculpture devant la gare de L'Hôpital.

## Urbanisme
La ville est subdivisée en différents quartiers : quartier Centre I (centre-ville, quartier gare et du Puits 6, rue de Carling…), quartier Centre II (du Puits 2 et du Puits 3), quartier Bois-Richard, quartier Cité la Colline.
Le lotissement du Petit-Pont est de création récente.

### Typologie
Au 1er janvier 2024, L'Hôpital est catégorisée centre urbain intermédiaire, selon la nouvelle grille communale de densité à sept niveaux définie par l'Insee en 2022.
Elle appartient à l'unité urbaine de Saint-Avold (partie française), une agglomération internationale regroupant six communes, dont elle est une commune de la banlieue,,. Par ailleurs la commune fait partie de l'aire d'attraction de Saint-Avold (partie française), dont elle est une commune de la couronne,. Cette aire, qui regroupe 28 communes, est catégorisée dans les aires de moins de 50 000 habitants,.

### Occupation des sols
L'occupation des sols de la commune, telle qu'elle ressort de la base de données européenne d’occupation biophysique des sols Corine Land Cover (CLC), est marquée par l'importance des territoires artificialisés (85,7 % en 2018), en diminution par rapport à 1990 (86,7 %). La répartition détaillée en 2018 est la suivante :
zones urbanisées (63,3 %), zones industrielles ou commerciales et réseaux de communication (22,4 %), forêts (7,9 %), milieux à végétation arbustive et/ou herbacée (6,4 %). L'évolution de l’occupation des sols de la commune et de ses infrastructures peut être observée sur les différentes représentations cartographiques du territoire : la carte de Cassini (XVIIIe siècle), la carte d'état-major (1820-1866) et les cartes ou photos aériennes de l'IGN pour la période actuelle (1950 à aujourd'hui).

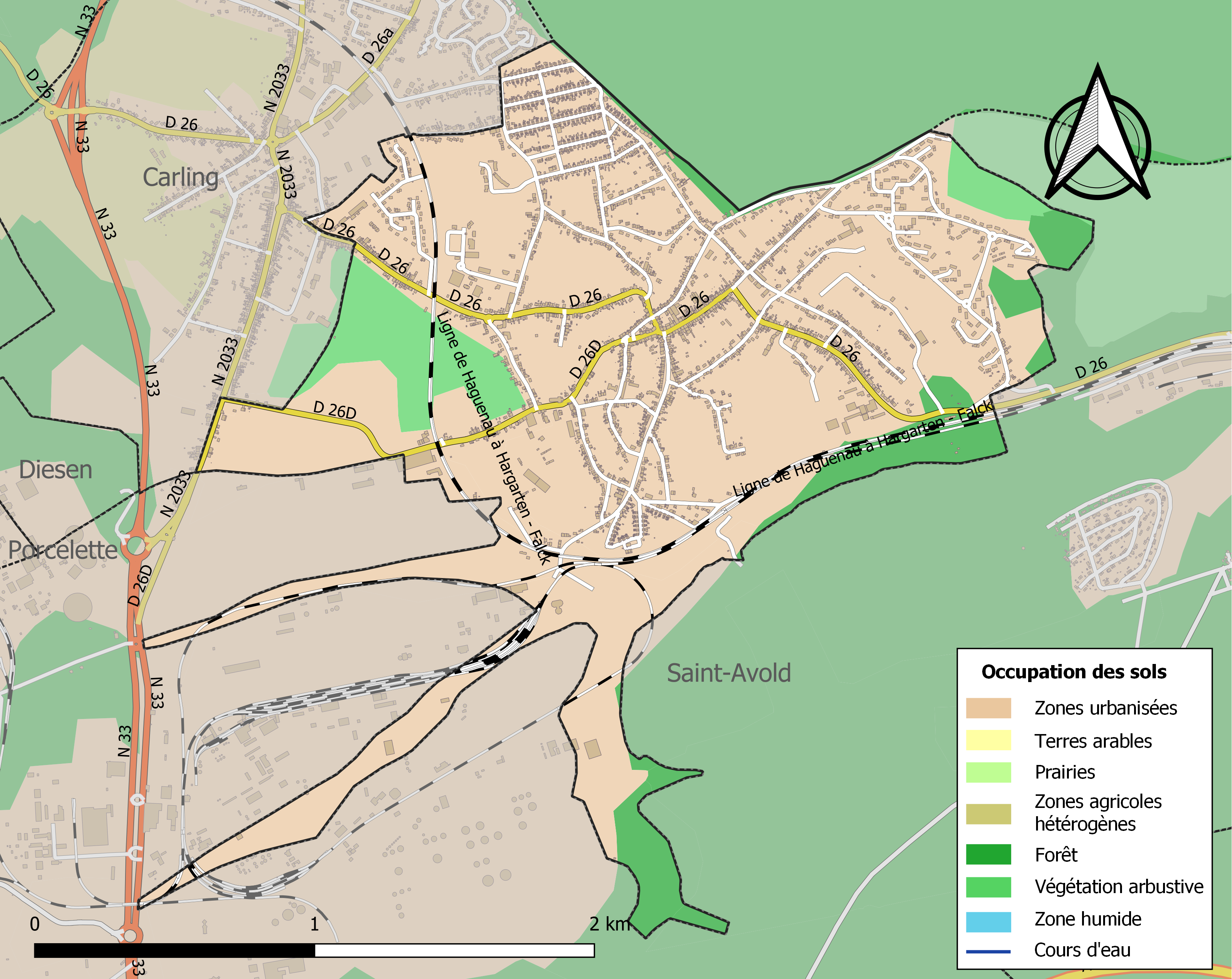
Carte des infrastructures et de l'occupation des sols de la commune en 2018 (CLC).

### Quartiers, hameaux et écarts
Le hameau nommé Richardswald (bois de Richard) a été construit en 1894 sur des terres ayant appartenu au baron François-Marie-Claude Richard de Hautesierck (1712-1789). Il était communément appelé Türkenecken (coin des Turcs). Il fut rattaché à la cité ouvrière de Bois-Richard fondée en 1901.
Le hameau du Hellenwäldchen a été incorporé dans le siège de l'ancien puits Henriette (appelé aussi puits 6).
Le lieu-dit Leutenantsgefeldt. Il apparaît déjà sur la carte de Cassini du XVIIIe siècle. Il fait actuellement partie du ban de la commune de Saint-Avold. Son nom vient d'un apanage donné en 1625 au capitaine Guillerme de Boningen (1605-1630) par le prince Louis de Guise, baron d'Ancerville (1588-1631). On y trouve un ancien corps de ferme déjà cité en 1779. Proche du lieu-dit Leutnantsgefeldt se situe le centre des archives industrielles et techniques de la Moselle qui occupe les anciens locaux construits en 1948 d'un ancien magasin minier des Houillères du Bassin de Lorraine.
Le hameau du Moulin de L'Hôpital ou Spittlermühle. L'ancien moulin de L'Hôpital déjà mentionné en 1584 puis bien avant 1756, ne fonctionnait plus depuis 1876. Il a été rasé en 1966 ainsi que les maisons qui l'entouraient. Son étang a été comblé et sa digue détruite. Le moulin de L'Hôpital était entouré de diverses habitations, d'un lavoir et d'un four à pain. À proximité se trouvait une maison forestière. En 1900, ce hameau comptait 94 habitants. Seuls subsistent le nom de la rue ainsi que l'ancien pont du chemin de fer en pierre de taille qui en permettait l'accès.
Les hameaux de Blechhammerberg (mont de la Forge) et celui de Ziegelstücker (Champs des Tuiles) situé aux limites de la commune de Carling, datent respectivement de 1865 et 1892.
En dehors de son centre-ville, L'Hôpital compte diverses cités (autrefois appelées « colonies ») dues à son développement industriel. Des centaines de logements et leurs annexes furent construits par la direction des houillères des mines de Sarre-et-Moselle pour des mineurs souvent d'origine étrangère. Trois cités furent ainsi créées :
- la cité Bois-Richard. Appelée d'abord Richardsdorf ce qui signifie village de Richard (du nom de François-Marie-Claude Richard de Hautesierck (1712-1789), baron d'Überherrn, seigneur de Carling et de Bois-Richard), sa fondation date de 1901. La cité pris le nom d’Aspenhübel qui signifie colline des Trembles en 1902. On y réunit l'ancien hameau de Richardswald (bois de Richard) construit en 1894 et communément appelé Türkenecken (coin des Turcs) et la ferme reconstruite en 1876 de Richardseck (coin de Richard)[27]. L'un des architectes des maisons de la cité ouvrière de Bois-Richard fut l'architecte Gustav Petrich de Metz[28]. Gustav Petrich était l'un des architectes de la grande poste centrale de Metz (1907). La cité se développe. En 1904, elle compte 143 maisons de deux familles et 5 maisons de quatre familles. On y construit la même année un casino de la mine et un magasin d'alimentation. Une église catholique dédiée à sainte Barbe y est construite en 1913. Elle devient centre d'une paroisse en 1952. Une chapelle orthodoxe (démolie) y a existé peu après la Seconde Guerre mondiale. Le roi Pierre II de Yougoslavie (1923-1970) vint s'y recueillir lors de son séjour à L'Hôpital ;
- la cité du Puits 3 construite en 1904. Elle compte alors 34 maisons dont deux sont destinées à une famille, 29 maisons pour deux familles, une grande maison pouvant accueillir trois familles et un grand dortoir pouvant accueillir une centaine d'ouvriers. L'on y construit également un magasin d'alimentation situé à l'intersection des rues de Saint-Avold et du Moulin ainsi qu'un casino de la mine, près du siège du puits 3 ;
- la cité La Colline a vu le jour à partir de 1946. Une église catholique y est construite en 1952, desservie par un vicaire résident ;
- les cités Jeanne d'Arc et Arcadia (actuellement sur le ban de la commune de Saint-Avold) avaient été rattachées à L'Hôpital durant la Seconde Guerre Mondiale par un arrêté de l'administration allemande du 21 mars 1941 approuvé par la loi du 10 février 1943. Elles avaient été débaptisées et portaient le nom de cité Waldheim et confiées à l'administration du Stadtkommissar de Spittel, de même que la cité Sainte-Fontaine et certaines zones industrielles (puits 6, cokerie de L'Hôpital-Carling, centrale Paul Weiss). À la Libération, malgré l'opposition de la ville de L'Hôpital, les électeurs de la cité Jeanne d'Arc décident le 7 juillet 1946 le retour de la cité à Saint-Avold. Toutes ces parties retourneront définitivement à Saint-Avold de 1948 à 1949.

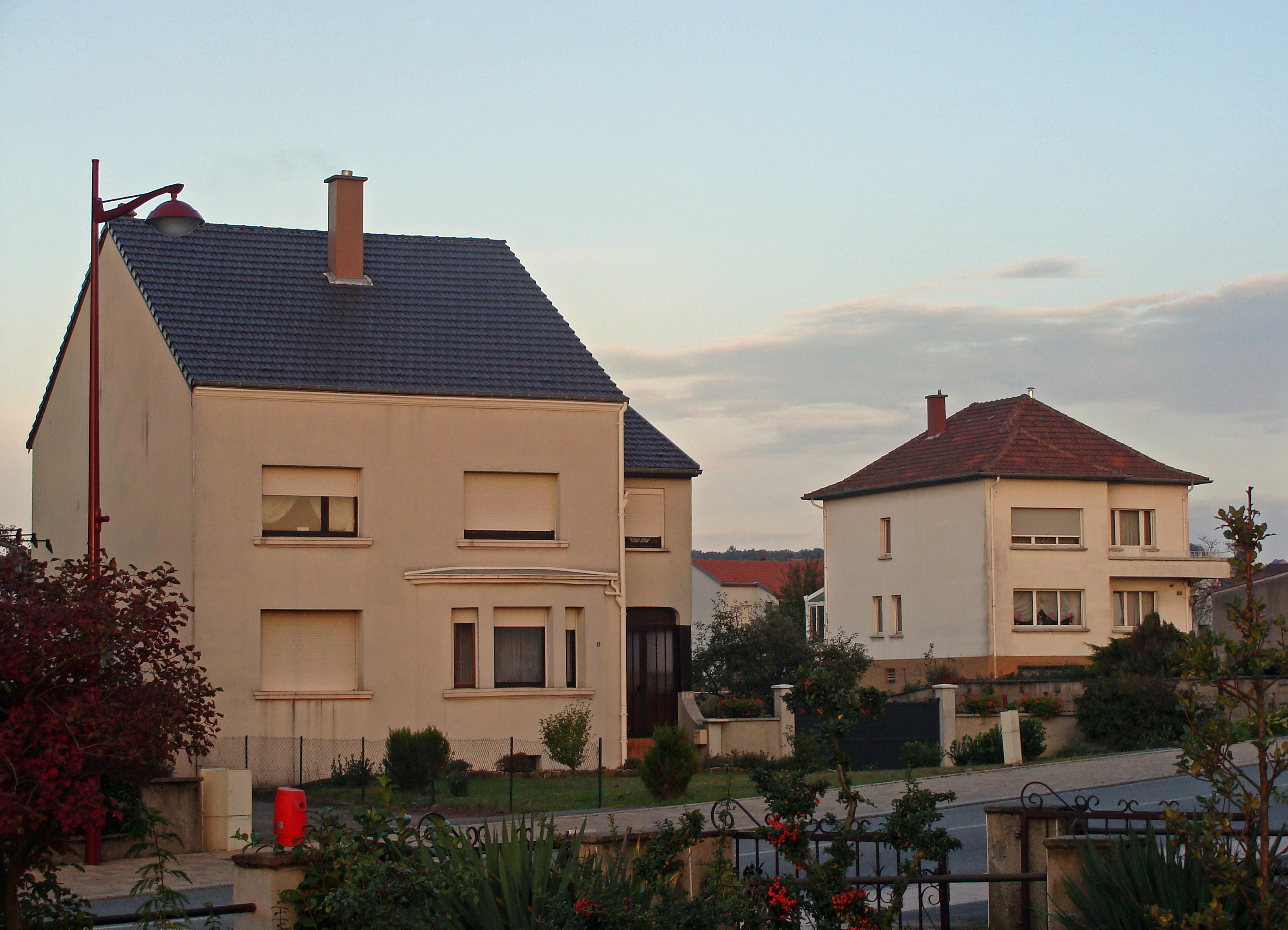
Quartier Ziegelstücker
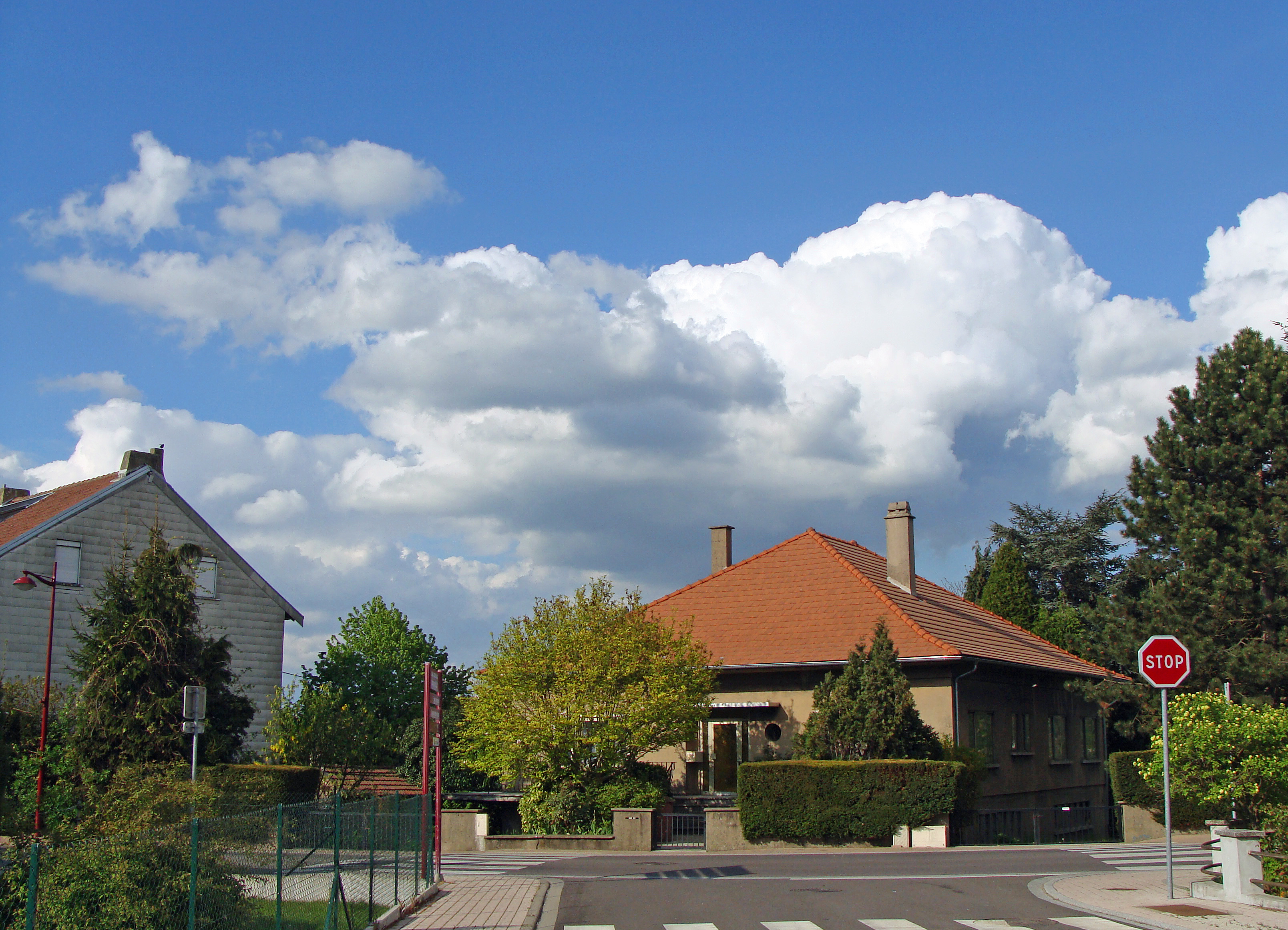
Quartier Ziegelstücker (autre vue)
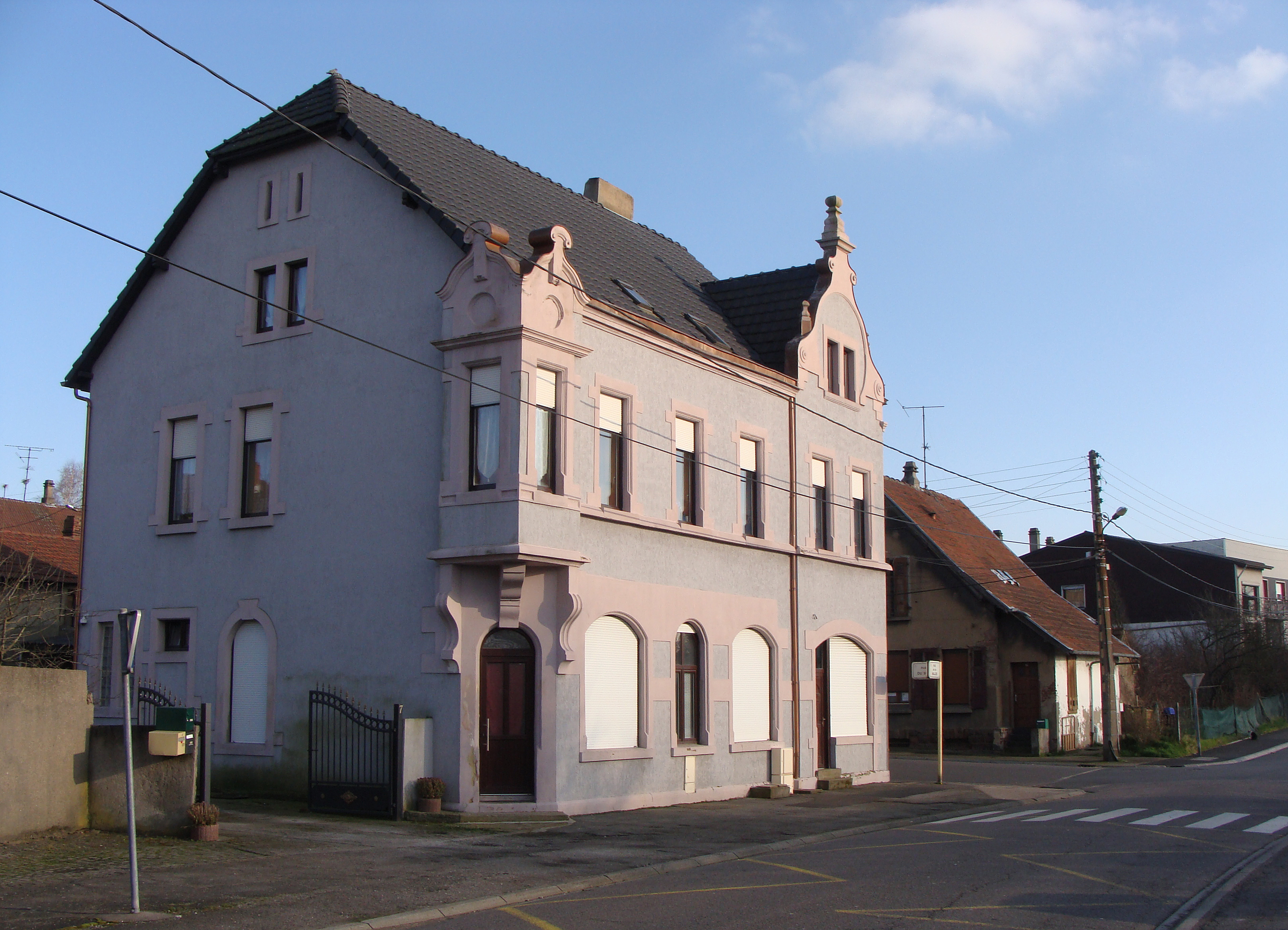
Cité Bois-Richard
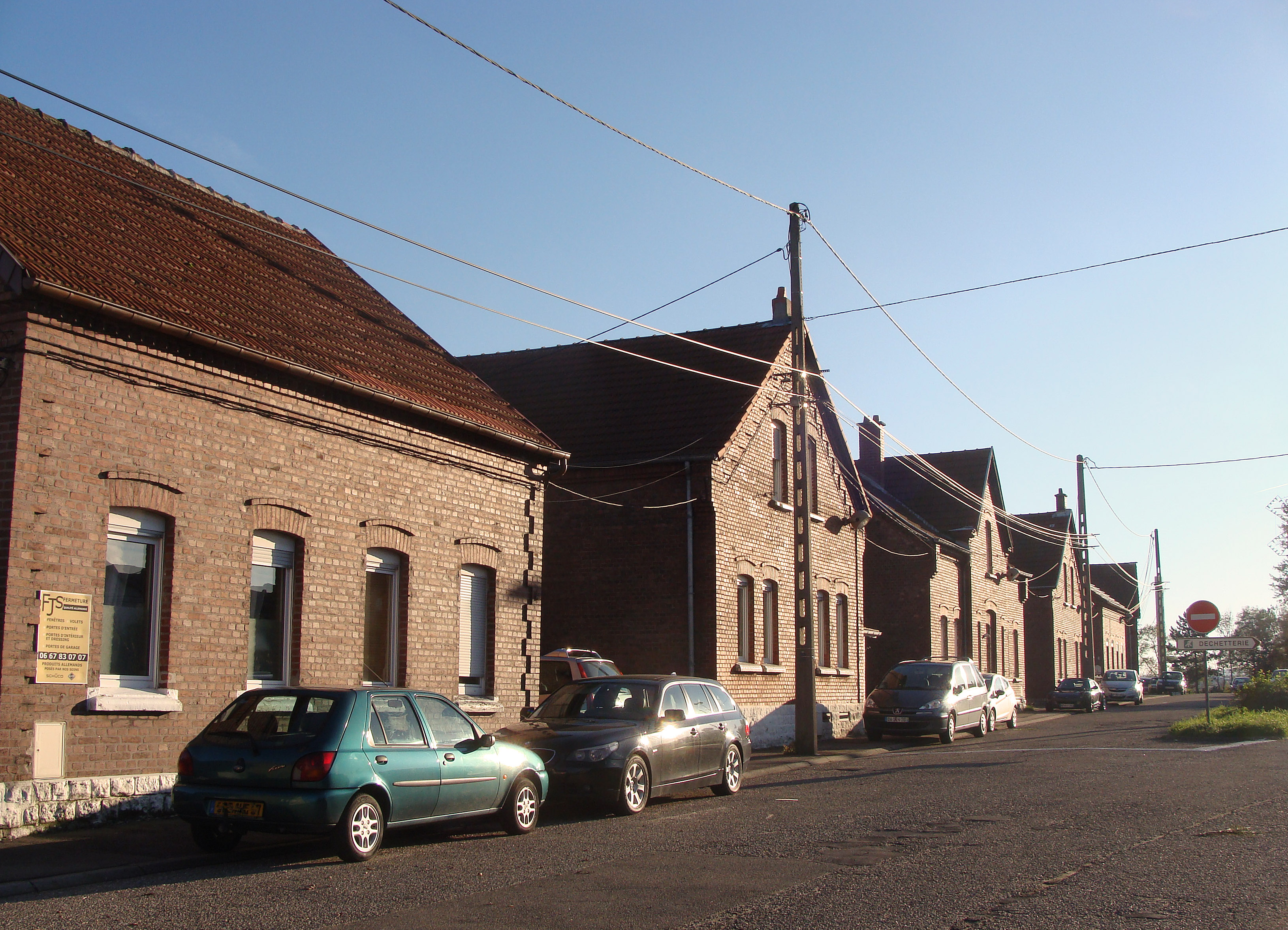
Cité du Puits 3
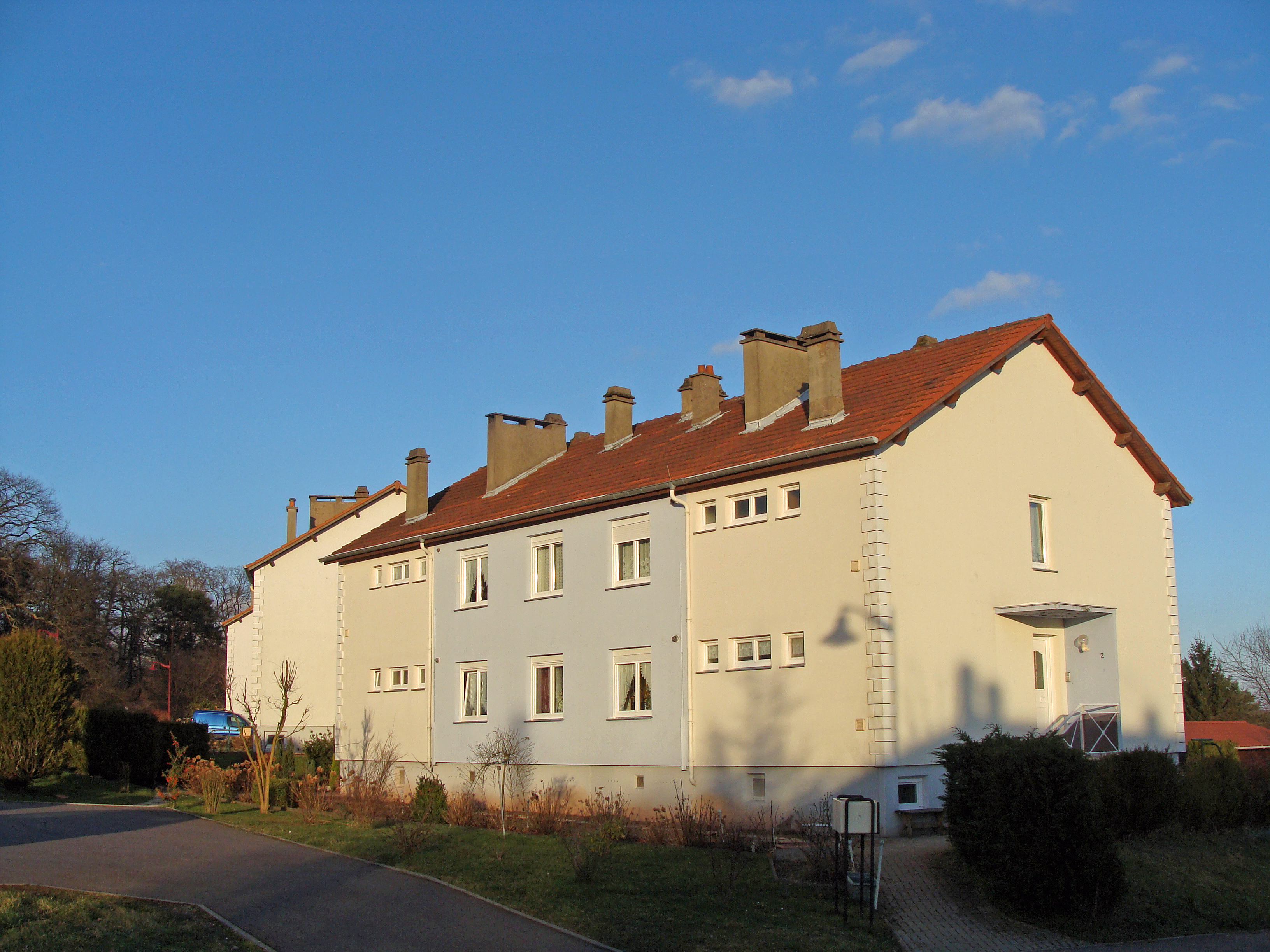
Cité minière « La Colline »

## Toponymie
Tire son nom d'un hôpital moyenâgeux. On peut également affirmer que ce village est l'un des plus « anciens » de la contrée.
Évolution du nom du village (date du document à laquelle le nom apparait) : — Merle (1179) ; — Merla im Varand (1210) ; — Spiettal in dem Warendt (1361) ; — Spiettal im Warendtwald (1365) ; — De Hospitali (1400) ; — Merlen by dem Spidade (début XVe siècle) ; — Zum Spittel (1592) ; — Zum Spidal (1594) ; — Lhospital (1595) ; — Spittel (1683) ; — Zum Spithal (XVIIe siècle) ;  — Hospitale (1722) ; — Spiedel, Spidal, Lhospital (1756) ; — Spiedal, L’Hôpital (1779) ; — L’Hôpital (1793-1869) ; — Spittel in Lothringen (1871) ; — L’Hôpital en Lorraine (1918) ; — L’Hôpital (1939) ; — Spittel (Westmark) (1940) ; — L’Hôpital (1944).
La commune se nomme Spittel ou Spiddel en francique rhénan de Lorraine et Spiedel en allemand (avant 1871).
Durant le XIXe siècle, L'Hôpital était également connu au niveau postal sous l'alias de Spidel.

### Sobriquets
- Les Carlingeois, qui portaient en dialecte francique rhénan de Lorraine le sobriquet de Mistbauer (paysans de fumier), surnommaient les Spittellois Eckebrunzer (arroseurs de coins). Le terme dialectal de brunzen provient du moyen haut-allemand et du mot Brunnen (fontaine)[31].
- Surnoms donnés par les Spittellois aux nomades qui campaient sur le territoire de la commune. Die Floh-Niesser (les éternueurs de puces)[32]: ce sobriquet blessant rappelle les conditions insalubres d’existence d’une partie des générations nomades qui résidaient épisodiquement dans ce village. Die Besenbinder (les faiseurs de balais)[32]: avant 1900, il y avait plusieurs familles d’origine nomade qui parcouraient les villes et villages de la région et qui fabriquaient des balais avec de menus rameaux de bouleau, de bruyère et de genêt. Les Spittellois les surnommaient du nom de cette activité saisonnière. Les Spittellois surnommaient également les nomades originaires de Hombourg-Haut die Paraplé-Flicker (les réparateurs de parapluies) du nom de leur activité[31].

## Histoire

### Antiquité

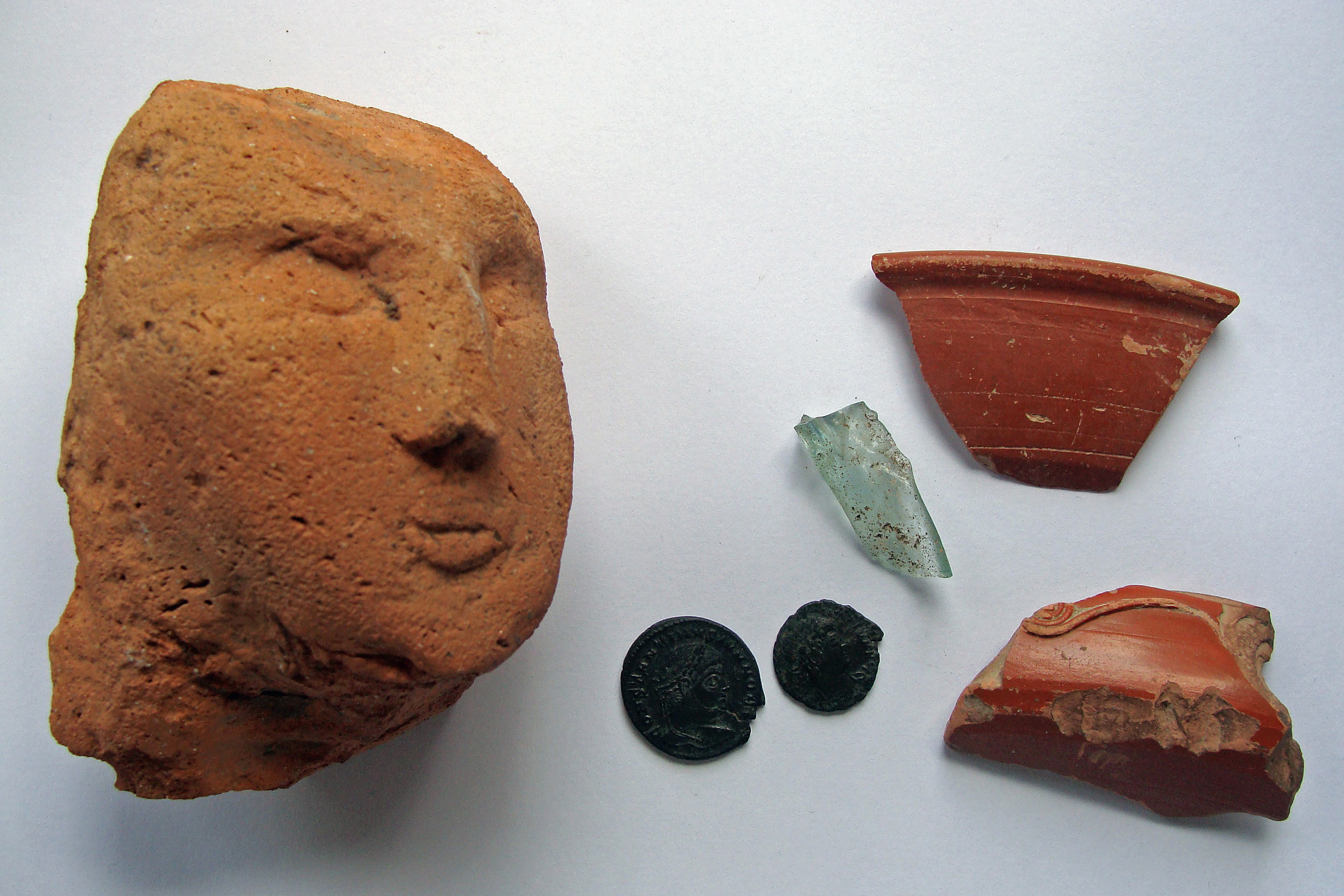
Trouvailles archéologiques faites à L'Hôpital, au lieu-dit Ziegelstücker.

L’Hôpital se situe sur le passage de l’ancienne grande voie romaine de Metz-Mayence-Worms. Une occupation très ancienne est probable. L'historien et éditeur messin François Verronnais (1792-1879) évoque dans son ouvrage relatif au département de la Moselle le fait que lors de la conquête des Gaules par Jules César, on avait établi à l'emplacement du village de L'Hôpital une ambulance (hôpital mobile qui suivait les troupes en campagne) gouvernée par un lieutenant.
L'archéologue Émile Linckenheld relate que Dom Augustin Calmet (1672-1757) décrit dans l'un de ses ouvrages une statue gallo-romaine de la déesse Minerve finement travaillée, armée d'une lance et d'un casque, accompagnée d'un hibou et qui se trouvait placée et scellée sur un pignon d'une ferme de la localité. Émile Linckenheld rattache son origine probable au site archéologique de Sainte-Fontaine.
Des fouilles effectuées en 1856 à l’emplacement de la cité Bois-Richard (autrefois dénommé bois du Richardsecken) par Schlinker, maître de forges et archéologue à Carling, ont mis en évidence une nécropole d’origine gallo-romaine (particulièrement de nombreuses urnes funéraires, des monnaies des empereurs romains Auguste, Domitien, Hadrien, Marc-Aurèle et Septime-Sévère). En 1869, on découvre une urne en verre funéraire gallo-romaine intacte, protégée par deux demi-sphères de pierre, près de la frontière prussienne d’alors. Elle sera transportée au musée de Metz.
D’autres trouvailles ponctuelles faites en 1980 à l’emplacement du hameau « Ziegelstücker » (ce qui signifie littéralement « champs à tuiles ») ont livré des fragments de statues et de poteries gallo-romaines, des canalisations en terre cuite et des monnaies romaines (frappées à Trèves avec le symbole de l’empereur Constantin II).
En 1950, Cité Colline, sont retrouvés d'anciens pavés d'époque gallo-romaine. Par ailleurs, la partie de la commune qui touche à Sainte-Fontaine semble aussi avoir été occupée à la même période : dans la forêt située en bordure du Merle en direction du Hexeneiche (Chêne des Sorcières) appelé aussi Gros Chêne, des canalisations en terre cuite d’origine gallo-romaine ont été retrouvées.

### Moyen Âge

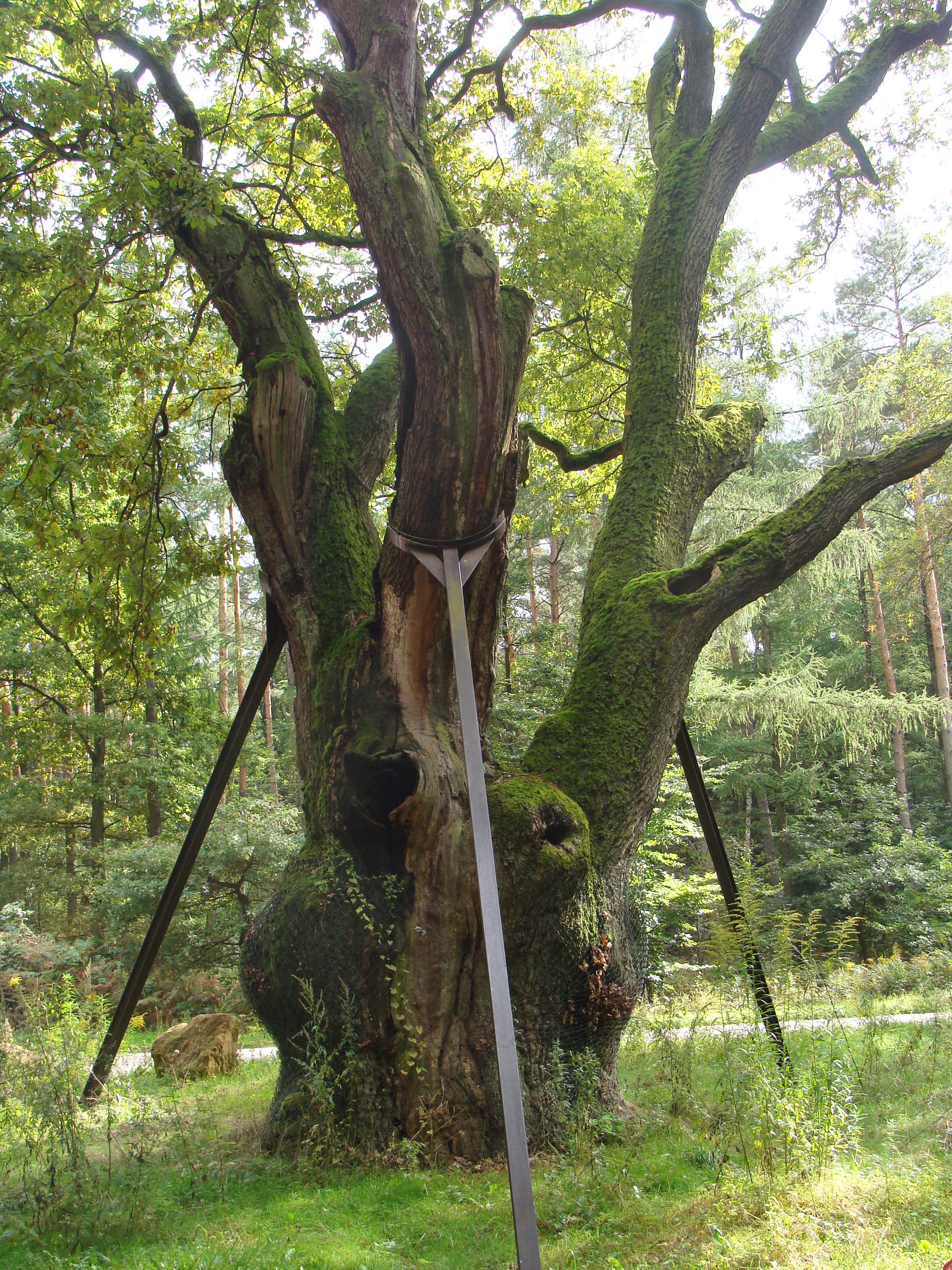
Le Gros Chêne ou Chêne des Sorcières millénaire situé dans la forêt entre L'Hôpital et Saint-Avold (septembre 2013).

La tradition populaire rapporte le passage de Frédéric Ier Barberousse auprès du Gros Chêne au temps des premières croisades vers 1180. Enfonçant sa lance dans le tronc de l'arbre, il s'y serait arrêté accompagné du Comte de Sarrebruck, de Robert de Roldinga Seigneur de Varsberg et d'autres Seigneurs et Dames afin de se reposer et de se restaurer à l'ombre de son feuillage.
La construction du village remonterait à la fin du XIIe siècle selon l’historien Henri Hiegel et résidait simplement en la présence d’une ferme bâtie en 1198 au bord du ruisseau du Merle, à la lisière de la forêt du Warndt. Selon l'historien Lucien Grill, il est certain que ce sont les moines cisterciens de l'abbaye de Villers-Bettnach qui sont à l'origine de cette annexe de leur couvent appelée « grange ». Ces moines étaient des défricheurs de forêts et travaillaient souvent loin de leur abbaye. Or la Règle de l'Ordre cistercien exigeait que les moines dormissent au couvent ou sinon dans une « grange ». C'est ainsi que le cardinal Étienne de Bar (évêque de Metz de 1120 à 1162) faisait en 1146 une donation de terrain dans la forêt du Warndt, à l'abbaye de Villers-Bettnach, en vue de la construction d'une telle grange. En 1179, le pape Alexandre III accordait par une bulle papale, sa protection à cette grange connue sous le nom de Merle (Merla em Varand).
Vers 1210, Luccarde de Leiningen, la veuve du comte de Sarrebruck Simon II (de) et son beau-frère Henri, premier Comte de Deux-Ponts (Zweibrücken) firent don à l’abbaye cistercienne de Villers-Bettnach d’un terrain pour y bâtir un hôpital que la tradition populaire décrit comme hôpital de lépreux, mais aucun texte ne décrit cet établissement comme une léproserie et le nom de L’Hôpital ne figure pas sur la liste des léproseries lorraines connues. Cet hôpital qui allait donner son nom à la localité est cité en 1214 et placé sous la protection de Saint Nicolas. Il se trouvait à l’emplacement de l’actuelle église Saint-Nicolas, le long de l'ancienne voie romaine Metz-Mayence-Worms. La localité se nomme alors Merle et tire son nom de la Merle (ruisseau). Émile Linckenheld rattache l'origine du nom de Merle au vieil-allemand Muor qui signifie marais et par extension ruisseau coulant dans un lieu marécageux.
Le hameau s’étend rapidement et comporte deux parties : la partie de Sarrebruck et la partie lorraine, rattachée au duché. Peu à peu, un village se construit à l’orée de la forêt du Warndt.

### Vers 1600
L'Hôpital est une étape d'une des plus importantes routes régionales, celle de Metz à Francfort, passant par Courcelles-Chaussy, Longeville-lès-Saint-Avold, L'Hôpital, Sarrebruck, Saint-Ingbert, Kaiserslautern, Mayence.
L'Hôpital reste divisé en deux parties. En 1618 vivaient dans la partie lorraine de L'Hôpital de 400 à 600 personnes, soit 80 foyers.

### Temps Modernes

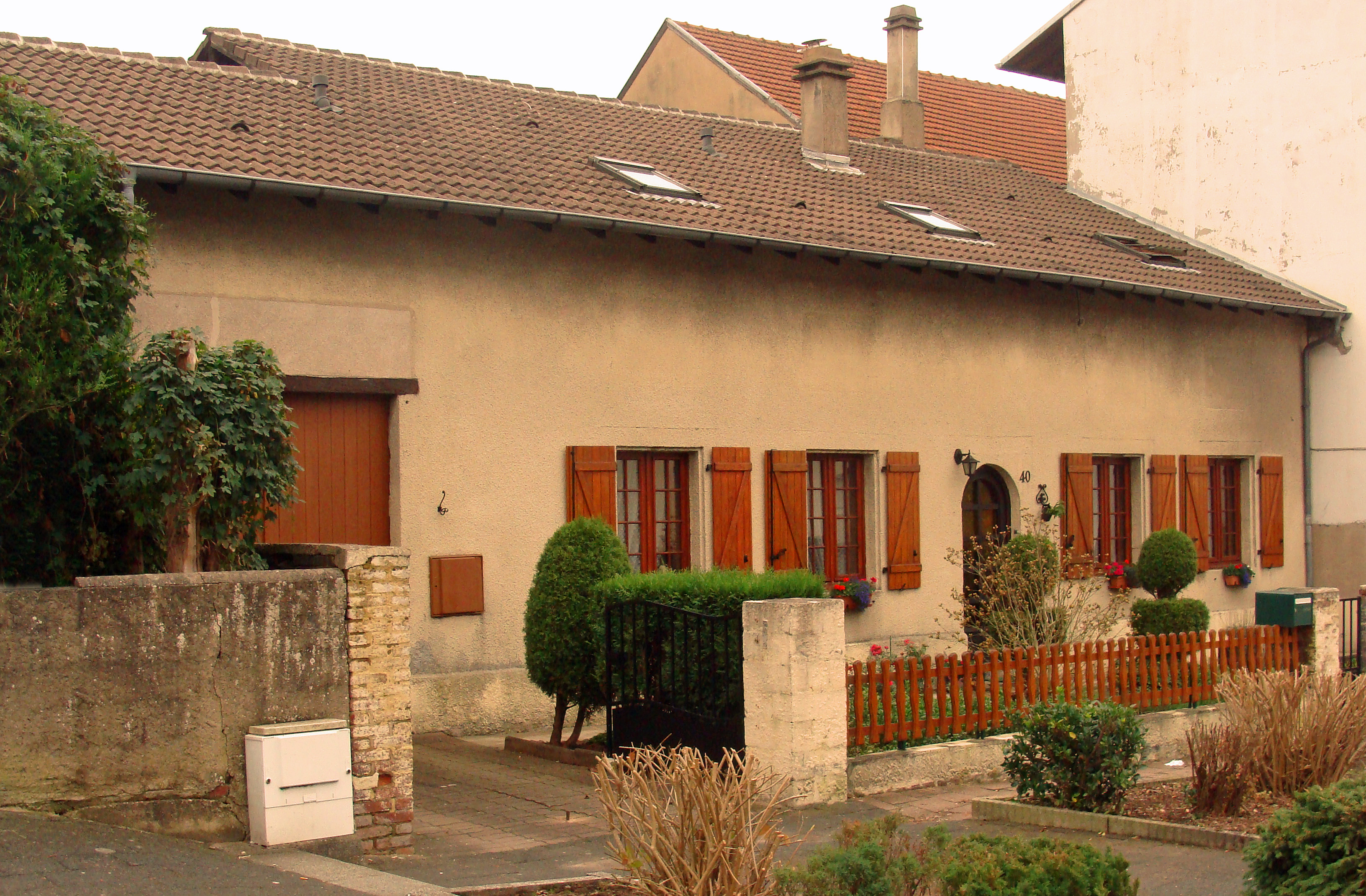
Ancien presbytère (1867), rue de Saint-Avold.

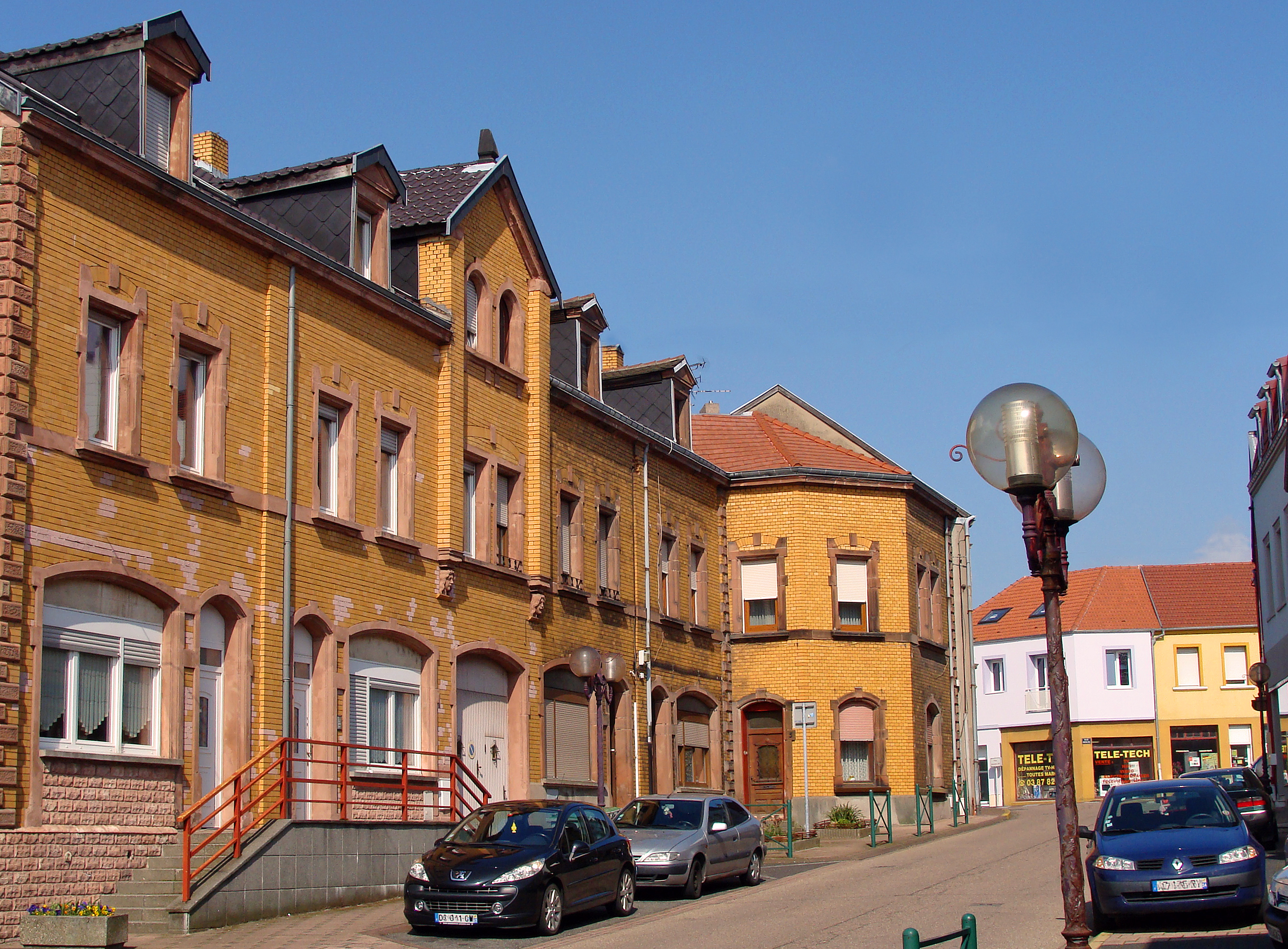
Ancienne maison Azambre-Weingaertner (il s'y trouvait autrefois un musée géologique) située rue de Saint-Avold. La bâtisse a été construite à l'époque impériale.

Le village s’est trouvé longtemps être partagé entre le duché de Lorraine et les possessions de Nassau-Sarrebruck et la terrible guerre de Trente Ans (de 1618 à 1648) ravagea cruellement L’Hôpital. Vers 1750, on remplace la chapelle par une nouvelle église. L’église actuelle conserve une nef du XVIIIe siècle, une tour-porche et un chœur néogothique sous lequel des fouilles ont mis en évidence un ancien ossuaire.
En 1760, Jean Charles de Wendel fait construire à L'Hôpital un haut fourneau et une forge. Ils fonctionneront jusqu'au milieu du XIXe siècle. La grande industrie commence à s'établir dans la région.
La partie lorraine de L'Hôpital devint française à la mort du roi Stanislas en 1766. La partie Nassau revint à la France quelques années plus tard. Par lettre patente et décision du roi Louis XV en 1767, la partie de L'Hôpital nommée Bois-Richard fut donnée à François-Marie-Claude Richard, baron d'Überherrn / Bois Richard, seigneur de Carling et de Bois-Richard (L'Hôpital), chevalier de l'ordre de Saint-Michel, médecin de Louis XV (1712-1789). La mise en place de l'accord se fit en 1770. Bois-Richard et Carling furent échangés contre Emmersweiler et rattachés à la France. Le 26 octobre 1770 fut signé un accord à Fontainebleau par le seigneur Mathis pour la France et le baron von Gunderode pour la principauté de Nassau-Saarbruck. Le nom de L'Hôpital fut désormais officiellement utilisé pour dénommer le village qui était plus connu sous le nom de Spittel.
En 1814, lors de la campagne de France, la ville d'Überherrn tombe aux mains du prince Guillaume de Prusse (1783-1851) qui commande la 2e brigade du corps de Yorck. Les unités de pointe du Oberstleutnant baron Franz Carl Friedrich Ernst von Klüx (de) (1776-1858) occupent dès le 11 janvier les villages de Bisten, Guerting, Carling et L'Hôpital. Ce seront les premiers villages de vieille France à être occupés par les troupes alliées.
En 1812, la commune, instituée lors de la Révolution française, absorbe celle de Carling, qui ne retrouve son autonomie communale qu'en 1894.
En 1817, L'Hôpital compte 92 maisons et 396 habitants. Au niveau géographique, son territoire s'étend sur 502 hectares, dont 129 en bois, 25 en friches et un étang de 25 hectares avec un moulin situé sur le canal de l'étang. D'autre part, la commune a pour dépendances le village de Carling et la forge de Saint-Louis.
Les Frères Pereire s'intéressent à la concession des houillères de L'Hôpital, qui s'étendaient sur les communes de L'Hôpital, Saint-Avold, Macheren, Petit-Ebersviller, Hombourg et Freyming. Elle fut accordée en juillet 1857 à Messieurs Jacob Rodrigue Émile et Isaac Rodrigue Pereire et à Monsieur Stéphane Mony.
En 1867, l'ancien presbytère datant du XVIIIe siècle est démoli et reconstruit rue de Saint-Avold. Il va servir jusqu'en 1894, date à laquelle ce bâtiment fut échangé contre une maison d’habitation plus proche de l’église, la maison d’Amélie Becker. La topographie du lieu conserve le souvenir d’une occupation cléricale ancienne : dès juin 1836, Marquis, le géomètre du cadastre, mentionne le lieu-dit situé à l’arrière du presbytère comme  Hinter Herren Garten, ce qui signifie « Derrière le jardin du curé ».

### La guerre de 1870

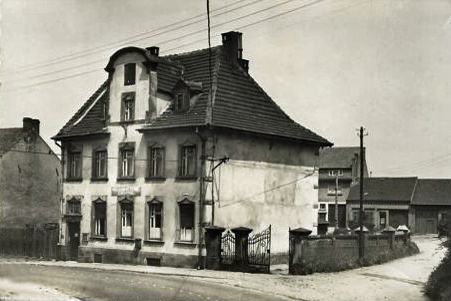
L'ancienne poste impériale située rue de Carling à L'Hôpital.

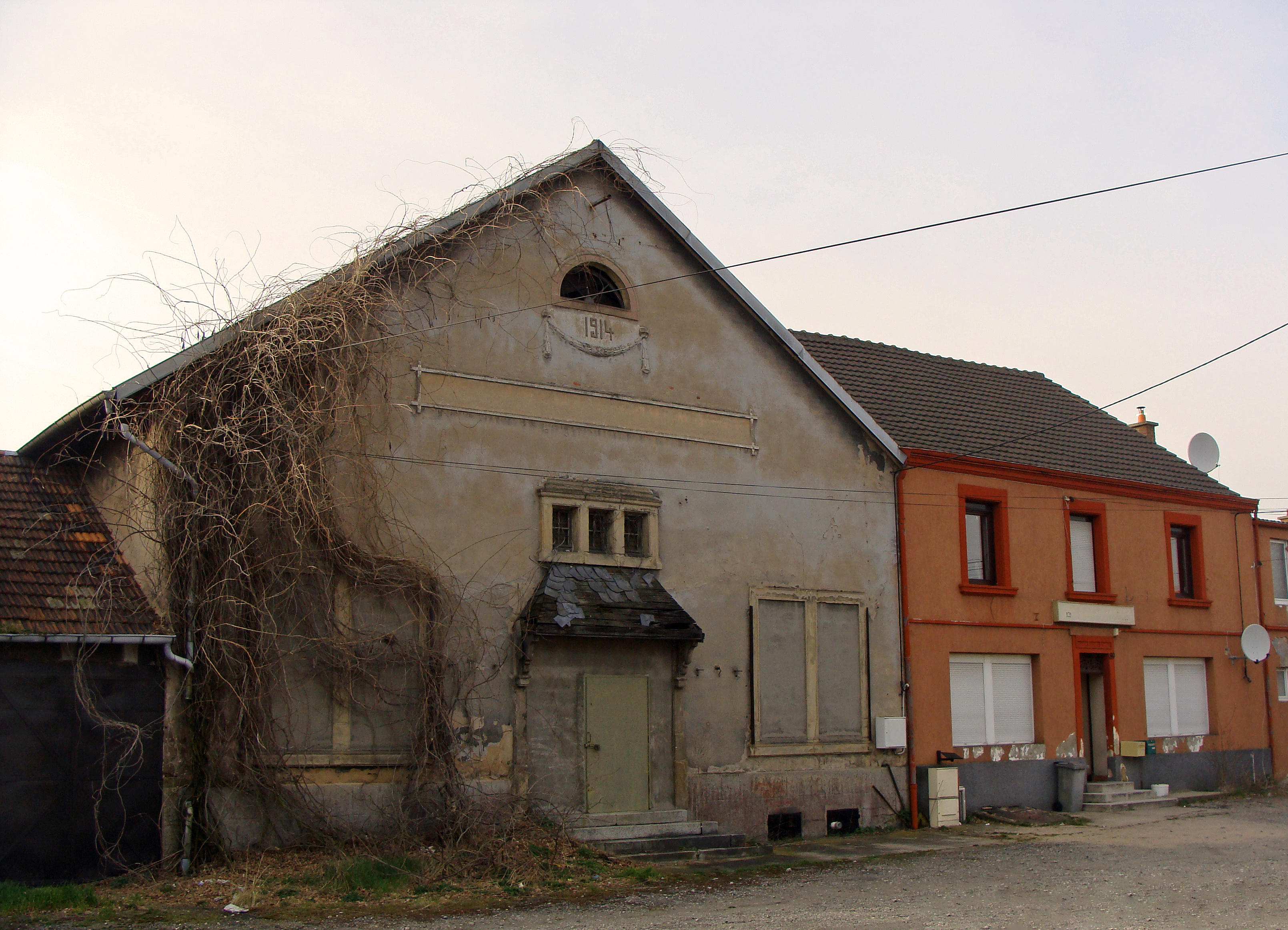
Ancien casino de la mine (1914), cité Puits 3.

À la suite de la Guerre franco-allemande de 1870, la commune de L'Hôpital se voit rattachée en 1871, comme toute l'Alsace-Moselle, à l'Empire allemand, conformément au traité de Francfort. La commune de L'Hôpital est rattachée à l'arrondissement de Forbach, dépendant du district de Lorraine. Le nom de L'Hôpital devient alors Spittel in Lothringen. Plusieurs familles quittent L'Hôpital en abandonnant entièrement leurs biens, pour ne pas dépendre des autorités allemandes, mais la majorité des habitants restent sur place, sur leur terre natale. Les houillères de L'Hôpital passent sous le contrôle de l'Allemagne. Pendant le rattachement de la Moselle à l'Empire allemand, le développement et l'industrialisation de L'Hôpital se poursuivent. Le gouvernement prussien développe un vaste programme de construction de bâtiments publics pour la mise en place de l'administration prussienne et l'installation de fonctionnaires allemands. La ville se voit dotée d'une nouvelle gare, d'une nouvelle poste, située rue de Carling, et d'une nouvelle école (1908), située rue de Nassau. L'église Saint-Nicolas est agrandie et se voit dotée d'un clocher néo-gothique et d'un nouveau chœur. En 1913, on construit l'église Sainte-Barbe de Bois-Richard. En 1914 est construit le casino de la mine de la cité du Puits 3.

### Première Guerre mondiale

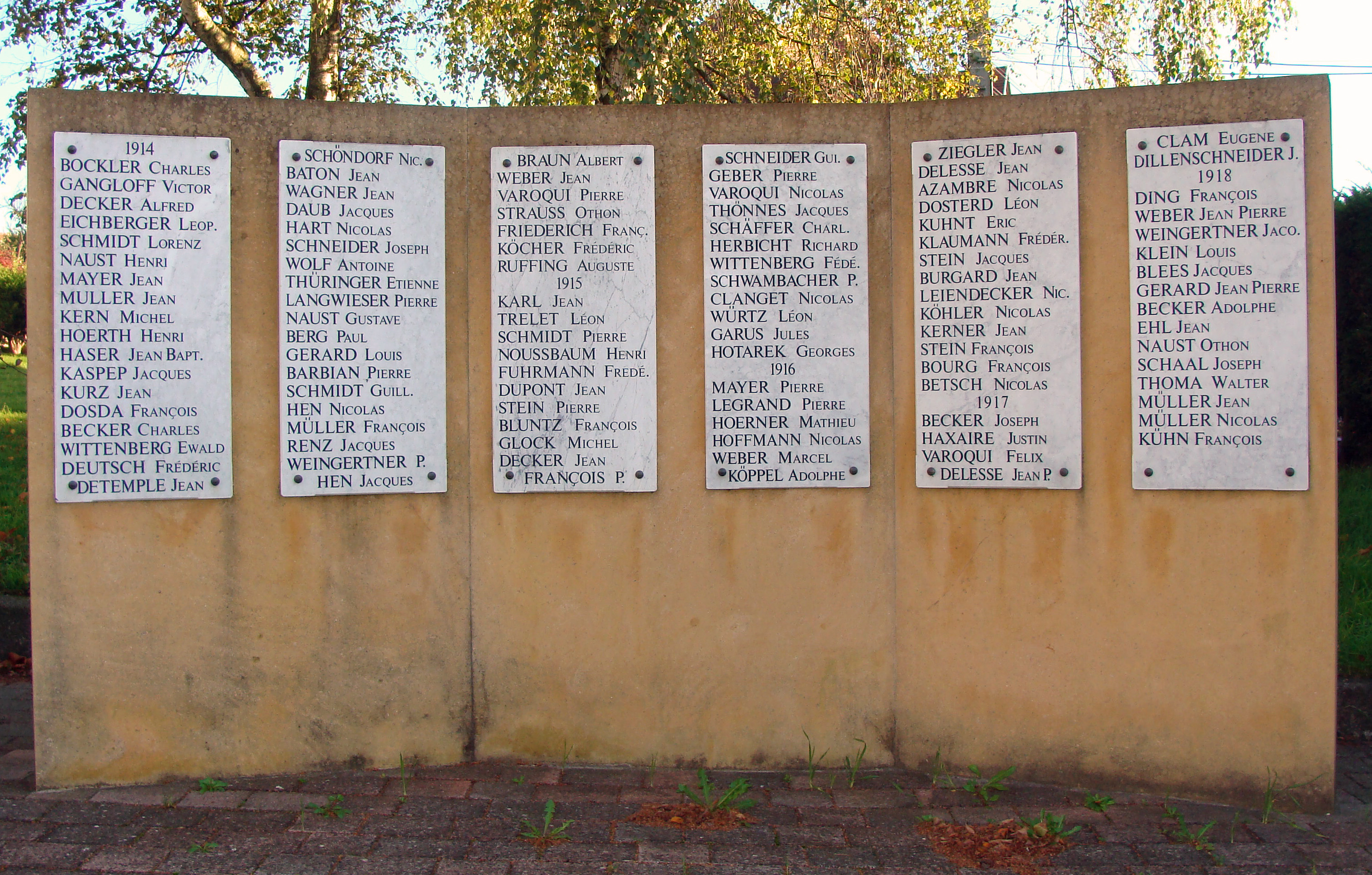
Liste des Spittellois tombées durant la Première Guerre mondiale.

Le 28 juin 1914, l’archiduc François-Ferdinand d'Autriche est assassiné par un fanatique bosniaque. Des officiers serbes semblent compromis dans l’attentat. Le 28 juillet, après un ultimatum, l’Autriche-Hongrie attaque donc la Serbie, alliée de la Russie. L’engrenage des alliances s’enclenche. Le 1er août 1914, après un ultimatum, l’Allemagne déclare la guerre à la Russie, envahit le Luxembourg et la Belgique, pays neutres, avant de déclarer la guerre à la France, le 3 août 1914. Le lendemain, la Grande-Bretagne entre dans le conflit aux côtés de la France et de la Russie. Alliée de l’Autriche-Hongrie, l’Italie déclare qu’elle n’interviendra pas. L'esprit de revanche, que nourrissait la perte de l'Alsace-Lorraine au sein de la population française et de sa classe politique, exalte en France un sentiment profondément germanophobe, propice aux hostilités. Les Spittellois, comme les autres Mosellans, se battent pour l’Empire allemand. Dès le premier jour, on mobilise les Landsturmleute — gens d'armée territoriale de combat — de L'Hôpital jusqu'à l'âge de 44 ans. Au second jour, c'est le tour des Landwehrleute — gens d'armée territoriale de défense — dont l'abbé Johann Peter Menger, en fonction à L'Hôpital, qui doit se présenter à l'armée le 2 août 1914 pour être formé en tant qu'ambulancier paramédical. Son mal d'oreilles chronique fait qu'il se voit réformé et il retrouve sa paroisse le 29 août 1914.
Conscients de la terrible tournure qu'allait prendre cette guerre, les réservistes sur le départ passent la nuit du 2 au 3 août 1914 à l'église Saint-Nicolas de L'Hôpital, afin de se confesser et pour suivre une célébration eucharistique à deux heures du matin. La grande piété des habitants faisait que les familles des soldats envoyés au front se réunissaient pour prier devant la Croix des Missions située dans le cimetière, tous les soirs à 21 h. Les chroniques de la paroisse rapportent que depuis le 1er août 1914 avait lieu à l'église Saint-Nicolas, tous les matins, une sainte messe avec récitation du rosaire et prière de litanies avec bénédiction le soir à compter du 15 août. À l'église Sainte-Barbe de Bois-Richard, ces messes avaient lieu deux fois par semaine et la récitation des litanies le dimanche après les vêpres.
640 Spittellois sont envoyés au front en 1914 et dans cette seule première année, 17 soldats tomberont.
Peu après la mobilisation, se forme un comité d'aide et d'assistance aux soins médicaux. Des cours furent assurés à cet effet par madame Wilhelm Kieffer (née Zapp). Les autorités religieuses des deux confessions, catholiques et protestants, les membres des conseils de fabrique, 20 femmes mariées et 40 jeunes filles, vont suivre ces cours. Peu après l'achèvement de ces cours, Jean-Joseph Pennerath (1888-1974), futur curé de Guerting, Jacques Délesse et son frère Nicolas, Émile Banton (1892-1963), Karl Kersting et Joseph Kaltenbach (1866-1939), vont se perfectionner auprès du docteur Georg Behrendt à L'hôpital de Freyming-Merlebach. Environ deux semaines après, ils vont aller soigner les premiers soldats allemands blessés, regroupés dans les différents hôpitaux de Saint-Avold.
Les Sœurs de Saint Vincent de Paul, restées à L'Hôpital mettent à disposition du comité médical leur maison pour en faire un centre de soins. Deux jours après le début de la guerre, la Maison d'Œuvre pour les Femmes et Jeunes Filles est fermée. "L'ouvroir" est transformé en lazaret, un hôpital militaire de guerre. 40 lits sont installés et ils seront vite occupés par des soldats blessés jusqu'à l'ouverture de celui de Saint-Avold. "L'ouvroir" sert alors de refuge à une dizaine de personnes âgées et à une mère de famille avec ses trois jeunes enfants. Sur demande de la direction de l'hospice civil de Metz, il accueillera également une cinquantaine d'enfants issus de l'assistance publique, accompagnés de quatre autres sœurs. Pour nourrir les enfants et les personnes âgées, les filles de la charité achètent trois vaches et louent des champs pour y cultiver des pommes de terre et du blé, et ce jusqu'en 1919. Des distributions de lait sont organisées place des Cloches. La grande pénurie de nourriture entraîne la mise en place de tickets de rationnement. Des Brotkarten, cartes pour le pain, sont mises en place : 1/2 livre par personne et 1 livre pour les mineurs de fond.
Les premiers bombardements français débutent la nuit du 11 au 12 août 1914, vers 2 h du matin. Un avion français lâche quatre bombes, qui tombent près de la gare et le long de la voie ferrée sans faire de victimes.
Le 15 août des troupes impériales marchent vers L'Hôpital et traversent la ville en une immense colonne jusque tard dans la nuit. Du fait d'une forte canicule, 45 soldats font des malaises et s'évanouissent rue de la Gare et rue Principale, future rue Maréchal-Foch. Les Spittellois pensent à leurs fils ou compagnons envoyés au front et certains pleurent en apportant des secours à ces soldats évanouis. 25 soldats sont transportés dans la maison des religieuses Saint-Vincent-de-Paul, auprès des autres soldats blessés. 20 soldats seront conduits à l'hôpital de Carling des frères franciscains. Trois jours plus tard, ces 45 soldats seront transportés à l'hôpital militaire de Sarrebruck.
Du 1er août au 31 décembre 1914, les habitants restés à L'Hôpital ne célèbrent aucune festivité. Ils organisent une collecte pour financer la Croix-Rouge qui rapporte 1 284 Marks. Les filles en âge d'être scolarisées œuvrent pour le bien des soldats en tricotant et en cousant des vêtements pour les soldats. Trois soldats blessés au front sont de retour et profitent de l'heureuse occasion pour se marier.
En 1915, 23 Spittellois tomberont au front. 17 autres meurent dans les combats de 1916. Quatre tomberont en 1917 et 7 en 1918.
En tout, 107 Spittellois meurent au combat durant la Première Guerre mondiale et d'autres seront cruellement blessés. La population très durement éprouvée, est sauvée de la famine par Jean-Baptiste Lefort, secrétaire aux houillères et maire de L’Hôpital de 1905 à 1919, fils de l'ancien chef porion des puits 2 et 3. Les destructions matérielles sont importantes et affectent durement les habitations, les mines, les usines et les exploitations agricoles. Le 26 juin 1917 deux cloches de l'église sont réquisitionnées et partent à la fonte.
Le 11 novembre 1918, à 5 h 15 du matin, l'Armistice est signé entre l'Allemagne et la France dans la forêt de Compiègne, à côté de Rethondes, dans le train du maréchal Foch. Six heures plus tard, les armes sont déposées. Le 21 novembre 1918, les premières troupes françaises entrent à L'Hôpital vers 14 h. Vers 18 h, arrivera le 6e bataillon du 287e régiment d'infanterie appelé régiment de Berry-au-Bac, conduit par le colonel Bouchaud de Bussy et le commandant Foucault. Le 22 novembre à 10 h, a lieu sur le souhait du colonel Bouchaud de Bussy entouré de toute la population, une célébration religieuse en l'église Saint-Nicolas avec un Te Deum chanté par les aumôniers militaires français, sous la direction de l'abbé Domergue, vicaire à Saint-Michel de Decazeville (diocèse de Rodez). Le curé Bour de L'Hôpital fit un petit discours aux soldats et aux Spittellois.
L'hiver 1918-1919, L'Hôpital est touché par la pandémie de grippe espagnole.
L'Hôpital est réintégrée à la France après le traité de Versailles, en 1919, et reprend son nom français.

### Seconde Guerre mondiale

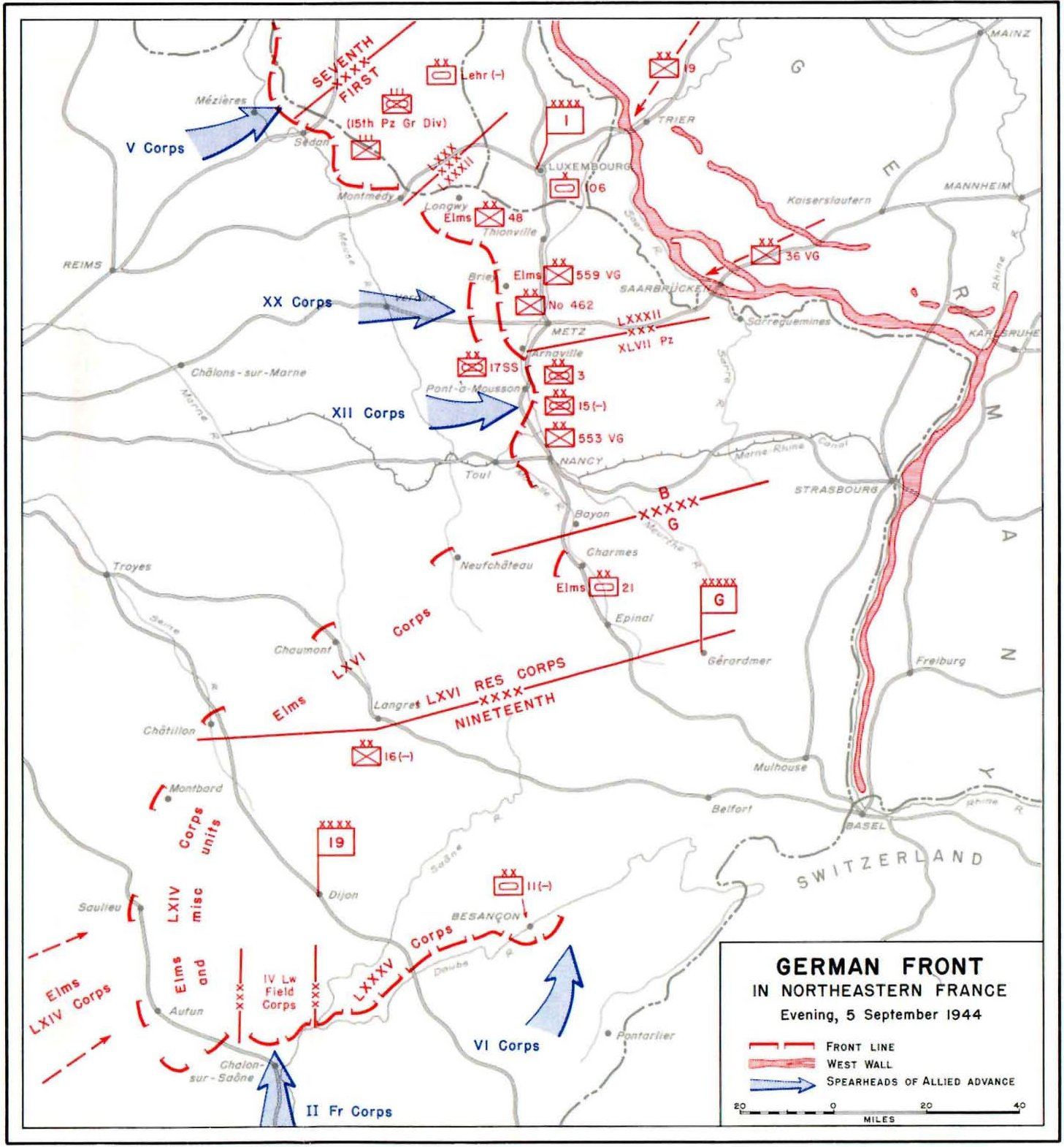
Front en Lorraine le 5 septembre 1944.

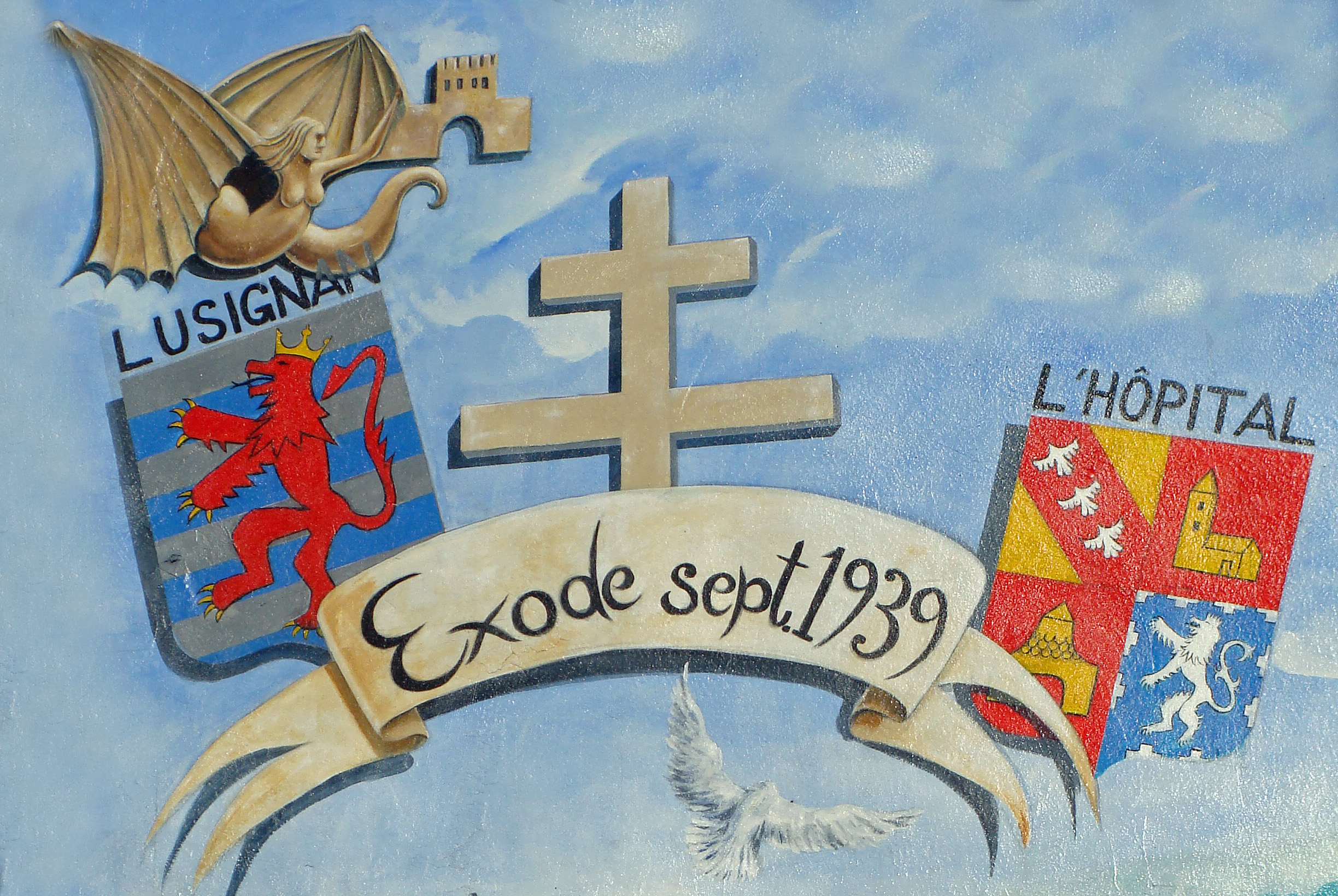
L'Exode. Détail de la fresque d'Eric Haven.

Le 1er septembre 1939, toute la population est évacuée par le gouvernement français dans le département de la Vienne, à pied et en charrettes. La mairie est repliée à Lusignan, dans l’arrondissement de Poitiers. Après une très longue et douloureuse marche, les habitants sont chargés dans des trains qui les transportent au centre de la France. Les Spittellois trouvent refuge, après un douloureux voyage de trois jours et trois nuits, chez l’habitant à Lusignan le soir du 6 septembre 1939 et dans les communes alentour (Jazeneuil) ou encore dans le département de la Loire, à Saint-Étienne et alentour (Chambon-Feugerolles, Ricamarie…). Les mineurs en activité sont transférés dans le Nord ou dans les mines de la région de Saint-Étienne. Certaines religieuses de la Maison des Filles de la Charité suivront également la population dans son exode. Les personnes âgées sont séparées de leurs familles et prises en charge en voitures. L’Hôpital est vidé de ses habitants et est en partie occupé par les troupes allemandes (fin 1939). Les parties proches de Carling sont occupées provisoirement par un bataillon français du 109e régiment d’infanterie en poste avancé et par le corps franc commandé par le capitaine Vernhes, qui sera tué au combat le 4 juin 1940. L’aumônier des troupes françaises se nommait l’abbé Gabriel Sarraute (1893-1991) et deviendra plus tard chanoine de la cathédrale de Carcassonne et conservateur des trésors culturels de l’Aude. Les deux ponts du chemin de fer, construits en pierre de taille, situés rue de Carling et rue de Metz, sont détruits. La ville de L'Hôpital est bombardée et est prise sous les tirs. Les combats durent jusqu'à l'Armistice du 22 juin 1940.
La Moselle est de nouveau annexée en juillet 1940. L'Hôpital dépend cette fois de l'arrondissement de Saint-Avold, un nouvel arrondissement du CdZ-Gebiet Lothringen, territoire rattaché au Gau Westmark. Le nom de L'Hôpital est germanisé en Spittel (Westmark). Les cités Jeanne d'Arc et Arcadia, actuellement sur le ban de la commune de Saint-Avold, ainsi que la cité de Sainte-Fontaine et les zones industrielles de la cockerie, du puits 6, de la centrale thermique Paul Weiss sont rattachées à L'Hôpital par un arrêté de l'administration allemande du 21 mars 1941, approuvé par la loi du 10 février 1943. Les cités Jeanne d'Arc et Arcadia sont débaptisées et portent le nom de cité Waldheim. Toutes ces parties sont confiées de 1940 à 1944 à l'administration du Stadtkommissar Fritz Edelmann de Spittel (Westmark).
Une partie de la population est autorisée à réintégrer la « Zone occupée » dès 1940. Certains Spittellois, comme Nicolas Mertès et sa famille, se trouvent expulsés par l’occupant allemand vers la « Zone libre », à Sanary (Var) pour des raisons politiques, avant de pouvoir réintégrer au printemps 1943 leur foyer à la suite de l'invasion de la Zone libre. Les deux ponts détruits par l'armée française, sont reconstruits provisoirement en bois. L'occupant allemand procède en 1943 à la réquisition des cloches. Trois cloches sur les quatre, qui se trouvaient dans le clocher de l'église Saint-Nicolas, sont descendues et partent à la fonte. La germanisation est forcée, l'usage du français se voit interdit et est verbalisé dans les lieux publics. L'enseignement se fait en allemand par des enseignants originaires du Grand Reich. 72 jeunes Spittellois, incorporés de force en tant que malgré-nous dans les troupes allemandes, sont portés disparus Vermisst, ou tombent sur le front russe. Certains Spittellois seront en contact avec des maquisards ; d'autres participeront aux combats de la Libération de 1944 en Normandie, ou aideront des prisonniers évadés. Des Spittellois seront internés ou prisonniers. L’abbé Jean Varoqui, un fils du pays, sera nommé curé des expulsés de Metz et de Sarrebourg à Romans dans la Drôme.
Lors des combats de la campagne de Lorraine, L’Hôpital est bombardé par les Américains du 26 novembre 1944 au 5 décembre 1944. Les deux ponts précédemment reconstruits en bois sont à nouveau dynamités, cette fois par les troupes allemandes. Comme à Sarreguemines et Bitche, la population se réfugie dans les caves transformées en abris de fortune. Des masques à gaz sont distribués par les autorités allemandes. Quinze maisons sont détruites, de nombreux bâtiments ainsi que la mairie et l’église Saint-Nicolas sont touchés. De nombreux vitraux de l'église sont détruits. À la suite des terribles bombardements des Alliés, il y aura treize victimes civiles dans la ville. Du 4 au 6 décembre 1944, la ville de L'Hôpital est enfin libérée par les Américains et reprend son nom de « L'Hôpital ».
Malgré l'opposition de la ville de L'Hôpital, les électeurs de la cité Jeanne d'Arc décident, le 7 juillet 1946, le retour de la cité à Saint-Avold. Toutes les parties, détachées pendant la Seconde Guerre Mondiale, retourneront définitivement à Saint-Avold de 1948 à 1949.
Peu de temps après la Seconde Guerre mondiale, bref séjour du roi Pierre II de Yougoslavie (1923-1970) à Bois-Richard. Il passera se recueillir dans la chapelle orthodoxe, aujourd'hui malheureusement détruite.

### Aujourd’hui

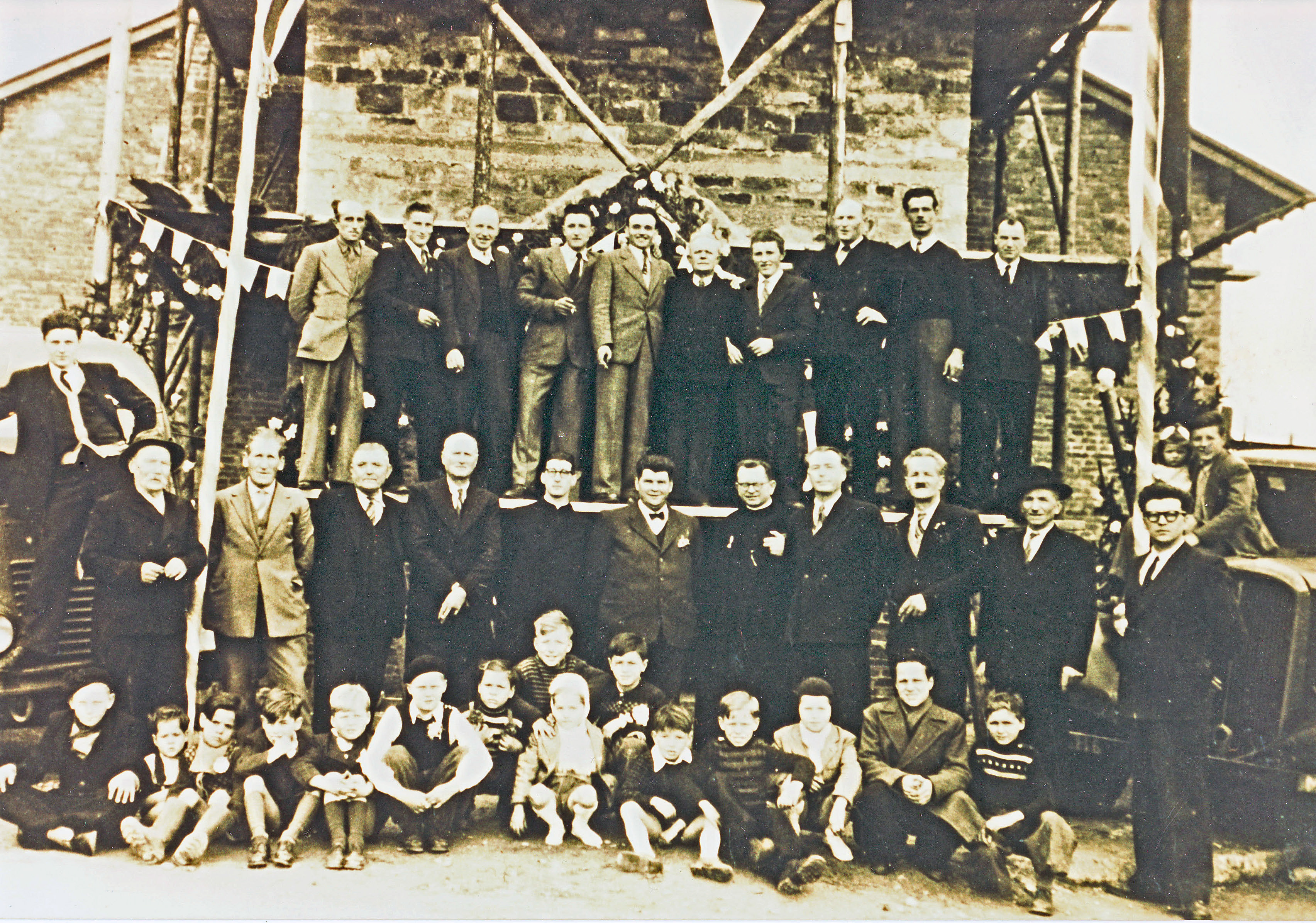
inauguration de l'église catholique de la Cité-Colline en 1952.

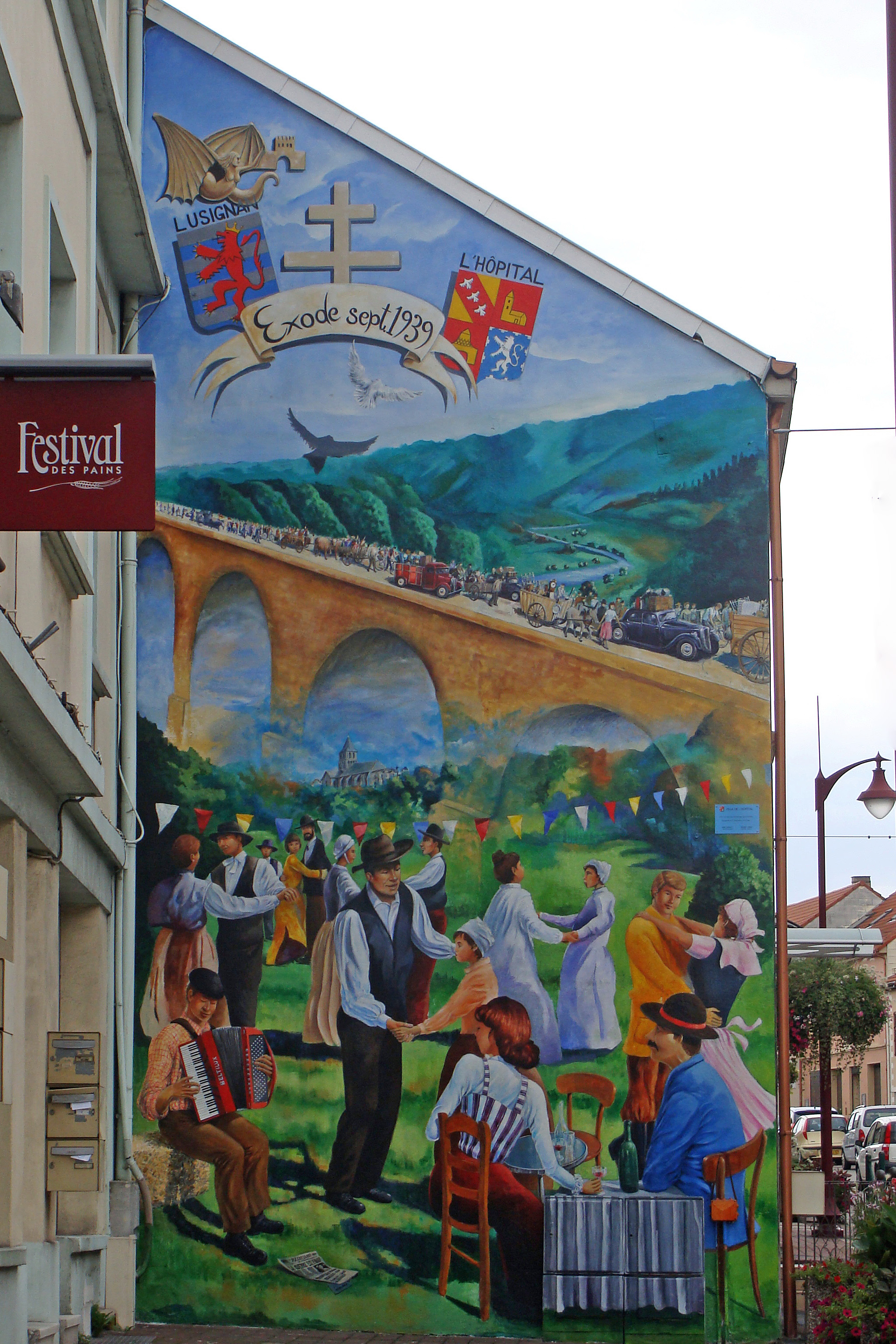
Fresque d'Éric Haven rue du Maréchal-Foch (2013).

- Par arrêté du 13 juillet 1950, la commune est officiellement déclarée « Ville[C'est-à-dire ?] ».
- En 1952, on construit l'église catholique Sainte-Thérèse-de-l'Enfant-Jésus de la Cité-Colline.
- Le 29 mai 1959, une explosion au puits Sainte-Fontaine fait 26 morts. Une autre catastrophe minière aura lieu le 1er août 1961. La Société des mineurs de L’Hôpital érigera le 26/05/1966 un monument à la mémoire des victimes des catastrophes minières.
- En 1975 disparaissait la dernière exploitation agricole de L'Hôpital. Jean Stablo[Qui ?] vendait ses dernières vaches.
- Le 12 juillet 1978, certains jardins et vergers situés rue de Carling sont engloutis sous une coulée d'eau et de boue de cendre provenant de la rupture de la digue du bassin de décantation de la centrale thermique Émile-Huchet. La catastrophe touchera gravement la commune voisine de Carling.
- Les 6 et 7 mai 1989, Concours national de musique et chant sous l'égide de la Fédération des sociétés musicales de Lorraine au COSEC du Stade. Près de 900 musiciens et choristes participent à la manifestation.
- Du 9 au 12 mai + 18 mai 1989, semaine d'animation pour la célébration du bicentenaire de la Révolution française. Plantation le mercredi 10 mai 1989, place du Général-Giraud, de l'Arbre de la Liberté.
- Le 30 novembre 2002, manifestation organisée en souvenir des anciens maires de L’Hôpital.
- Le 22 mai 2008, le site industriel de la cockerie de Carling qui jouxte la commune de L'Hôpital est signalé dans L'Atlas des zones polluées par le PCB (polychlorobiphényles). L'Atlas présente les informations tirées de la base de données BASOL sur les sites et sols pollués, de la base nationale de données BASIAS qui regroupe les inventaires historiques régionaux d’activités industrielles et de services susceptibles d’avoir engendré une pollution de l’environnement et la base de données ARIA du Bureau d’analyse des risques et pollutions industrielles (BARPI). La déconstruction de la cockerie commencée en mars 2012, durera jusqu'à la fin de l'année 2013 date à laquelle commencera la dépollution du site.
- Le 15 juillet 2009 à 15 heures, explosion au site pétrochimique Total à Carling : une énorme déflagration s’est fait entendre sur la plate-forme chimique de Carling/Saint-Avold (le site industriel de Carling/Saint-Avold est classé Seveso 2 seuil haut) et a été ressentie jusque dans les rues de L’Hôpital. Le bilan est très lourd : deux morts et six blessés dont trois personnes gravement brûlées par le souffle. D’autres personnes ont été ensevelies sous des décombres au pied du vapocraqueur concerné par l'explosion.
- Le 7 novembre 2010, signature d'une charte d'amitié entre les communes de Lusignan et de L'Hôpital afin de pérenniser le souvenir de l'exode de 1939 et de l'accueil à Lusignan de nombreux habitants évacués dans la Vienne.
- Le 8 février 2011 le jury du Comité régional du tourisme de Lorraine a décidé de confirmer la 2e fleur pour la commune.
- Le 28 mai 2011, Gala de l'école de musique de L'Hôpital - Espace Detemple.
- En 2012, restauration du calvaire situé place du Marché et déplacement du groupe sculpté sur son nouvel emplacement situé rue de la Gare.
- Le 24 août 2013, inauguration du terrain de football synthétique (investissement de 550 000 € HT, participation de la commune 130 000 €).
- Le 7 septembre 2013, inauguration de la nouvelle fresque réalisée par l'artiste-peintre Éric Haven (né en 1960) de la rue du Maréchal-Foch. Elle représente l'évacuation des Spittellois en 1939.
- Le 22 septembre 2013, achèvement des travaux de l'église protestante (réfection du chœur, remplacement de l'installation électrique, peinture intérieure complète de l'église, réfection du logement du pasteur, aménagement des espaces verts). Accueil du nouveau pasteur, Nathalie Nehlig qui succède au pasteur Hery Rakontondratsimba.

## Politique et administration

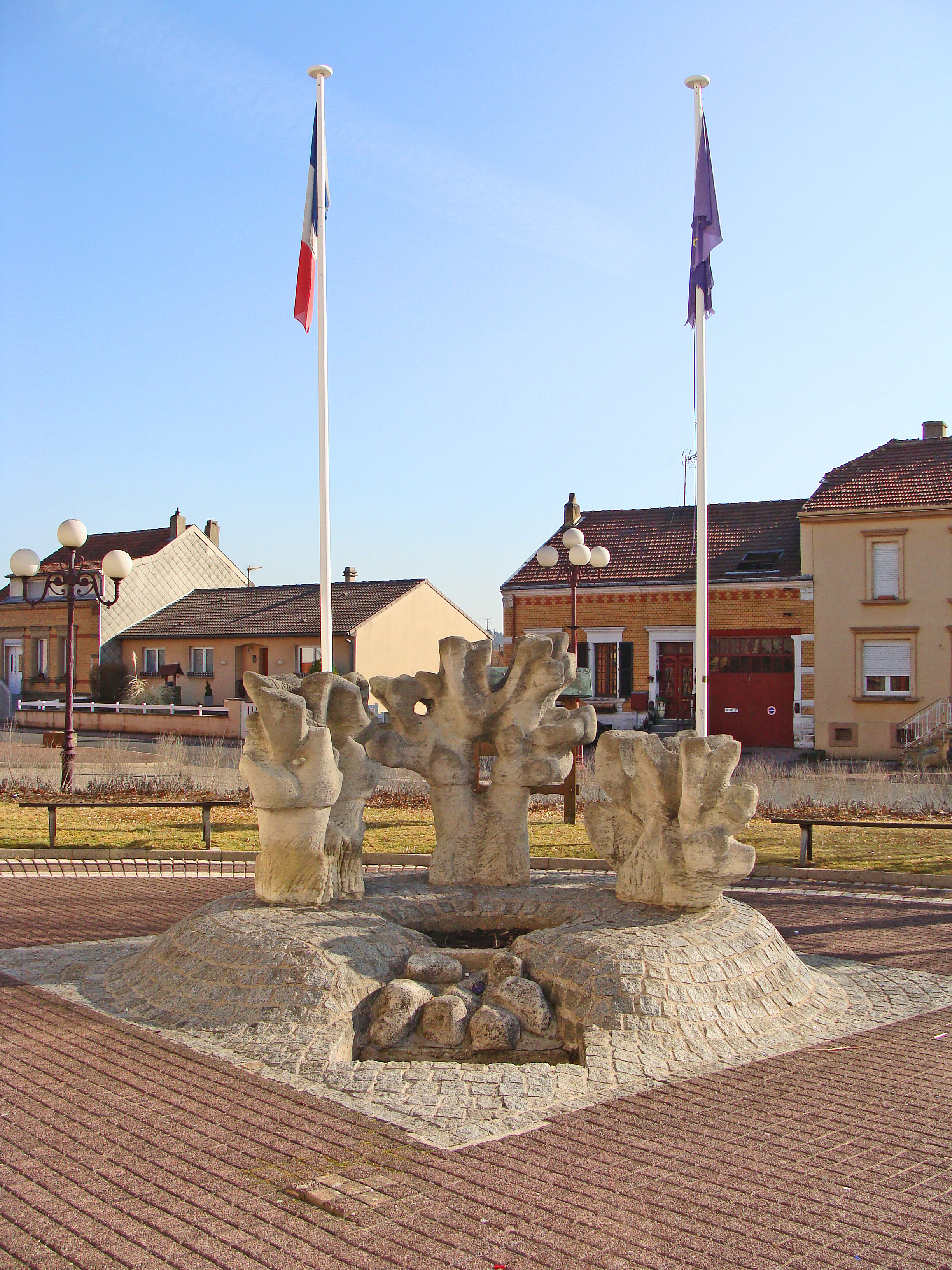
Place de la Mairie.

### Rattachements administratifs et électoraux
La commune se trouvait depuis 1919 dans l'arrondissement de Forbach du département de la Moselle. En 2015, cet arrondissement fusionne avec ses voisins pour former l'arrondissement de Forbach-Boulay-Moselle.
Pour l'élection des députés, la commune fait partie depuis 1988 de la septième circonscription de la Moselle.
Elle faisait partie de 1793 à 1984 du canton de Saint-Avold, année où celui-ci est scindé et la commune intégrée au canton de Saint-Avold-2. Dans le cadre du redécoupage cantonal de 2014 en France, le canton de Saint-Avold est recréé et la commune en fait désormais partie..

### Intercommunalité
La commune était membre de la communauté de communes du Pays naborien, créée en 2004.
En application de la loi portant nouvelle organisation territoriale de la République (loi NOTRe), celle-ci a fusionné avec sa voisine, formant le  1er janvier 2017 la communauté de communes Agglo Saint-Avold Centre mosellan, qui se transforme le 1er juillet 2017 en communauté d'agglomération sous le nom de communauté d'agglomération Saint-Avold Synergie, dont L'Hôpital est désormais membre.

### Listes des maires
| Période                                  | Période | Identité      | Étiquette | Qualité                          |
| ---------------------------------------- | ------- | ------------- | --------- | -------------------------------- |
| Les données manquantes sont à compléter. |         |               |           |                                  |
| 1710                                     |         | Pierre Arnoul |           |                                  |
|                                          |         | André Ordener |           | Décède le 10/06/1719 à L'Hôpital |
| 1772                                     |         | François Bles |           |                                  |

### Distinctions et labels
La ville de L'Hôpital était labellisée « deux fleurs » au classement des villes et villages fleuris de France et « une fleur » depuis 2013. Depuis 1988, l'organisation locale du concours est confiée au conseil général de la Moselle qui recueille les inscriptions et au conseil régional de Lorraine qui a pour charge l'attribution des trois premiers niveaux du label. Ce label garantit l'implication d'une commune pour la qualité de vie et le respect de l'environnement.

### Jumelages
- Überherrn (Allemagne) depuis 1968
- Lusignan (France) depuis 2017

## Population et société

### Démographie
L'évolution du nombre d'habitants est connue à travers les recensements de la population effectués dans la commune depuis 1800. Pour les communes de moins de 10 000 habitants, une enquête de recensement portant sur toute la population est réalisée tous les cinq ans, les populations de référence des années intermédiaires étant quant à elles estimées par interpolation ou extrapolation. Pour la commune, le premier recensement exhaustif entrant dans le cadre du nouveau dispositif a été réalisé en 2004.

En 2022, la commune comptait 5 179 habitants, en évolution de −4,29 % par rapport à 2016 (Moselle : +0,52 %, France hors Mayotte : +2,11 %).
| 1800 | 1806 | 1821 | 1836  | 1841 | 1861  | 1866  | 1871  | 1875  |
| ---- | ---- | ---- | ----- | ---- | ----- | ----- | ----- | ----- |
| 384  | 326  | 871  | 1 203 | 781  | 1 410 | 1 447 | 1 567 | 1 653 |

| 1880  | 1885  | 1890  | 1895  | 1900  | 1905  | 1910  | 1921  | 1926  |
| ----- | ----- | ----- | ----- | ----- | ----- | ----- | ----- | ----- |
| 1 726 | 1 632 | 1 736 | 1 240 | 1 789 | 3 957 | 5 742 | 6 188 | 6 287 |

| 1931  | 1936  | 1946  | 1954  | 1962  | 1968  | 1975  | 1982  | 1990  |
| ----- | ----- | ----- | ----- | ----- | ----- | ----- | ----- | ----- |
| 5 531 | 5 050 | 5 060 | 7 906 | 5 922 | 7 181 | 6 395 | 6 567 | 6 385 |

| 1999  | 2004  | 2006  | 2009  | 2014  | 2019  | 2022  | - | - |
| ----- | ----- | ----- | ----- | ----- | ----- | ----- | - | - |
| 5 990 | 5 637 | 5 537 | 5 480 | 5 418 | 5 229 | 5 179 | - | - |

La commune absorbe Carling en 1812 et le cède en 1894.

### Enseignement

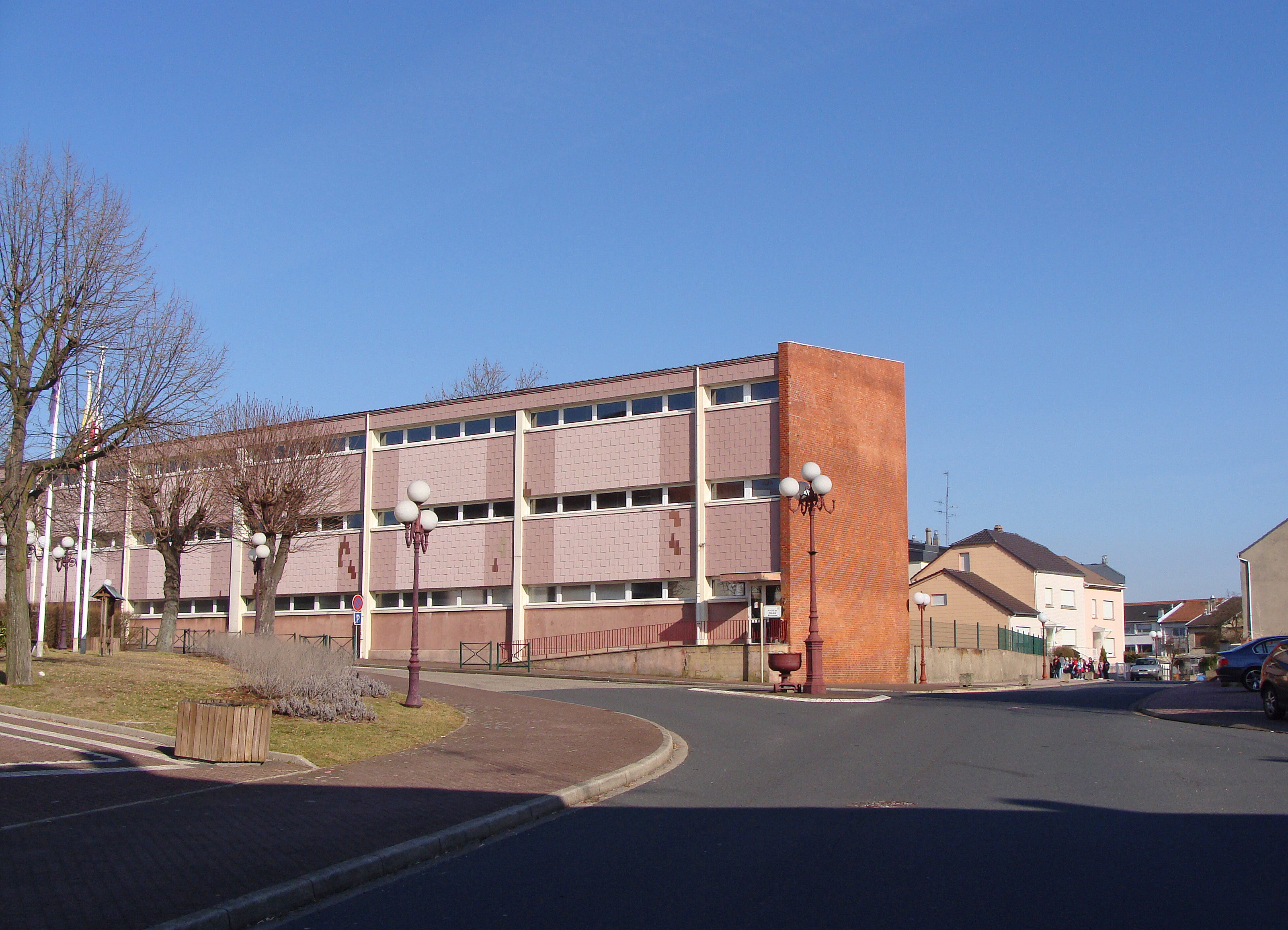
École primaire du centre-ville.

La commune de L’Hôpital dispose d’un établissement avec une maternelle et d’une primaire, une deuxième primaire et un collège.
- l'ancienne école située rue de Nassau appelée alors Mittelschule (école secondaire) en style impérial allemand, construite en 1908. En 1918 le directeur Betrema la transforme en Cours Complémentaires. Elle connait un nouvel essor en septembre 1945 sous la direction de Monsieur Gabriel et en 1947], les premiers candidats, soit 3 classes de quarante élèves, sont présentés au Brevet d'Études. En 1963, le Collège d'Enseignement Général (CEG) est toujours annexé à l'école primaire de Nassau. En 1965, sous la direction d'Albert Mutz, le CEG devient indépendant. En 1969 le CEG comptait 13 classes : 5 classes de 6e, 4 classes de 5e, 2 classes de 4e, 2 classes de 3e avec un effectif total de 370 élèves. Le CEG est alors transformé en Collège d'enseignement Secondaire (CES) et prend le nom en 1972 de CES de L'Hôpital-Carling. Les cours sont transférés rue de Cahors dans le nouveau collège François Rabelais, inauguré le 15 septembre 1972. Les bâtiments de l'ancienne école abritent aujourd'hui la bibliothèque municipale et la Maison des associations regroupées dans l'espace qui porte le nom de Albert Mutz, ancien maire de la ville ;
- le collège François-Rabelais, rue de Cahors, inauguré le 15 septembre 1972 et la halte-garderie. Le collège compte en 2012, 5 classes de 6e (115 élèves), 4 classes de 5e (92 élèves), 3 classes de 4e générale (81 élèves), 3 classes de 3e générale (66 élèves) ;
- l'école du Centre : le groupe scolaire Joseph Ley (école maternelle et élémentaire) ;
- le groupe scolaire Pierre-Philipps de la Cité-Colline (école maternelle et élémentaire) ;
- l'école maternelle de Bois-Richard ;

### Culture

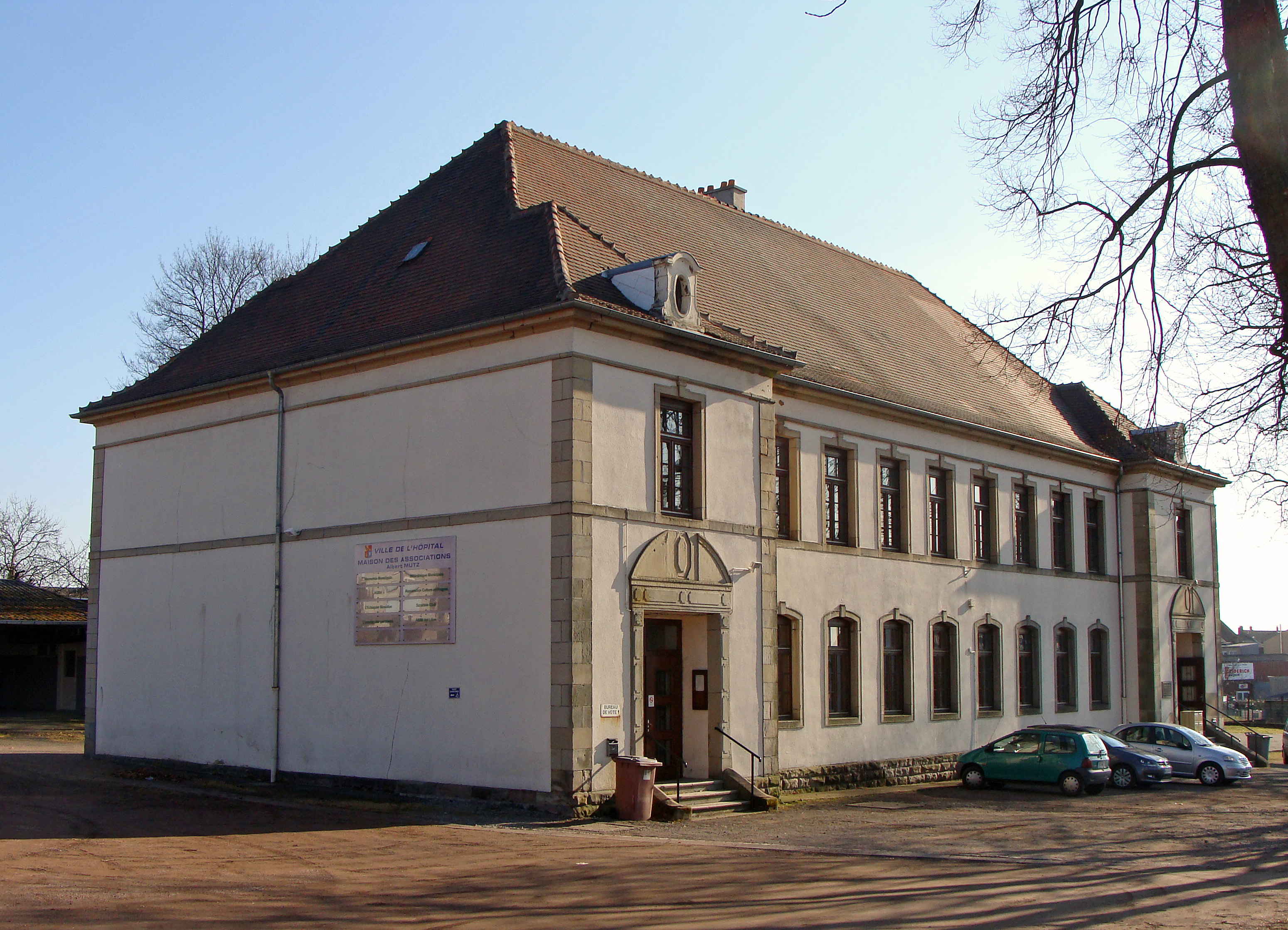
Maison des associations Albert-Mutz, rue de Nassau.

- le foyer Bois-Richard qui abrite l'école de musique ;

### Santé
- Infirmiers en libéral (cabinets, soins à domicile).
- Masseurs-kinésithérapeutes.
- Médecins.
- Chirurgiens-dentistes.
- Centre de santé Filieris (de la Caisse autonome nationale de la sécurité sociale dans les mines), 12 rue du Maréchal-Foch.
- Pharmacie : Pharmacie lorraine, 14 rue du Maréchal-Foch

### Sports
- la piscine municipale, le stade, le boulodrome et le complexe sportif ;
- le COSEC ;
- les terrains multisports (Bois-Richard et Cité Colline) ;
- le gymnase place du Marché ;
- le tennis-club ;
- les anciens ateliers de la mine (site du puits 2, rue de la Gare) rachetés par la municipalité en 2005, qui abritent le dojo et la salle d'haltérophilie ;

### Autres équipements
- la caserne des pompiers et le Centre d'Intervention de L'Hôpital. Par arrêté préfectoral du 7 novembre 2001, M. Wehrung a occupé les fonctions de chef du Centre d’Intervention de L’Hôpital[73] en remplacement de M. Quévy et ce jusqu'en 2008. Proche du Centre d'intervention, se trouve exposée place du Marché une ancienne pompe à incendie ;
- l'hôtel de police (désaffecté), rue de Saint-Avold ;
- la gendarmerie (désaffectée), cité La Colline ;

### Manifestation culturelles et festivités
Fêtes patronales :

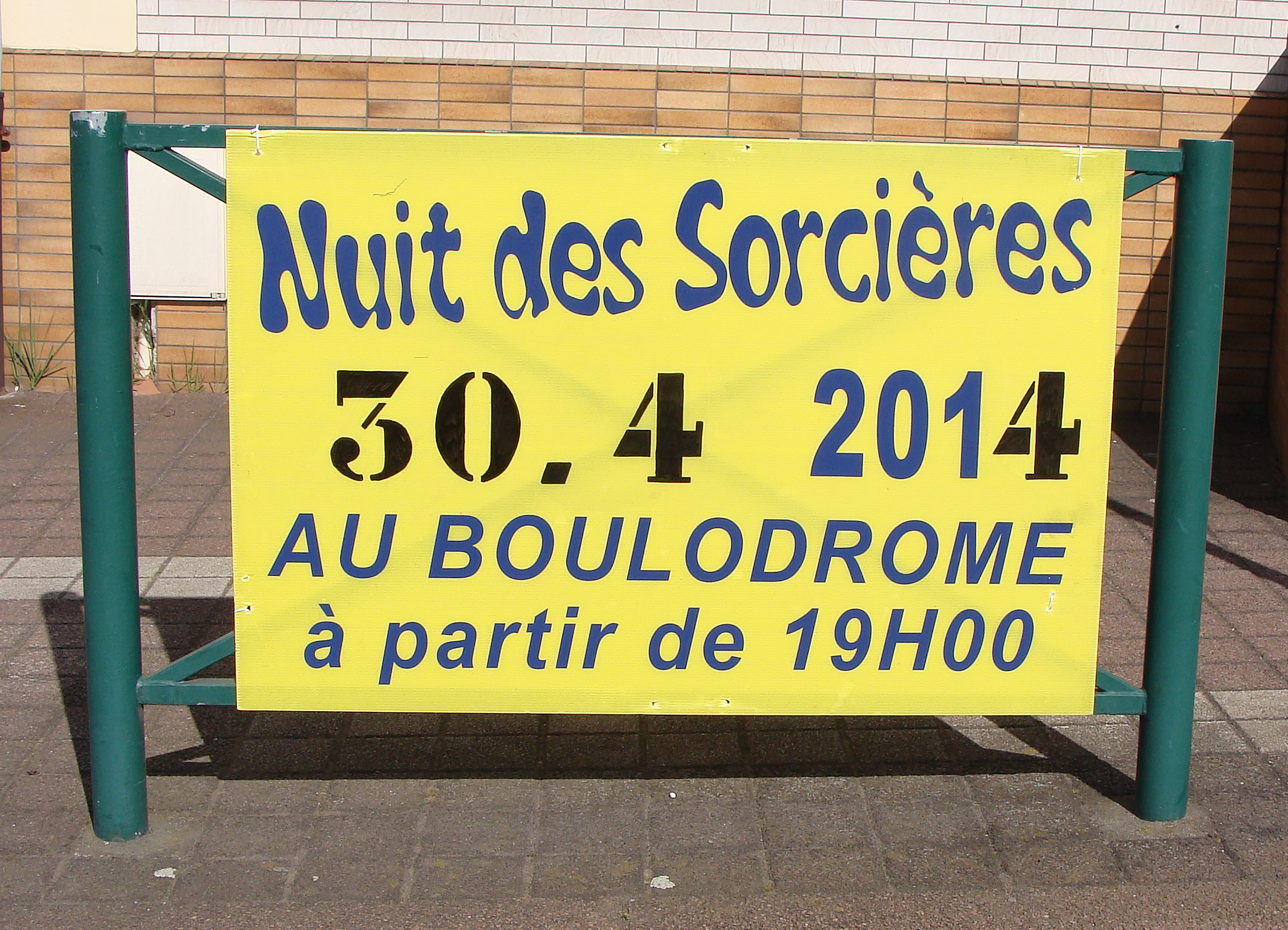
Affiche de la "Nuit des Sorcières" de 2014.

- Fête de Sainte-Jeanne-d’Arc : 2e dimanche du mois de mai.
- Fête patronale : 2e dimanche du mois de septembre.
- Visite de saint Nicolas aux écoles : le 6 décembre.

Autres fêtes :
- Nuit des Sorcières (Maïades) : le 30 avril. Les premières Maïades se sont déroulées la nuit du 30 avril au 1er mai 1995, selon une tradition ancestrale spittelloise.
- Fête de la musique en juin.
- Les festivités du 14-Juillet, avec feu d'artifice, place du Marché.
- La Fête du chou en septembre, organisée par la commune et l'association Culture et Progrès[74]
- Les festivités liées à l'anniversaire de la Libération de L'Hôpital, le 5 décembre.
- Les braderies.
- Les Marches Populaires et Intercommunales, organisées avec le soutien des municipalités de Carling et de L'Hôpital, de la communauté de communes du Pays naborien et avec la participation d'associations locales telles Les Amoureux de la Marche de Carling-L'Hôpital[75]. Le dimanche 31 août 2014, se déroulera ainsi au départ de Carling la 46e Marche Populaire Internationale[76].
- Vide-greniers et marchés aux puces. Ils sont organisés par différentes associations communales.

### Médias
- Le Républicain lorrain, correspondant local.
- Actions, le magazine d'informations municipales de la ville de L'Hôpital, directeur de la publication : monsieur le maire.
- Entre Lauter & Merle, la revue du Cercle d'histoire de L'Hôpital- Carling, abonnement et courrier : monsieur Jean-Marcel Labach, L'Hôpital.
- Moselle infos, le magazine mensuel du conseil général de Moselle.
- Radio Saint Nabor sur la fréquence 103,2 MHz. Cette radio locale émet de Saint-Avold depuis 1995. Son président est Roland Berrar.

### Cultes

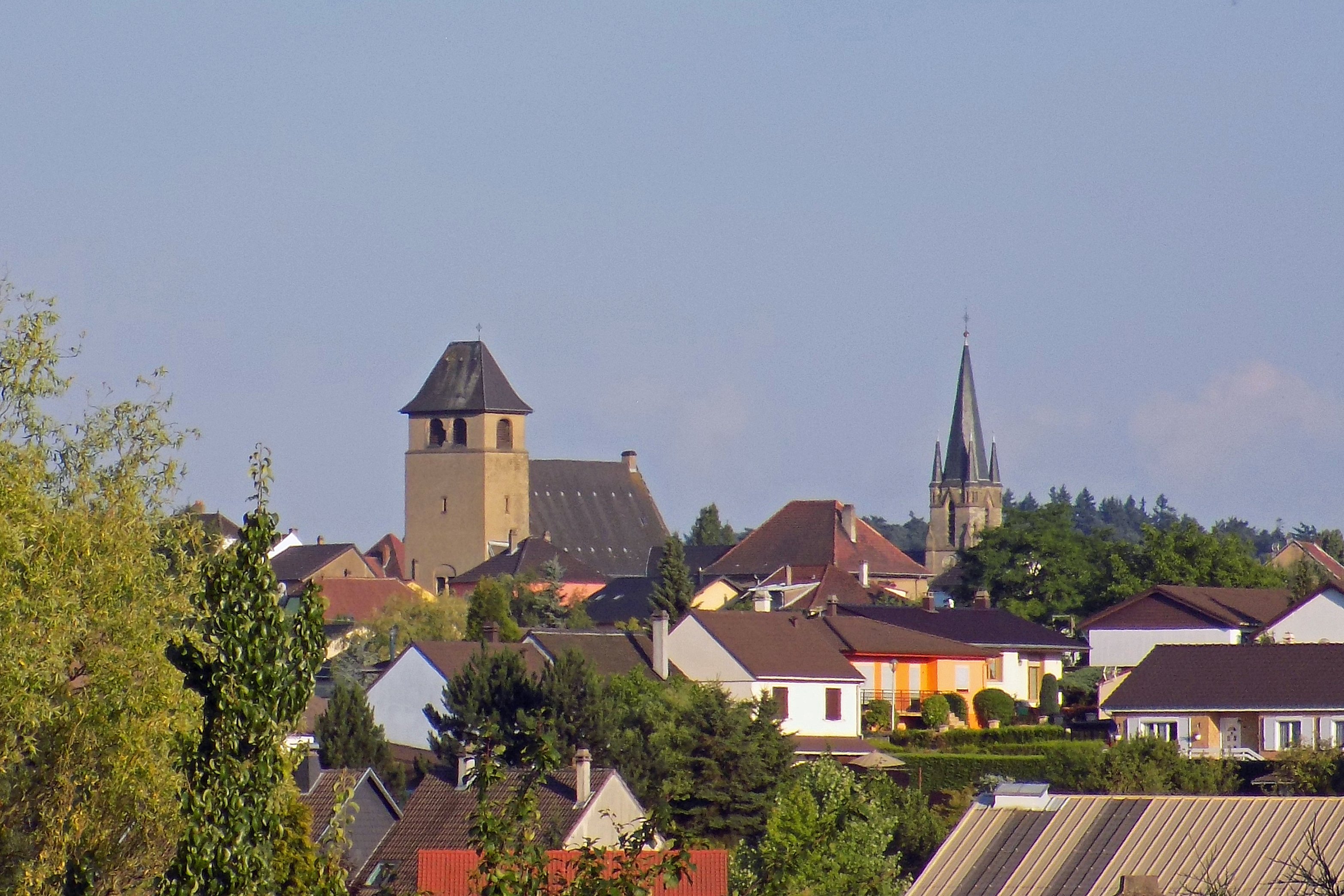
L'église luthérienne et l'église catholique Saint-Nicolas.

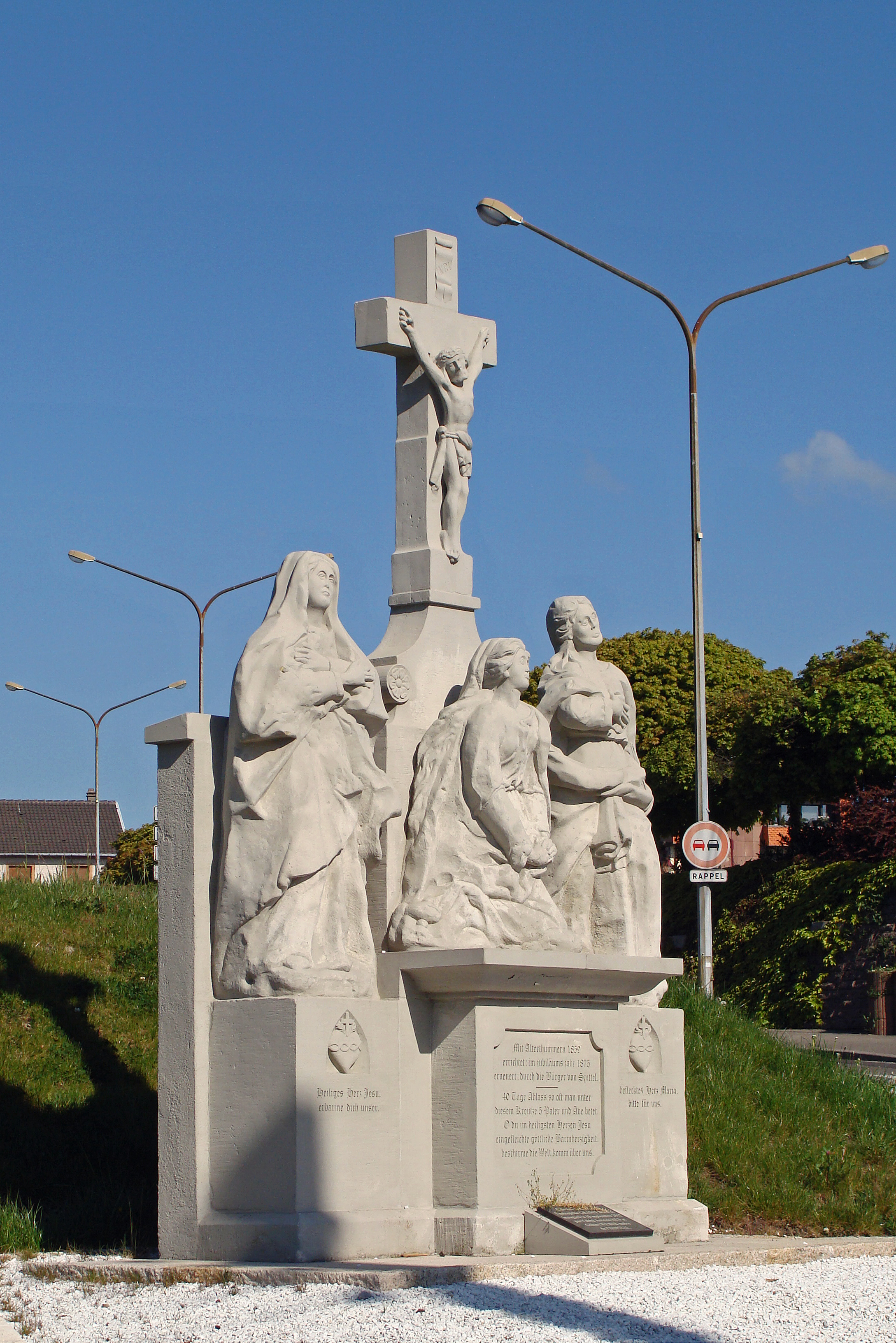
Calvaire XVIIIe (patrimoine classé), objet de la piété populaire.

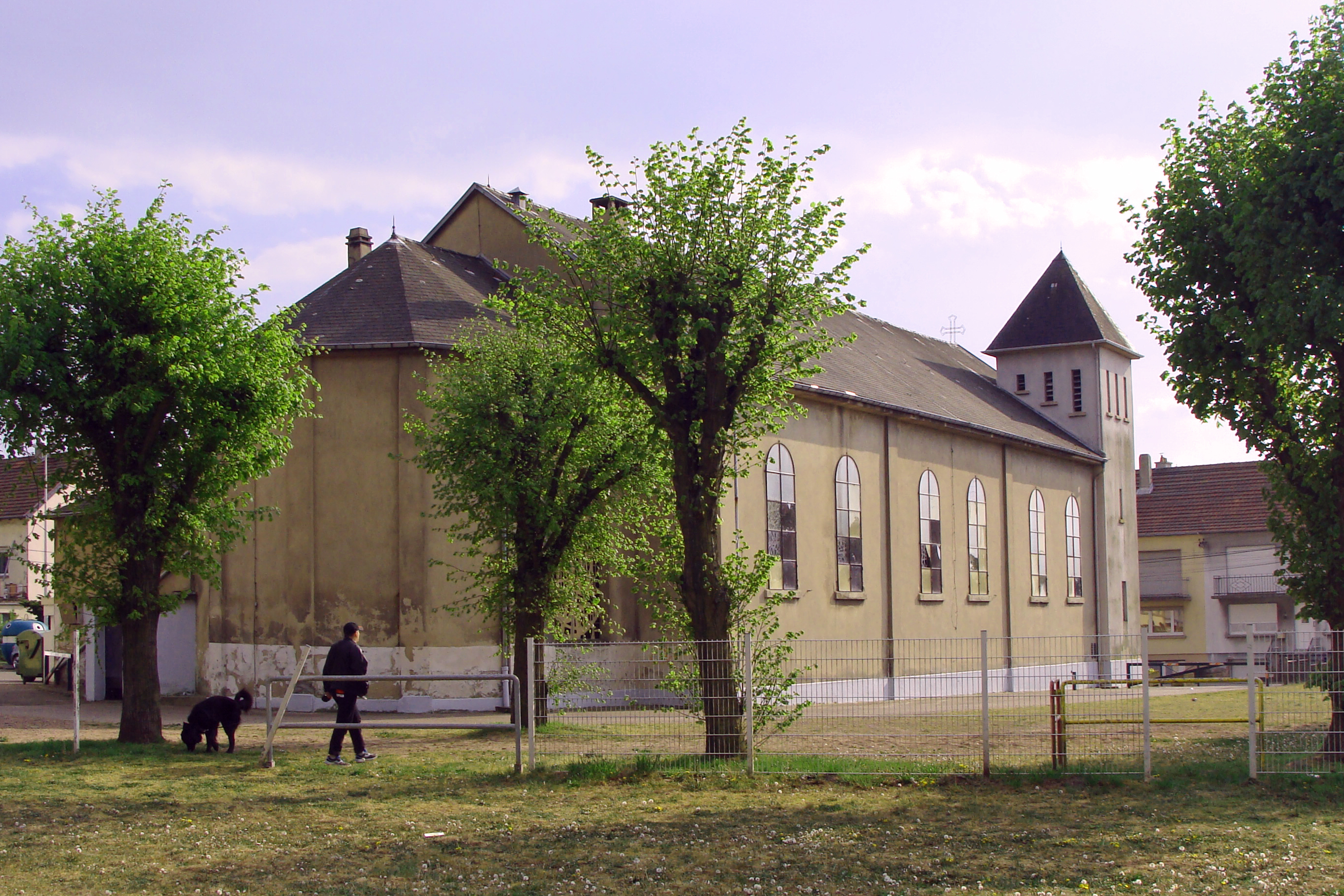
Église catholique Sainte-Barbe de la cité Bois-Richard.

À L'Hôpital, comme dans le département de la Moselle, les dispositions juridiques de la loi du Concordat de 1801 demeurent en application. Ce Concordat reconnaît et organise les cultes catholique, luthérien, réformé et israélite, les ministres du culte sont des salariés sur fonds publics. Le droit local permet aussi la constitution de communautés musulmanes sous le régime juridique d'Association de droit local alsacien-mosellan. Pour les religions non-concordataires, le service et lieux servant aux cultes sont exclusivement à la charge des fidèles. Les communautés chrétiennes représentent la majorité de la population de L'Hôpital.
Le cimetière communal est multiconfessionnel, accueillant des tombes chrétiennes et non chrétiennes (on y trouve des tombes musulmanes).
- Trois églises catholiques se trouvent dans la commune : église Saint-Nicolas de L'Hôpital (dite église du centre), église Sainte-Thérèse de la cité La Colline, église Sainte-Barbe de la cité Bois-Richard. Ces trois églises autrefois sièges de paroisses indépendantes sont actuellement rattachées à la Communauté de Paroisses Saint Antoine des Puits de L'Hôpital - Carling.
  - On peut signaler également la Grotte Notre-Dame de Lourdes (rue de Saint-Avold). Après une vaste souscription lancée au lendemain de la Seconde Guerre mondiale le 15 août 1945, les travaux ont démarré sous l'impulsion de l'abbé Henri Staudt le 25 avril 1954. Le plan en a été établi par Jean-Louis Théophile et mis à disposition des paroissiens par le curé Charles Krummenacker. Les pierres de la Grotte proviennent des carrières de Boulay. Les statues sont de l'Union Artistique de Vaucouleurs. La Grotte a été bénie et inaugurée par monseigneur Paul-Joseph Schmitt futur évêque de Metz et le curé Charles Krummenacker le 3 octobre 1954. Les travaux ont été assurés par des volontaires de la paroisse ainsi que par l'entreprise Albert Jacob de Ludweiler en Sarre. Le dimanche 15 août 2004 on a fêté le 50e anniversaire de la Grotte Notre-Dame de Lourdes de L'Hôpital avec apposition d'une plaque par la municipalité. Monsieur le curé Marcel Fleck a réitéré à cette occasion la bénédiction et la dédicace de la Grotte à la Vierge Marie[réf. nécessaire] ;
- Culte protestant =
  - Église de la confession d'Augsbourg d'Alsace et de Lorraine, l'église (aussi appelée temple protestant) est située rue de Carling à L'Hôpital.
  - L'Association des Églises évangéliques mennonites de France, a son lieu de culte situé rue de l'église à Diesen.
- Témoins de Jéhovah : le lieu de culte est la salle du Royaume, située rue du Moulin à L'Hôpital.
- Culte néo-apostolique :  ancienne église laissée à l'abandon, située rue de la Paix à Carling, cité Bois-Richard. Elle a été démolie en 2014. Les services divins sont assurés dans les localités voisines de Freyming-Merlebach (rue Georges-Clemenceau), de Creutzwald (rue du Général-Hoche) et de Saint-Avold (route du Puits).
- Culte orthodoxe : une chapelle de culte orthodoxe a existé cité Bois-Richard à L'Hôpital. La paroisse orthodoxe serbe avait été fondée le 16 janvier 1966 à L'Hôpital puis transférée à Valmont en 1967. La chapelle, une construction provisoire plus ancienne, est aujourd'hui détruite. Les fidèles sont accueillis de nos jours dans la paroisse orthodoxe serbe du Saint Prince Lazar de Betting-lès-Saint-Avold ou dans la chapelle orthodoxe située rue du Furst à Valmont.
- Judaïsme : la synagogue de Saint-Avold accueille les membres de la communauté juive locale, la synagogue de Merlebach ayant cessé son activité en 2000.
- Islam : les fidèles se réunissent dans les mosquées et salles de prière des localités voisines : impasse des Pinsons à Freyming-Merlebach, rue de Carling à Creutzwald, rue des Peupliers à Hombourg-Haut, ou rue des Américains ou passage des Poilus et rue de la Carrière à Saint-Avold.

Lieux de cultes
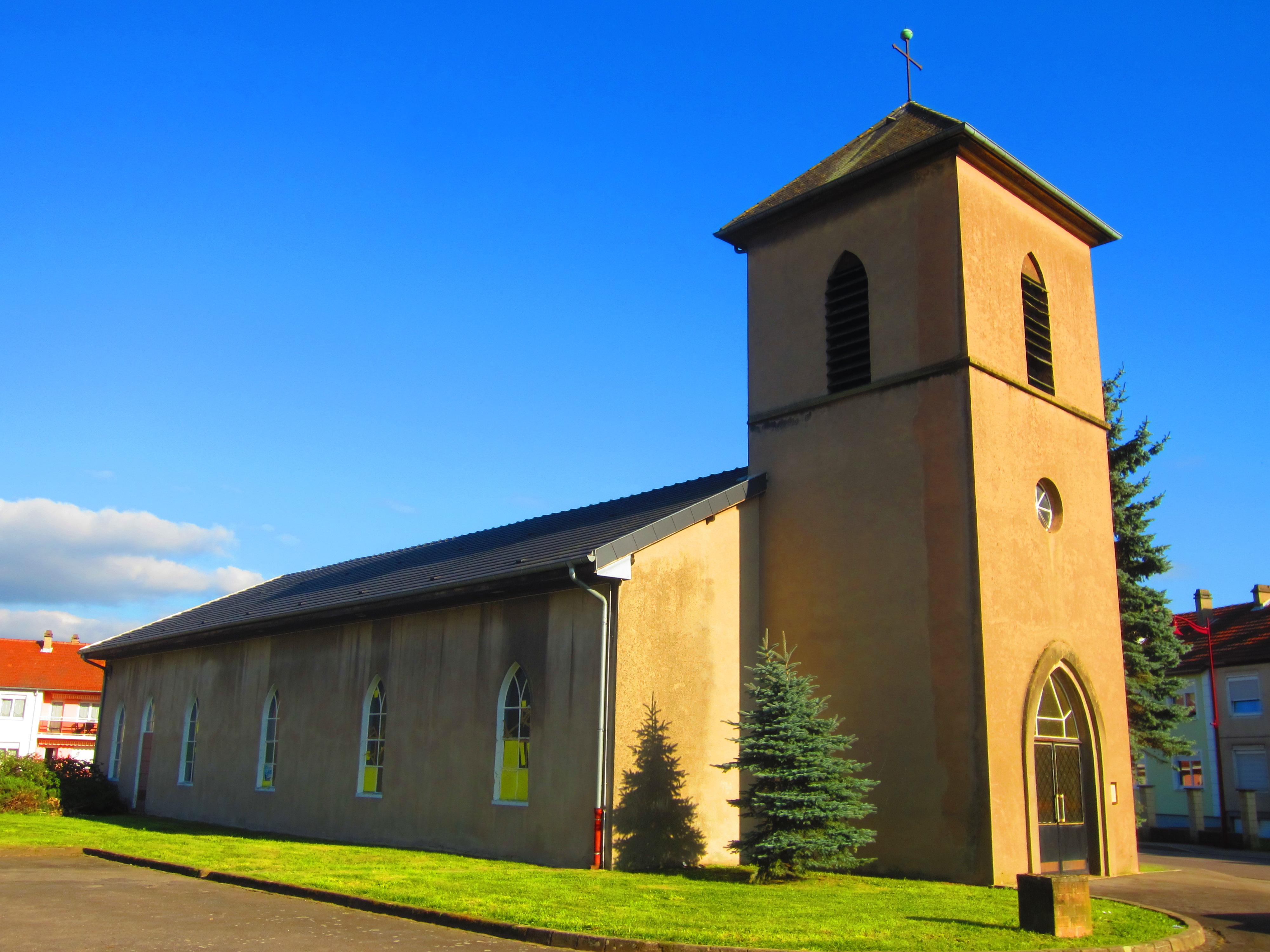
Église Sainte-Thérèse de l'Enfant Jésus de la cité La Colline.
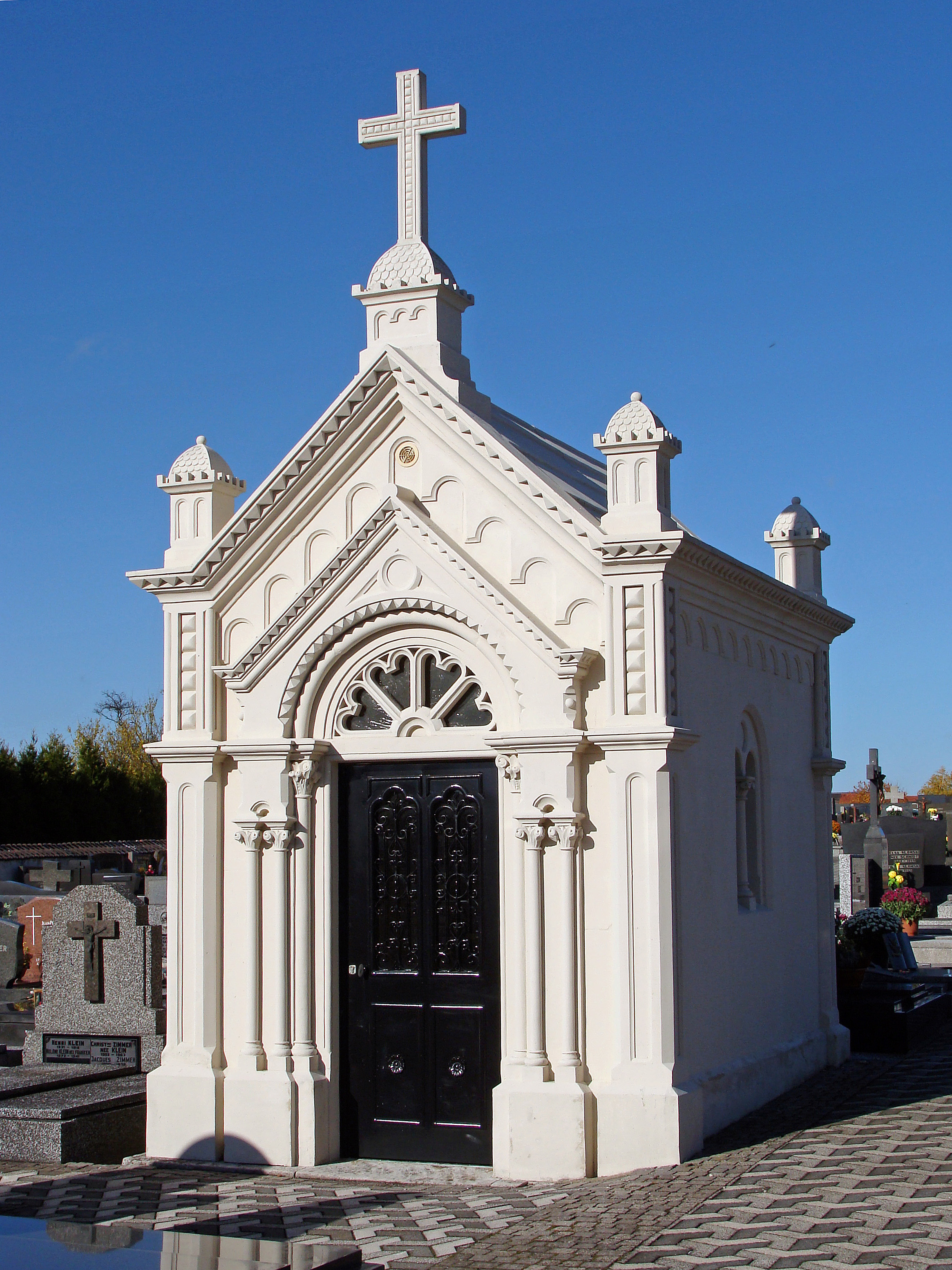
L'Hôpital - chapelle funéraire en style néoroman.
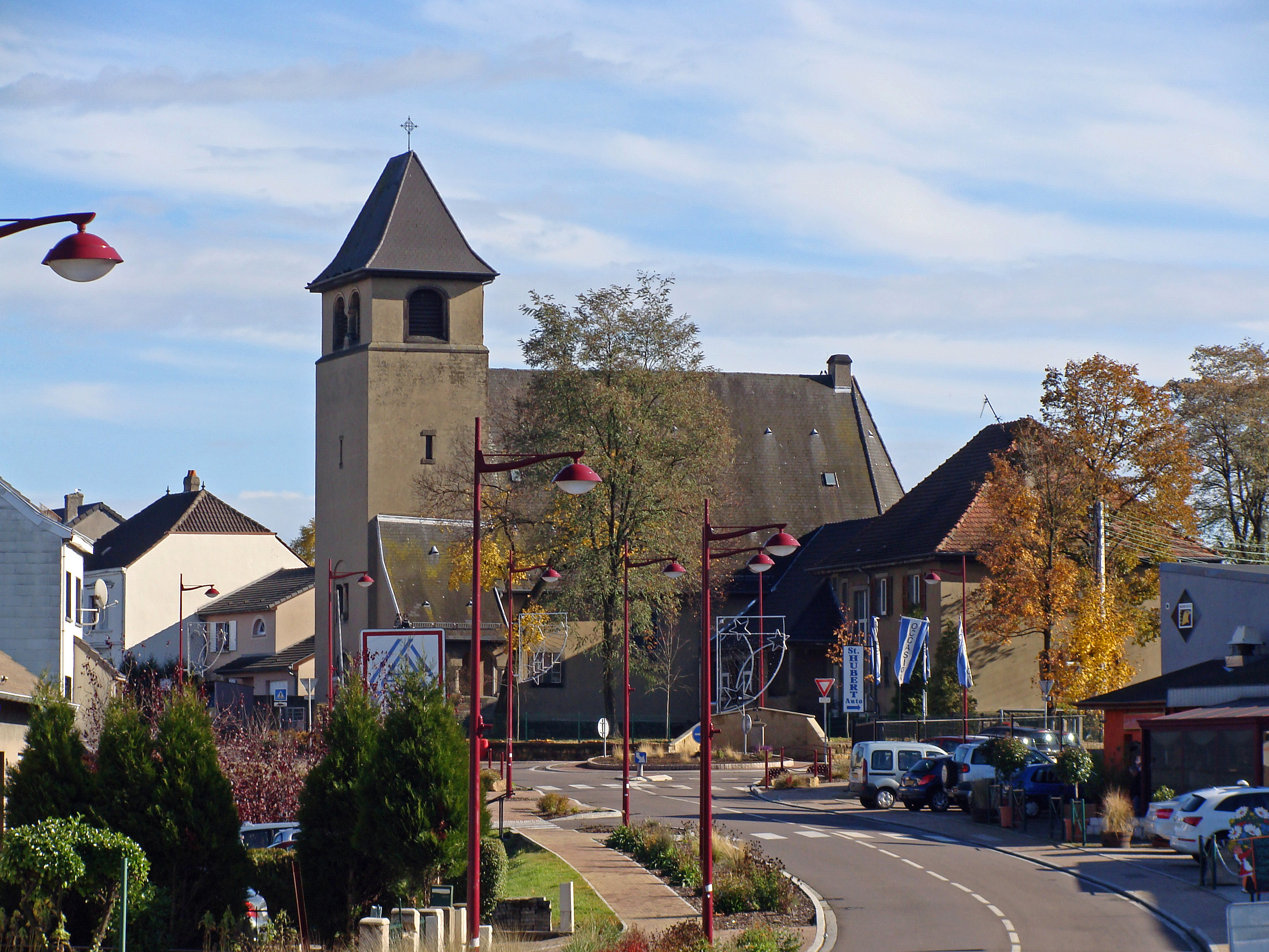
église luthérienne rue de Carling.
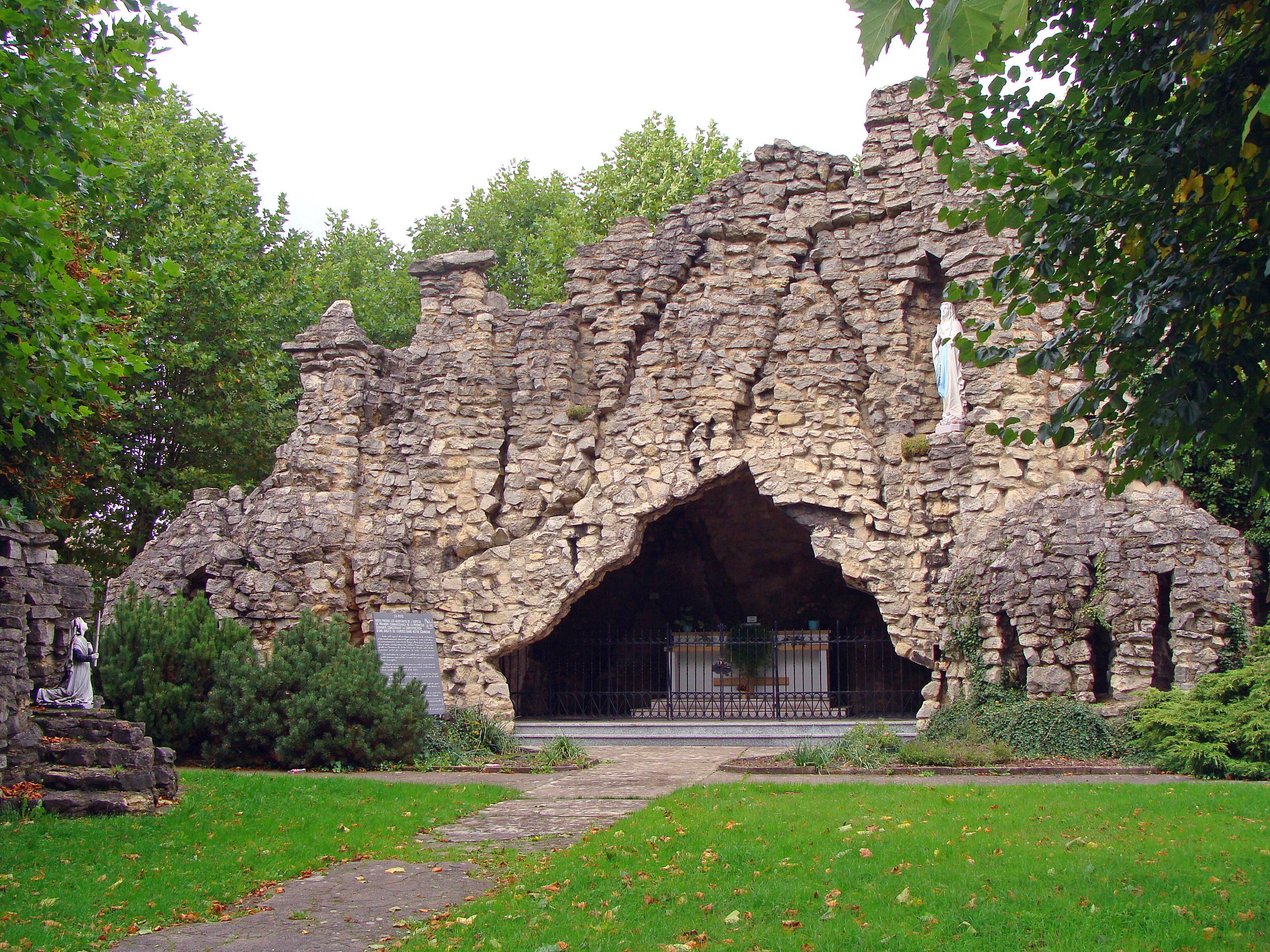
Grotte de Notre-Dame-de-Lourdes, rue de Saint-Avold à L'Hôpital.
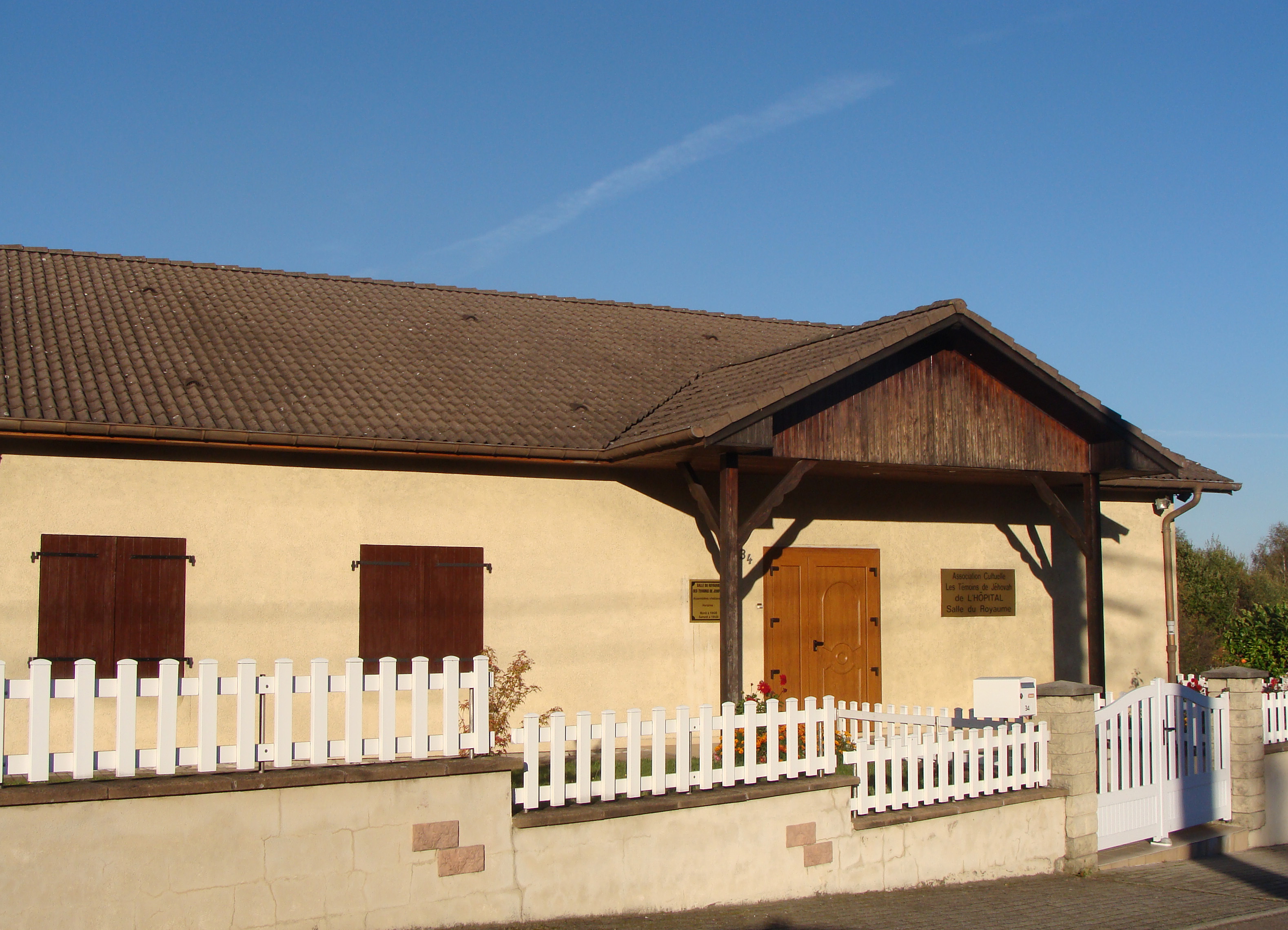
Salle du Royaume, rue du Moulin.

## Économie
- Dans le cadre des Foires et Marchés de France, se tient à L'Hôpital tous les samedis (le vendredi si férié) de 8 à 12:00 un marché traditionnel sur la grande place du Marché. Une braderie se déroule dans le centre-ville une fois par an, généralement au mois de mai. À noter l'organisation régulière de bourses (plantes, poissons...), vide-greniers, brocantes et marchés aux puces dans la commune.

### Tourisme
En 2008, adhésion de la ville de L’Hôpital au syndicat intercommunal à vocation unique touristique (SIVUT) du Pays de la Nied et désignation de deux délégués titulaires et deux délégués suppléants pour y représenter la ville. Le SIVUT du Pays de la Nied regroupe en 2008 un total 100 communes mosellanes. La cotisation en a été fixée en 2008 à 0,61 €/habitant. Les principales réalisations du SIVUT depuis sa création sont les suivantes : « ...Développement d’activités liées à l’utilisation de l’eau (pêche, canoë, kayak), aménagement d’aires d’accueil touristique et de détente, réalisation et aménagement de sentiers de randonnées (pédestres, équestres, VTT), valorisation des sites touristiques et de l’environnement culturel et historique, développement du potentiel d’hébergement et des gîtes ruraux ».

### Entreprises et commerces

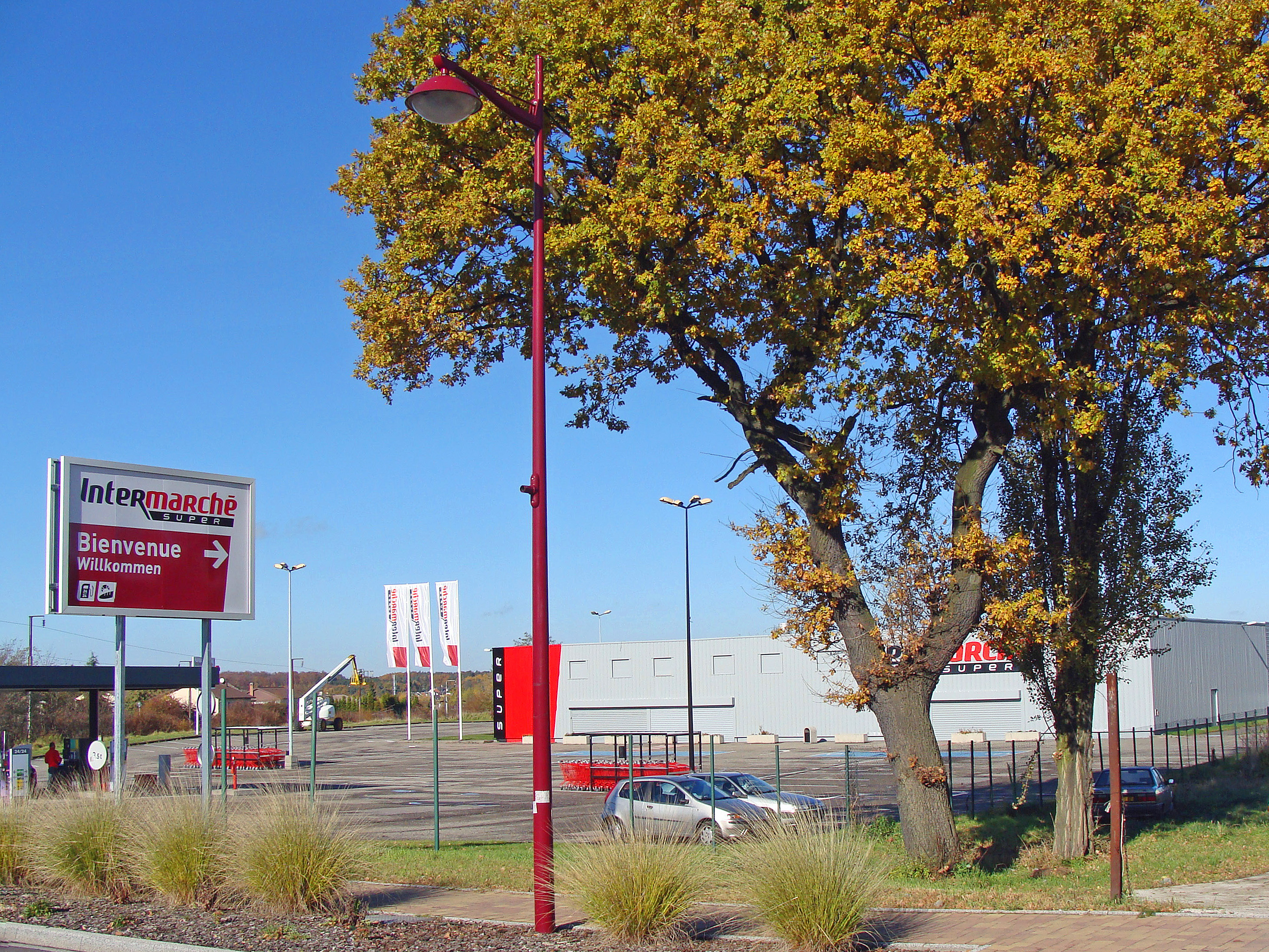
zone commerciale - rue de Carling.

En dehors du centre-ville, L'Hôpital possède plusieurs zones d'activité commerciale ou industrielle.
L'ancienne  Cokerie de L'Hôpital-Carling datant de 1904. En 2004 elle a été reprise par la société allemande ROGESA (Roheisen Geselschaft Saar). Elle comptait alors 650 emplois (500 directs et 150 en sous-traitance). Elle a été définitivement arrêtée en octobre 2009. Elle employait à sa fermeture 400 salariés et près de 700 sous-traitants. La déconstruction, commencée en mars 2012, dure jusqu'au début de l'année 2014, date à laquelle commence la dépollution du site.

## Culture locale et patrimoine

### Lieux et monuments

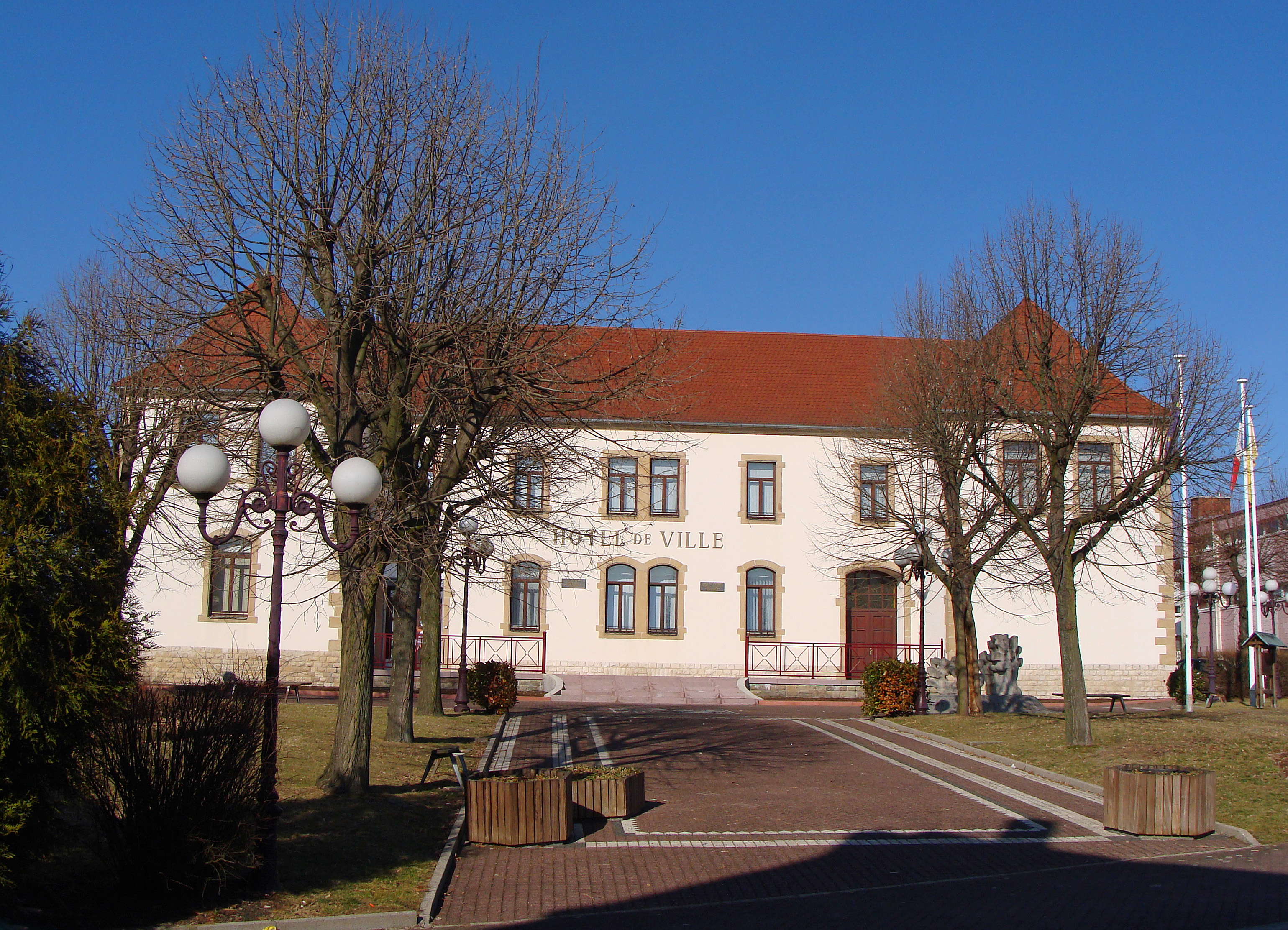
L'Hôpital - hôtel de ville et place de la Mairie.

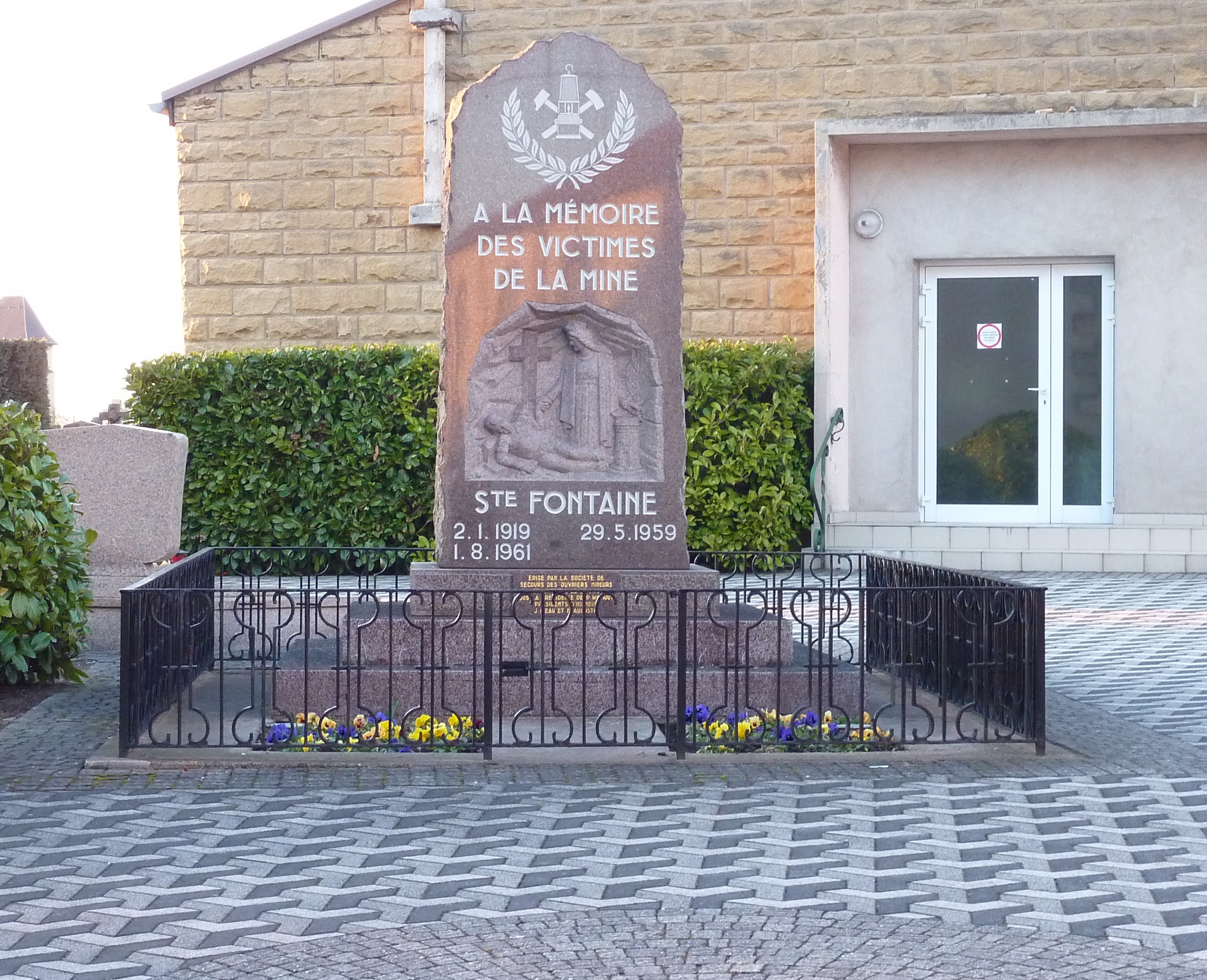
L'Hôpital - Monument des victimes de la mine.

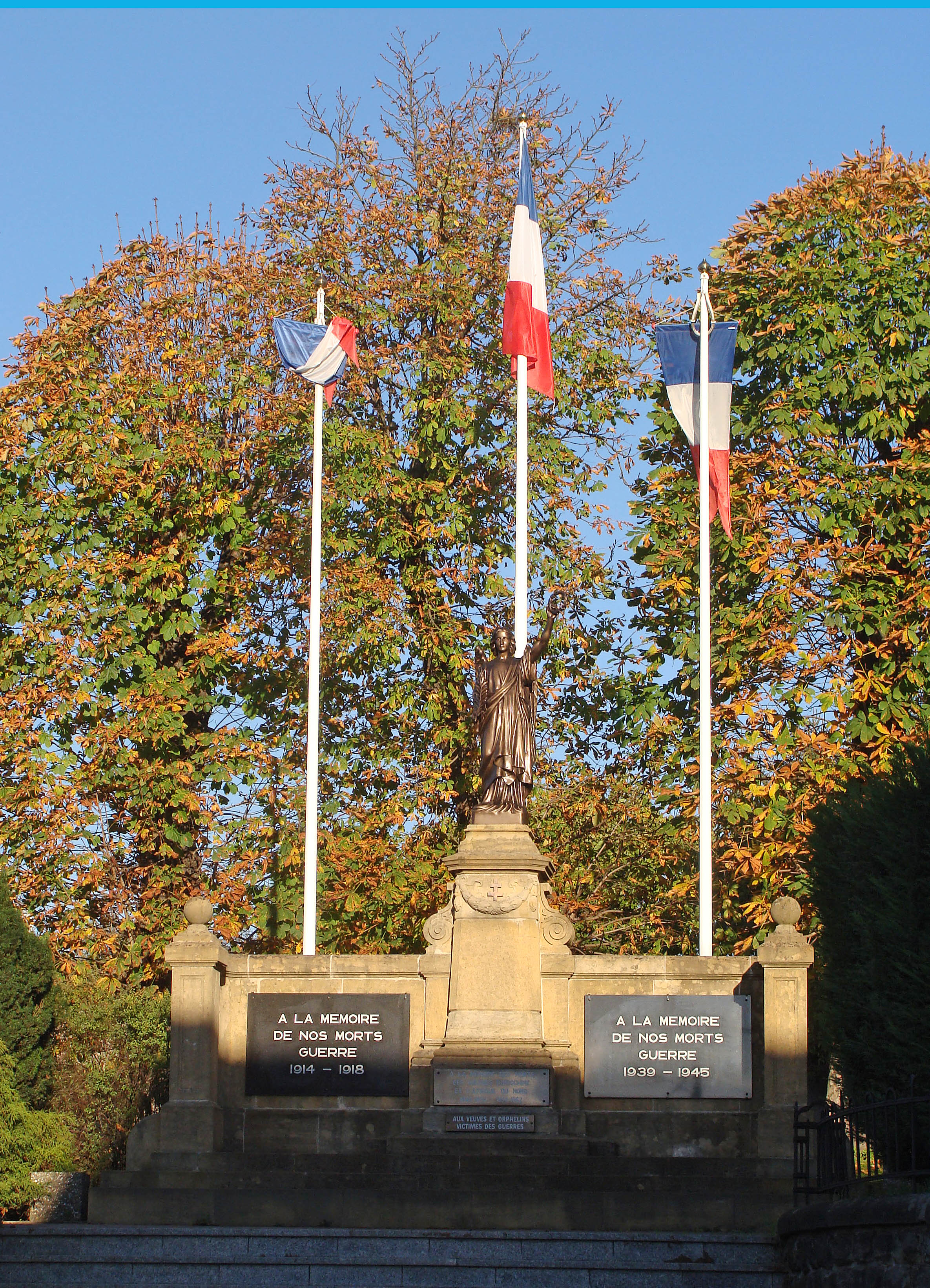
Monument aux morts.

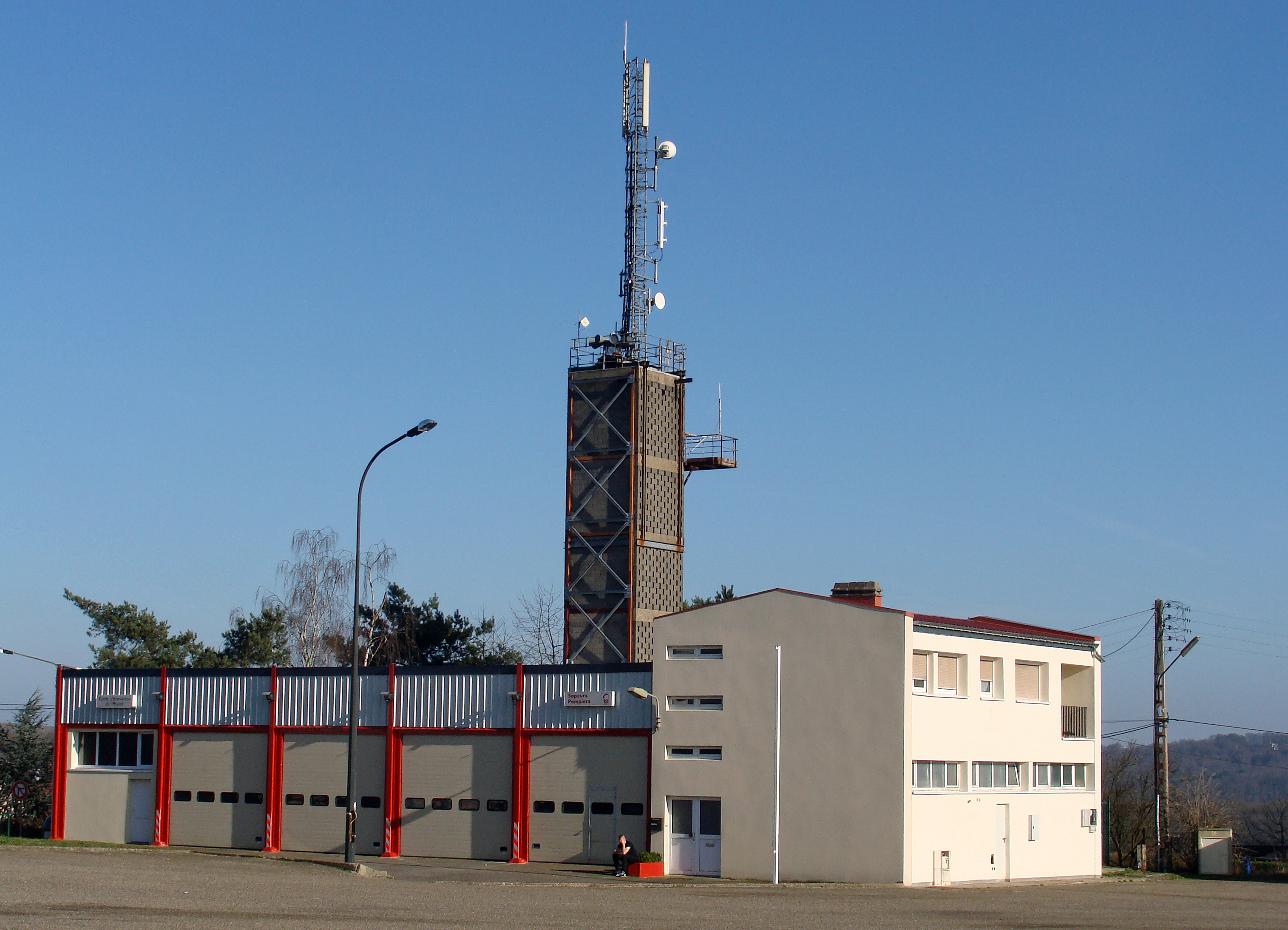
Caserne des pompiers et centre d'intervention.

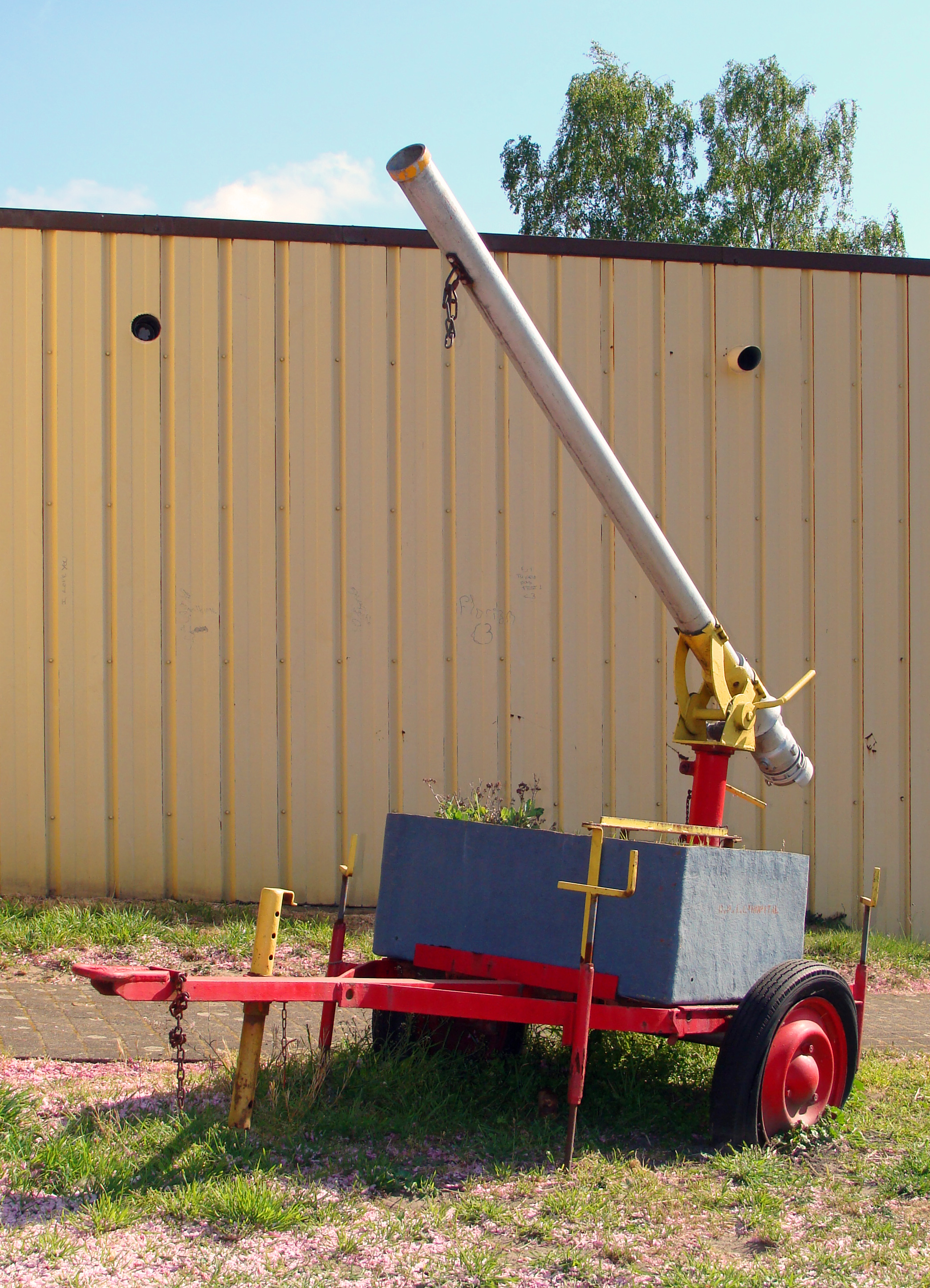
Ancienne pompe à incendie - place du Marché.

- Hôtel de Ville, remis en état en 1954 sur dommages de guerre ; fresques intérieures ;
- la nouvelle poste inaugurée le 05/07/1954 place du Marché à la suite de la démolition de l’ancienne poste construite en style impérial allemand (rue de Carling) ;
- peinture murale en trompe-l'œil réalisée par l'artiste-peintre Éric Haven (né en 1960) et inaugurée le 15 septembre 2012 place du Marché (à l'angle de la rue du Maréchal-Foch et de la rue de la Gare). Elle représente le passé de la commune ;
- peinture murale en trompe-l'œil représentant l'évacuation des Spittellois en 1939 réalisée par l'artiste-peintre Éric Haven (né en 1960) et inaugurée le 7 septembre 2013, rue du Maréchal-Foch ;

Peintures murales de la ville
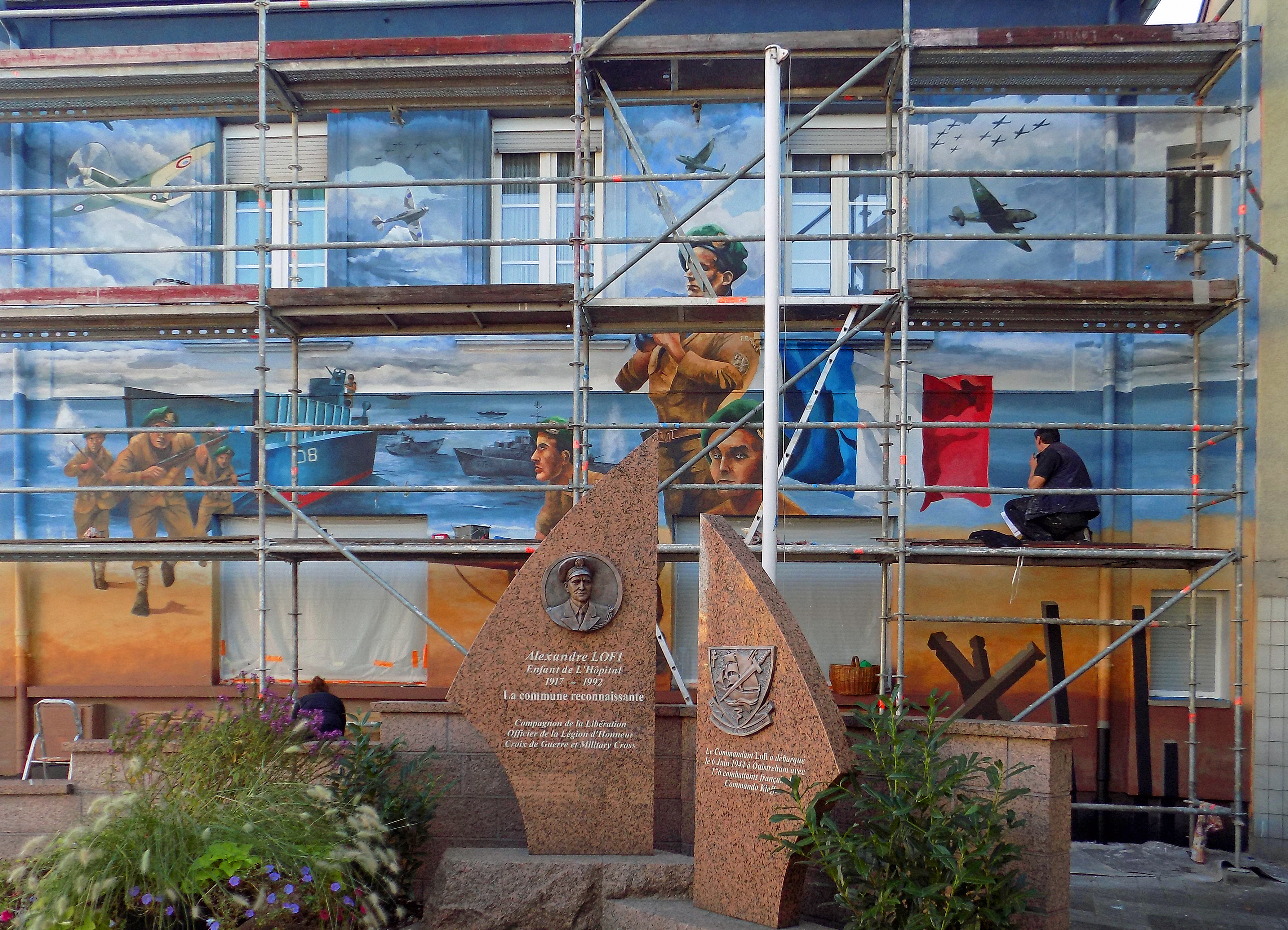
Fresque d'Éric Haven en cours de réalisation (octobre 2014), place Alexandre-Lofi.
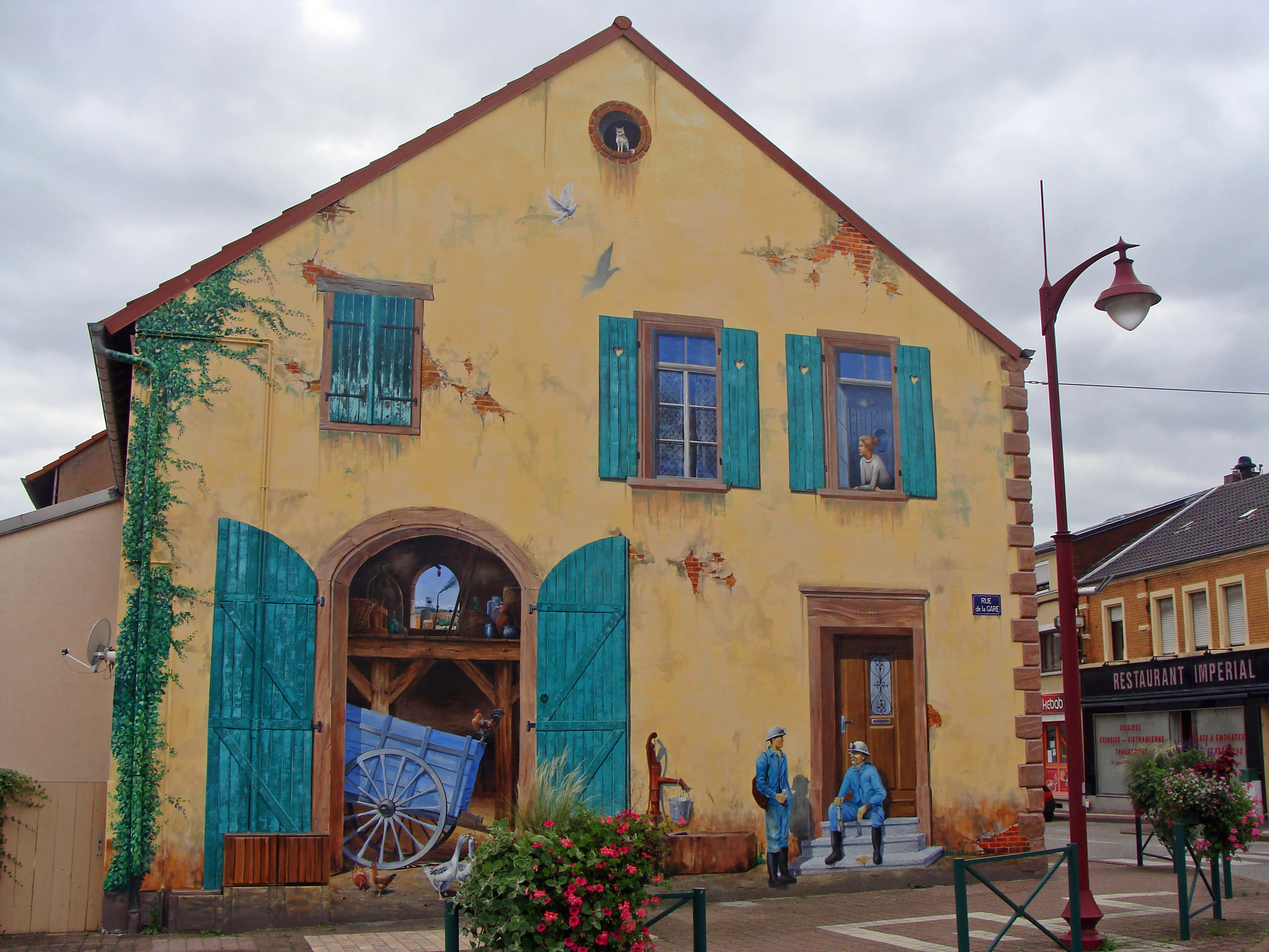
Fresque d'Éric Haven, place du Marché.
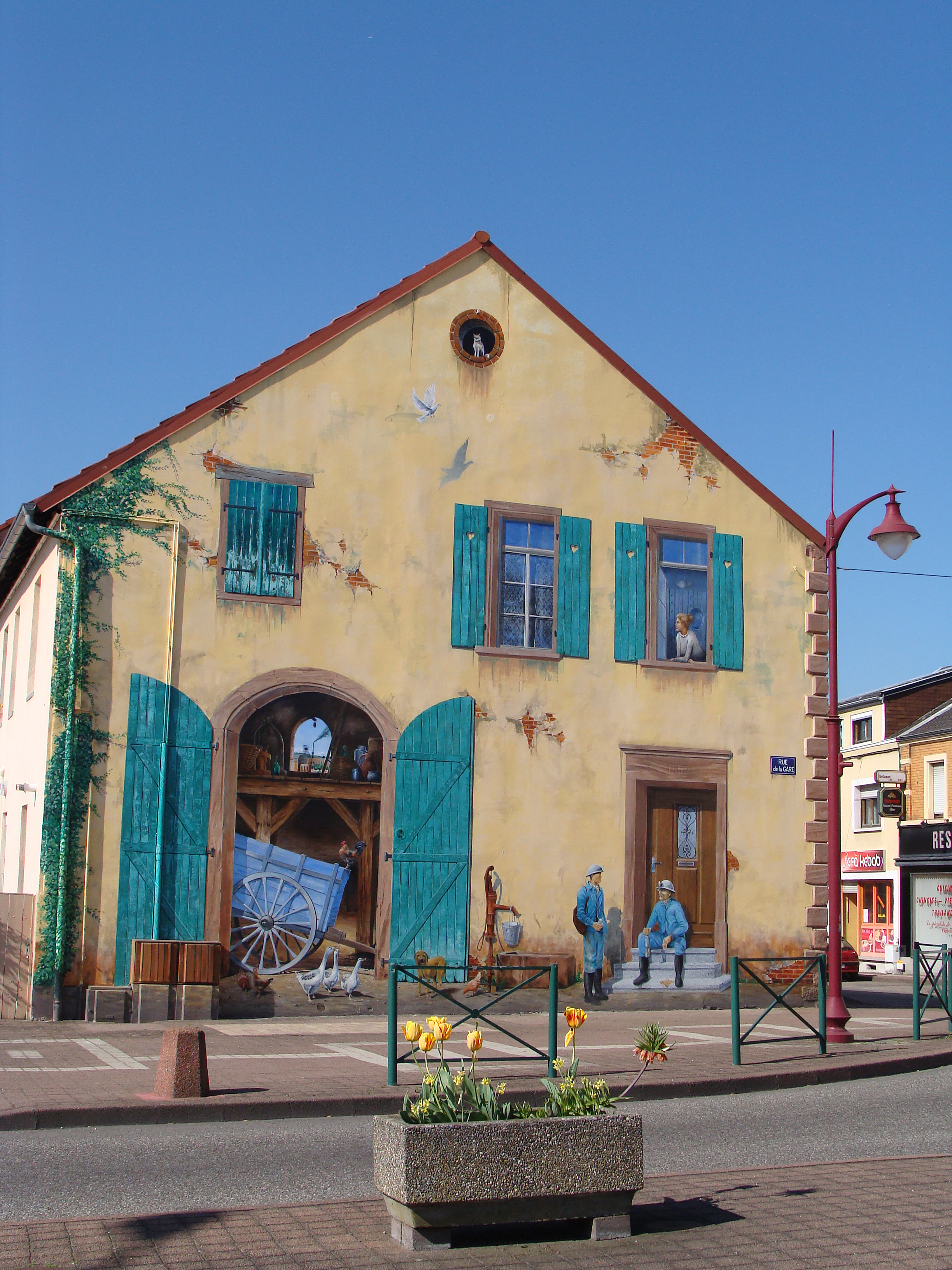
Fresque d'Éric Haven, place du Marché.
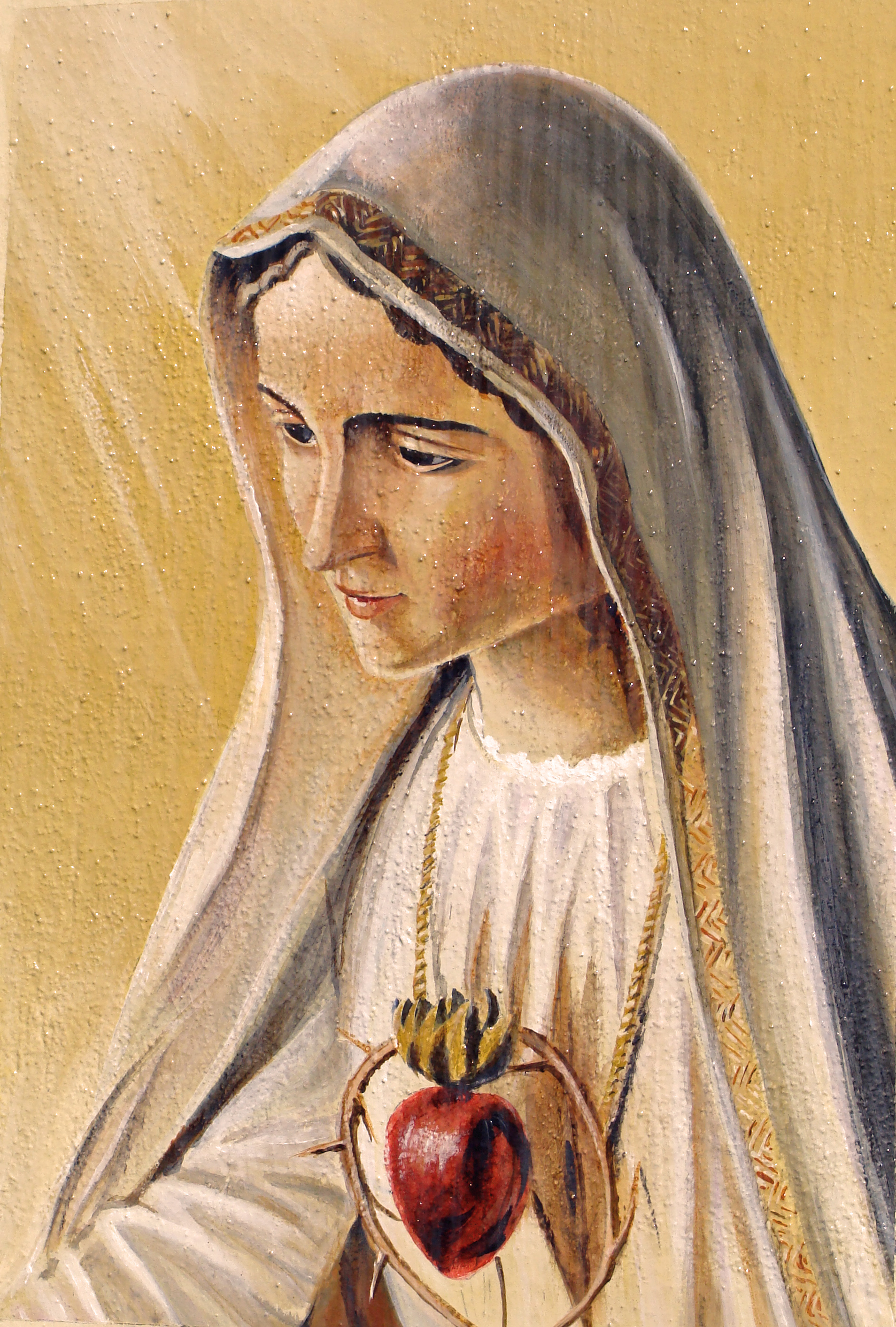
Peinture murale d'Éric Haven, rue du Maréchal-Foch.
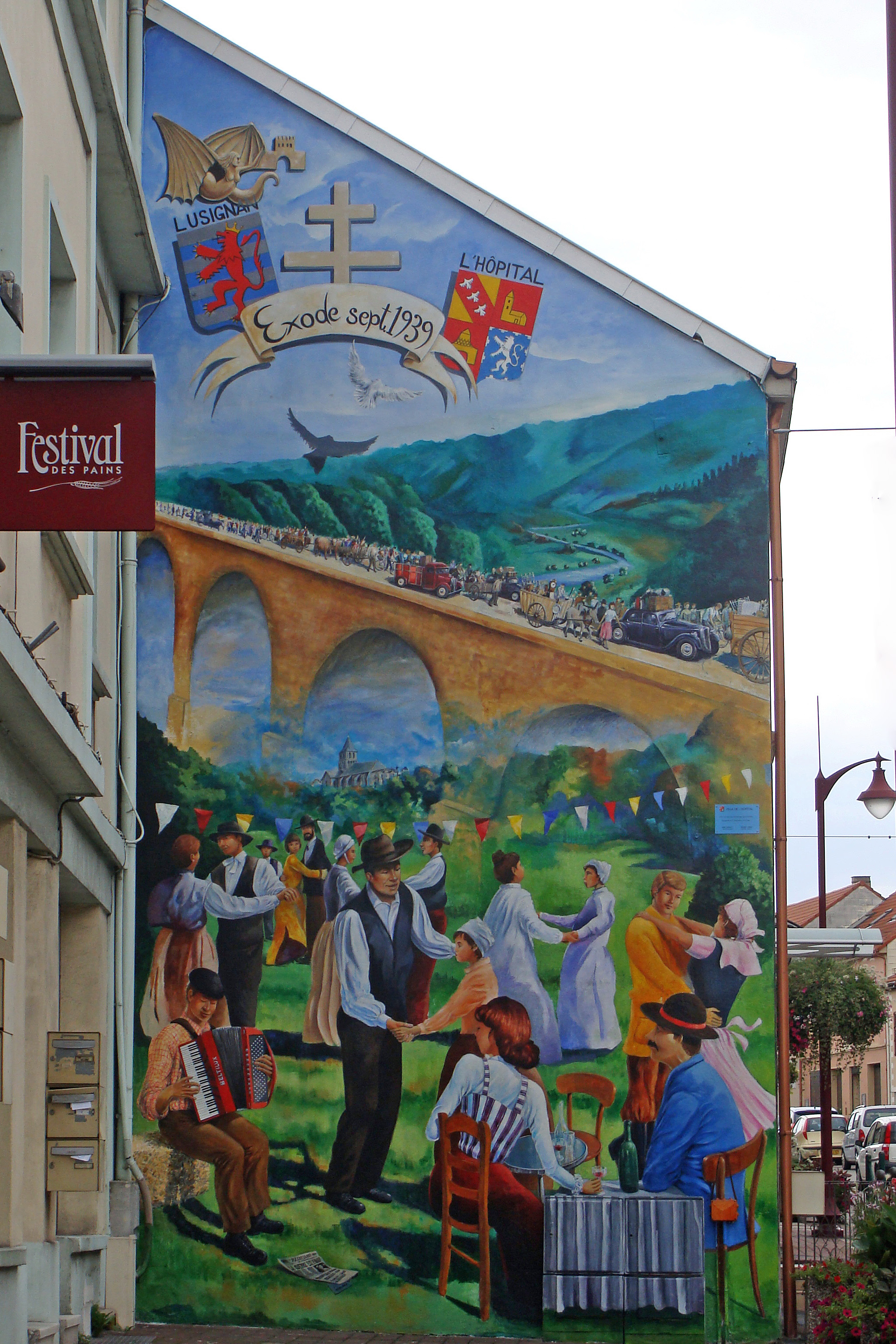
Fresque d'Éric Haven, rue du Maréchal-Foch.
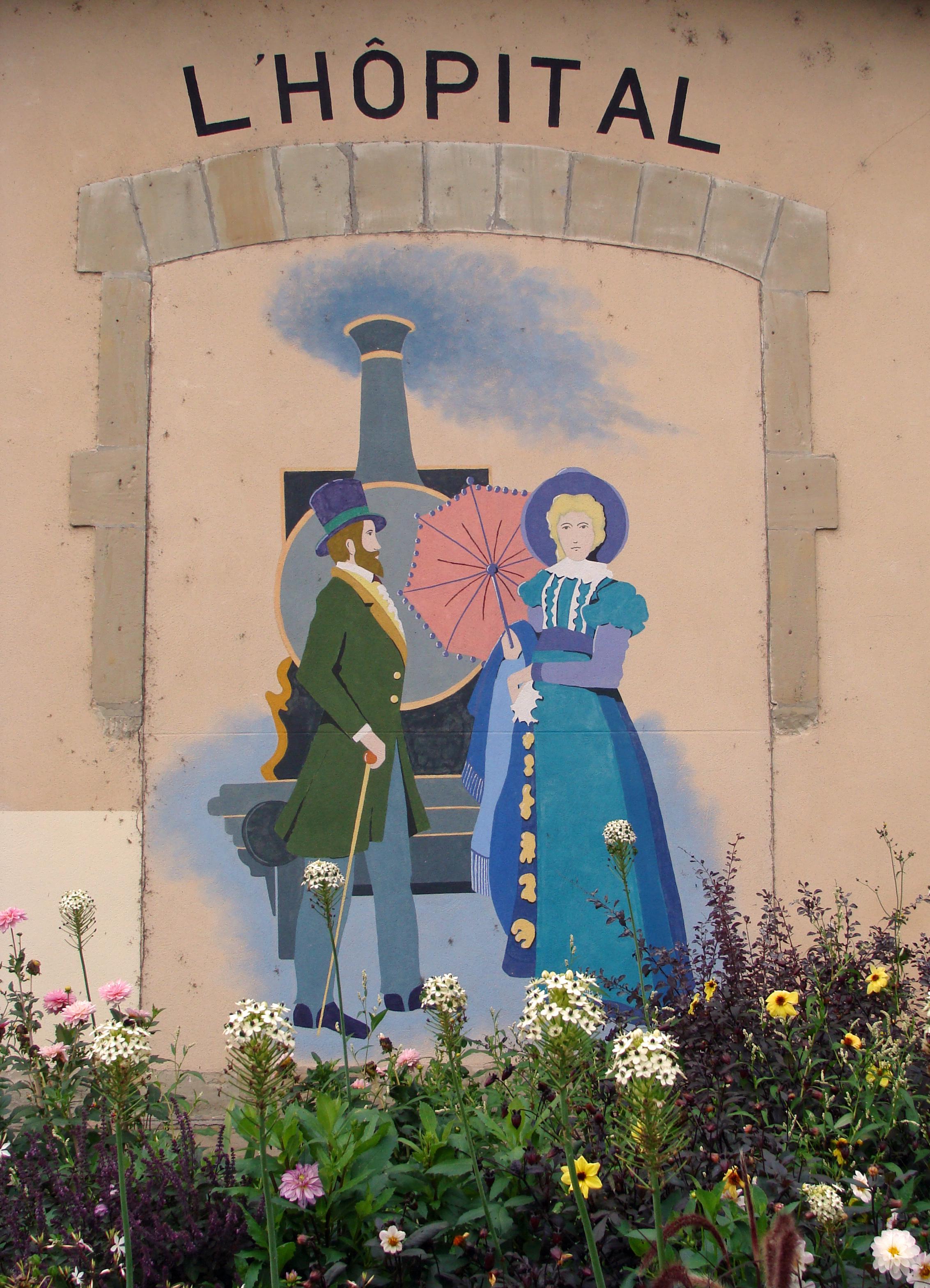
Fresque de Peter Musslé, gare de L'Hôpital.
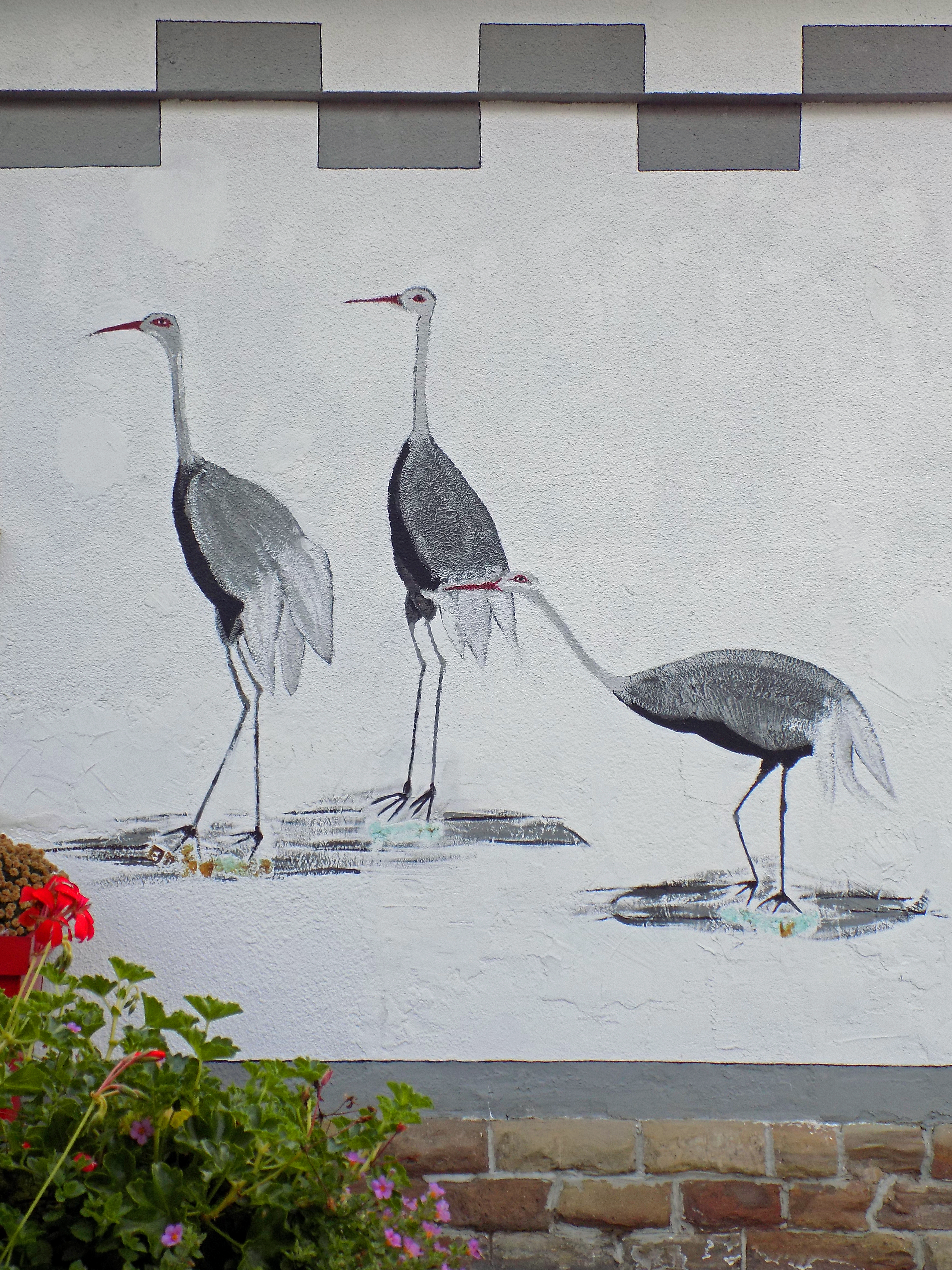
Peinture murale d'Eugène Weber, rue du Sud.
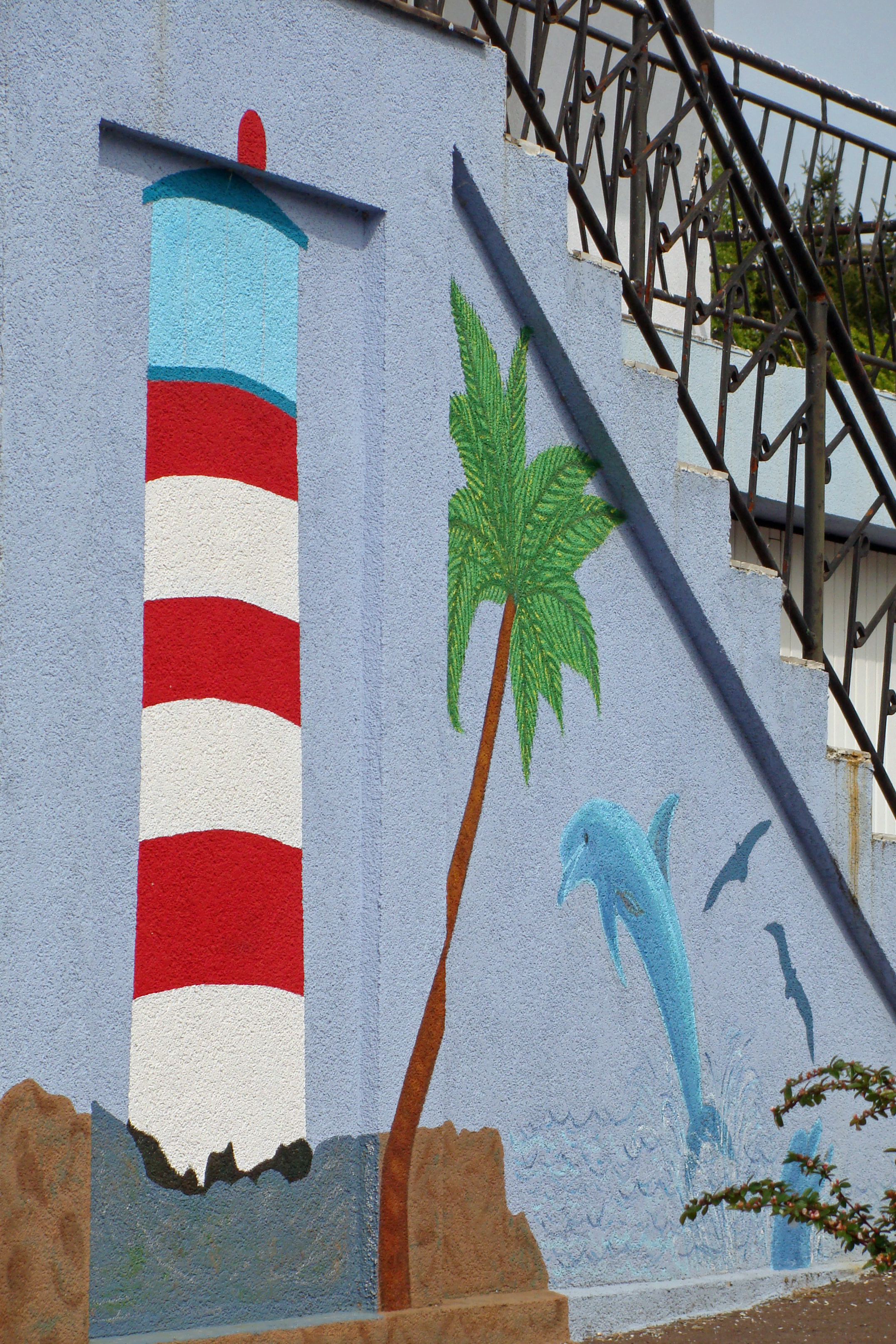
Peinture murale, rue de la Fontaine.

- caves médiévales (rue du Maréchal-Foch) ;
- ancien Musée de la mine et d'archéologie[79], écomusée éclaté des houillères de Lorraine présentant des collections géologiques et archéologiques locales (fermé) situé dans la maison Azambre-Weingaertner, un immeuble de brique jaune construit en style impérial allemand, rue de Saint-Avold. Il abritait des collections en provenance des Houillères du Bassin de Lorraine (HBL). Les collections ont été dispersées ;
- maisons anciennes en brique et pierre de taille du centre-ville et rue de Carling en style impérial allemand ;
- ancienne gare de style impérial allemand (restaurée), construite sur la ligne ferroviaire Béning-Hargarten, elle abrite de nos jours une salle communale. Sa façade latérale est ornée d'une fresque réalisée par l'artiste-peintre Peter Musslé en 1999 (Peter Musslé est le responsable de "L'école du moulin" de Théding). La façade principale porte le sigle historique de l'ancienne Preußische Eisenbahn (société de chemin de fer prussienne). Devant la façade principale se trouve un groupe de 3 statues ;
- une deuxième gare construite en 1902 située sur un siège d'exploitation minière a été démolie.
- l’architecture industrielle ancienne (rue de Metz et rue de la Gare) ;
- l’architecture minière typique de certains quartiers et des cités minières (corons) ;
- stèle du commandant Alexandre Lofi inaugurée le 05/12/2004 en présence des enfants du commandant Lofi, Compagnon de la Libération ;
- monument aux morts de la ville de L'Hôpital : il est placé près de l'église Saint-Nicolas. Il comportait à l'origine les tablettes des Spittellois tombés durant les conflits de la Première Guerre et Seconde Guerre mondiale. Elles ont été remplacées par deux tablettes dédiées aux victimes de la guerre 1914-1918, 1939-1945 et une tablette en position centrale dédiée aux victimes des campagnes d'Indochine 1945-1954 et d'Afrique du Nord 1954-1962[réf. nécessaire] ;
- monument en mémoire des victimes de la mine de Sainte-Fontaine érigé par la Société des Mineurs de L’Hôpital le 26/05/1966 près de l’église Saint-Nicolas, dans le cimetière de la ville de L’Hôpital ;
- anciennes bornes le long de la frontière franco-allemande. D’imposantes bornes marquées de fleurs de lys stylisées, symbole des rois de France, et la marque AR, pour Arrondissement Richard, sont les dernières traces de l’ancienne seigneurie d’Überherrn. Elles sont pour la plupart bien cachées dans les sous-bois. L'une de ces bornes a été déplacée et se trouve exposée près de l'église catholique de Lauterbach (Allemagne). D'autres bornes faisant office de frontière sont plus récentes ;

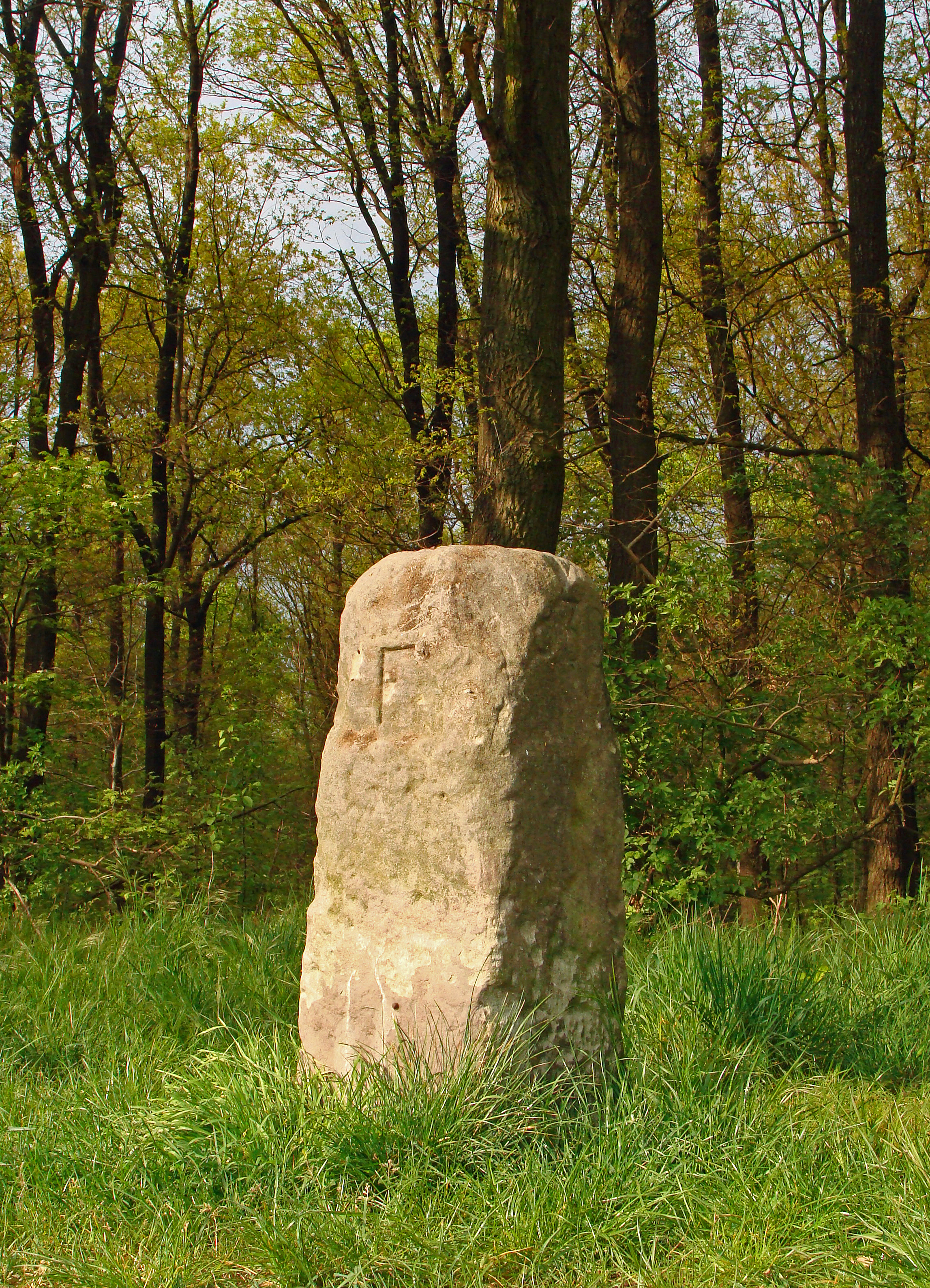
Borne frontière datant de 1830, située près de l'église de la cité Bois-Richard marquant frontière entre la France et l'Allemagne. Elle porte la marque « F ».
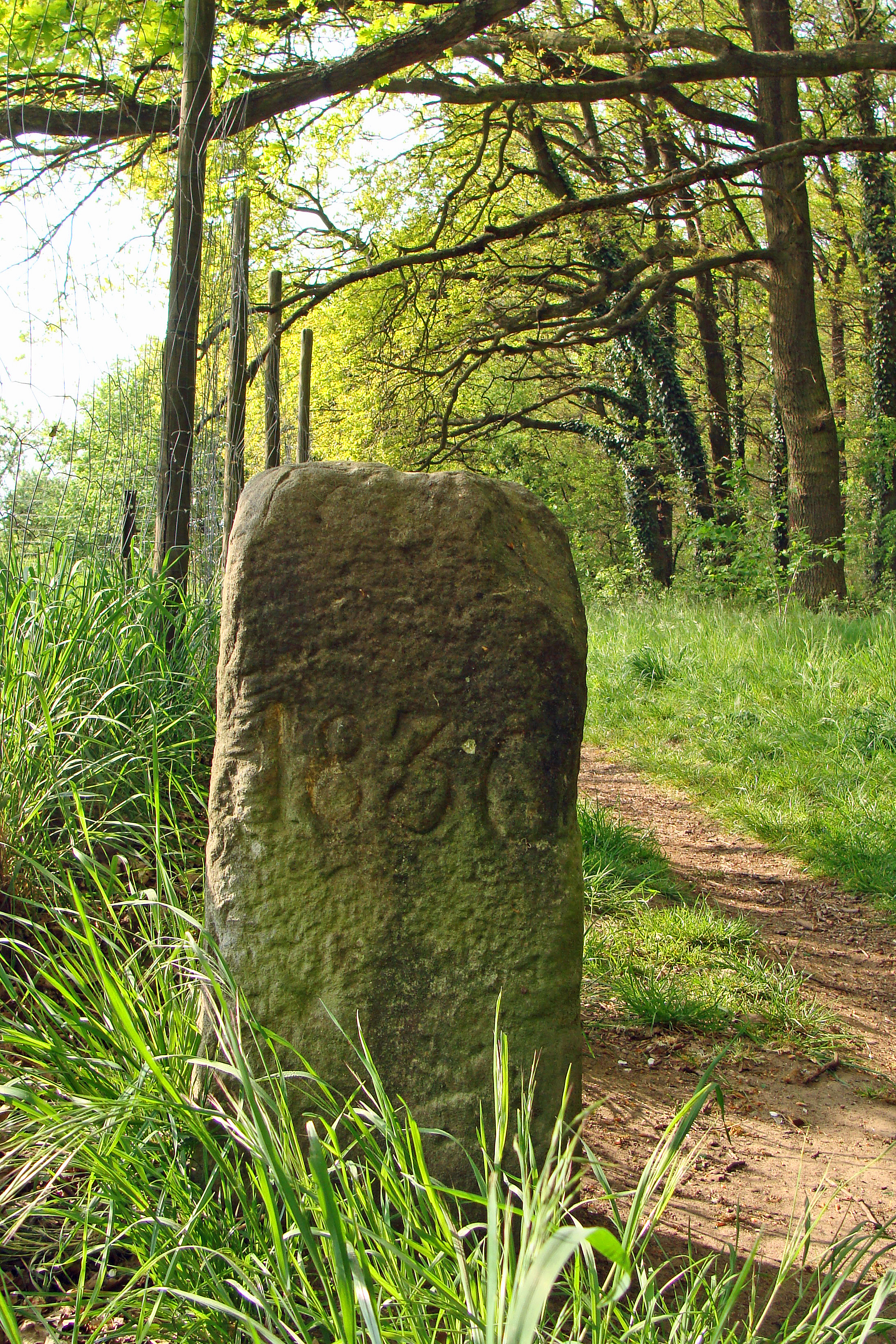
Borne frontière datant de 1830, située entre la rue d'Überherrn et la cité Bois-Richard marquant frontière entre la France et l'Allemagne.
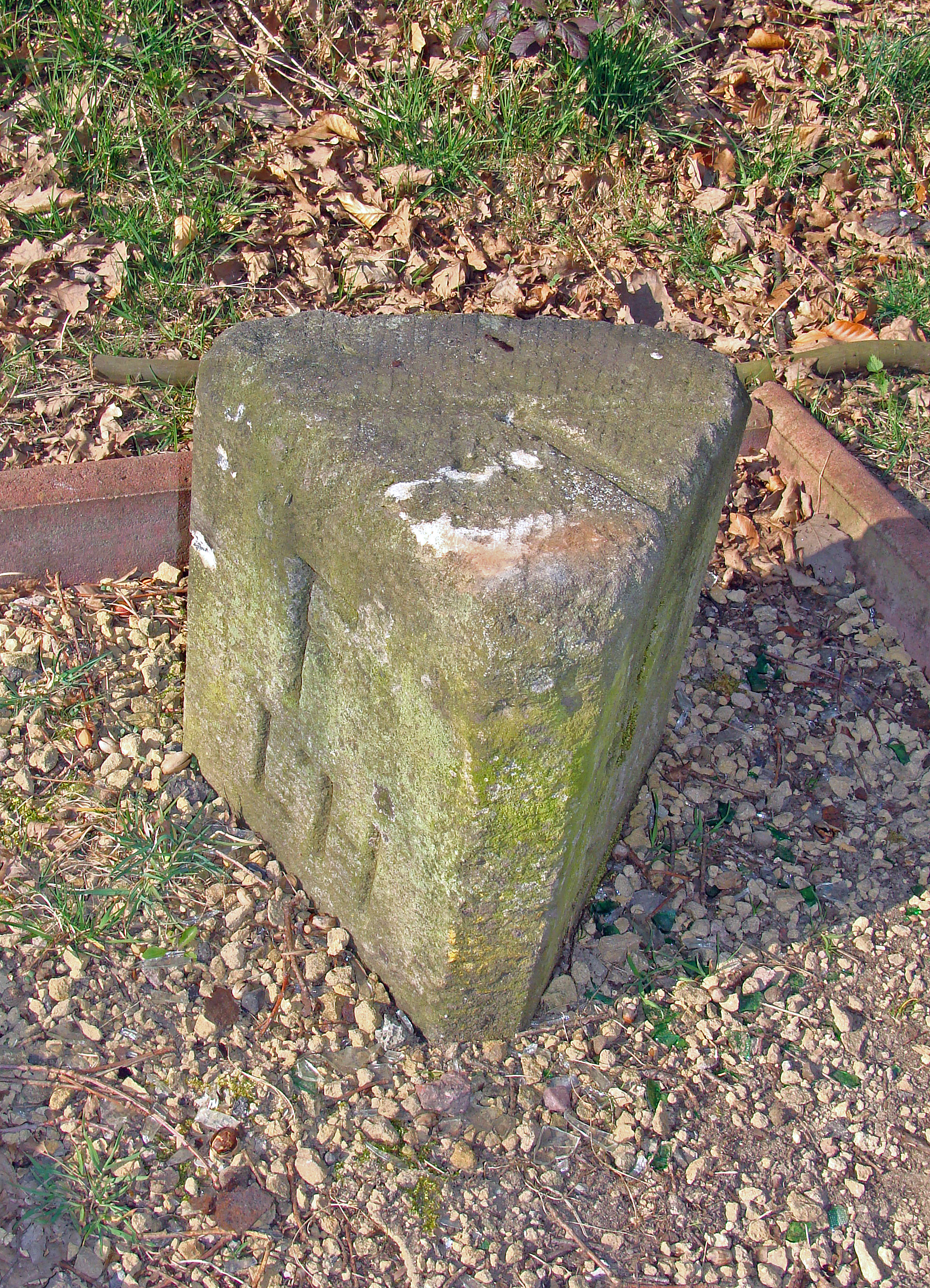
Borne frontière et intercommunale entre la France et l'Allemagne et entre les communes de L'Hôpital, Saint-Avold et Völklingen (Sarre). Borne située près de la cité La Colline.
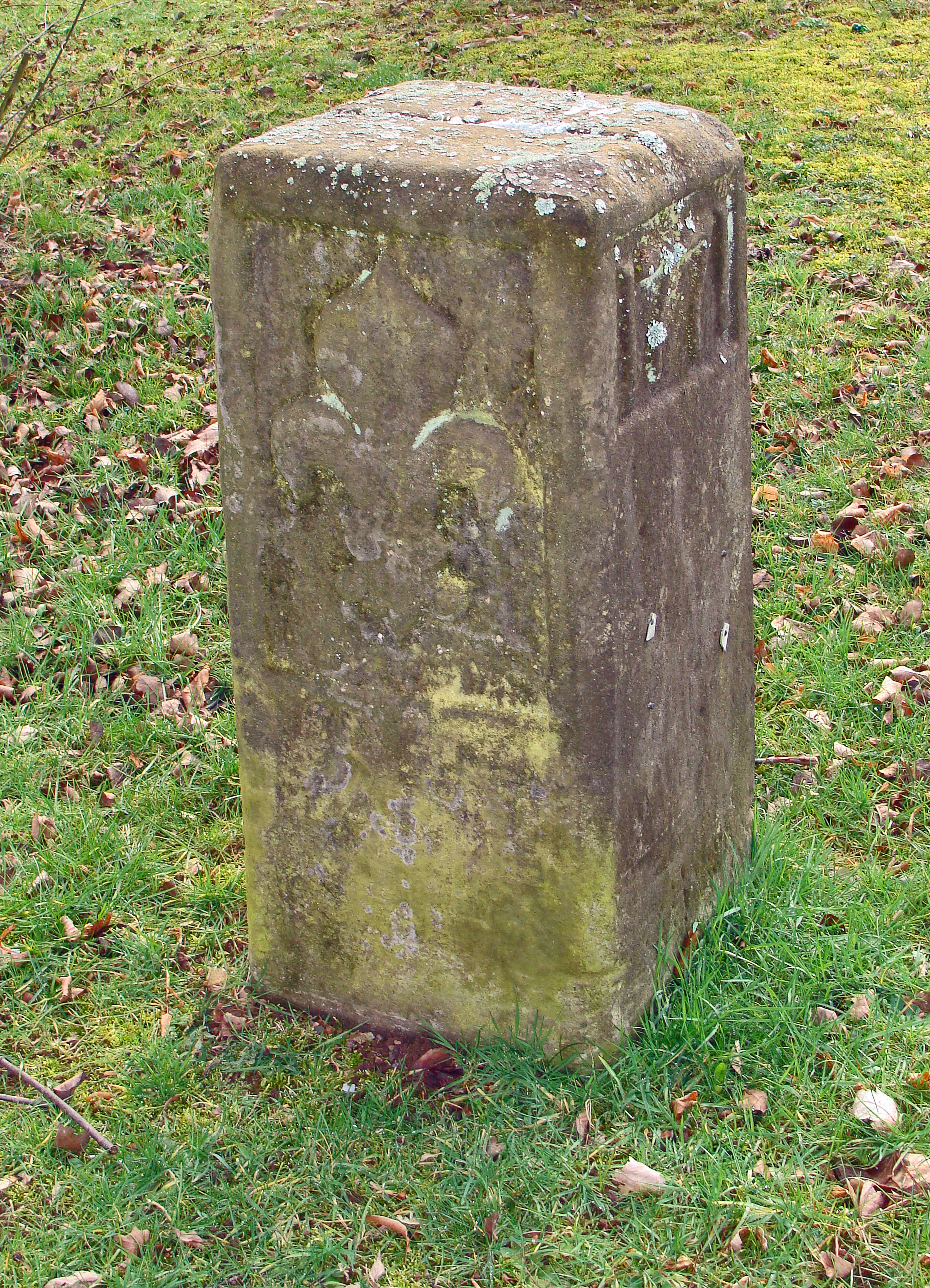
Le baron François-Marie-Claude Richard de Hautesierck (1713-1789) fit établir cette borne frontière portant fleur de lys près de la cité Bois-Richard qui porte son nom. Cette borne a été déplacée et se trouve placée près de l'église de Lauterbach (Sarre).

- le moulin de L’Hôpital, déjà mentionné en 1584 puis bien avant 1756, ne fonctionnait plus depuis 1876, rasé en 1966. Il était situé sur le ruisseau nommé Merle. Près du site de l'ancien moulin de L'Hôpital se trouve depuis août 2011 sur le ban de la commune de Saint-Avold, rue du Merle, le CAITM (Centre des archives industrielles et techniques de la Moselle). Ce centre construit autour du très important fonds des HBL (Houillères du bassin de Lorraine), présente (en 2013) 8,5 kilomètres linéaires d'archives papier (sur une période allant de 1816 à 2007), 20 000 photographies et diapositives, 4000 livres sur les industries mosellanes, environ 4500 films conservés en chambre froide, près de 80 revues et périodiques et 100 000 plans. Il est géré par le conseil général de la Moselle ;

- la maison forestière située près du moulin et du lavoir de L'Hôpital (disparue) ;
- un ancien lavoir (disparu) ;
- l'Espace Detemple, rue du Maréchal-Foch ;
- la Salle Henry, située dans l'ancien Foyer des Hommes Catholiques, un bâtiment construit en 1900 restauré.

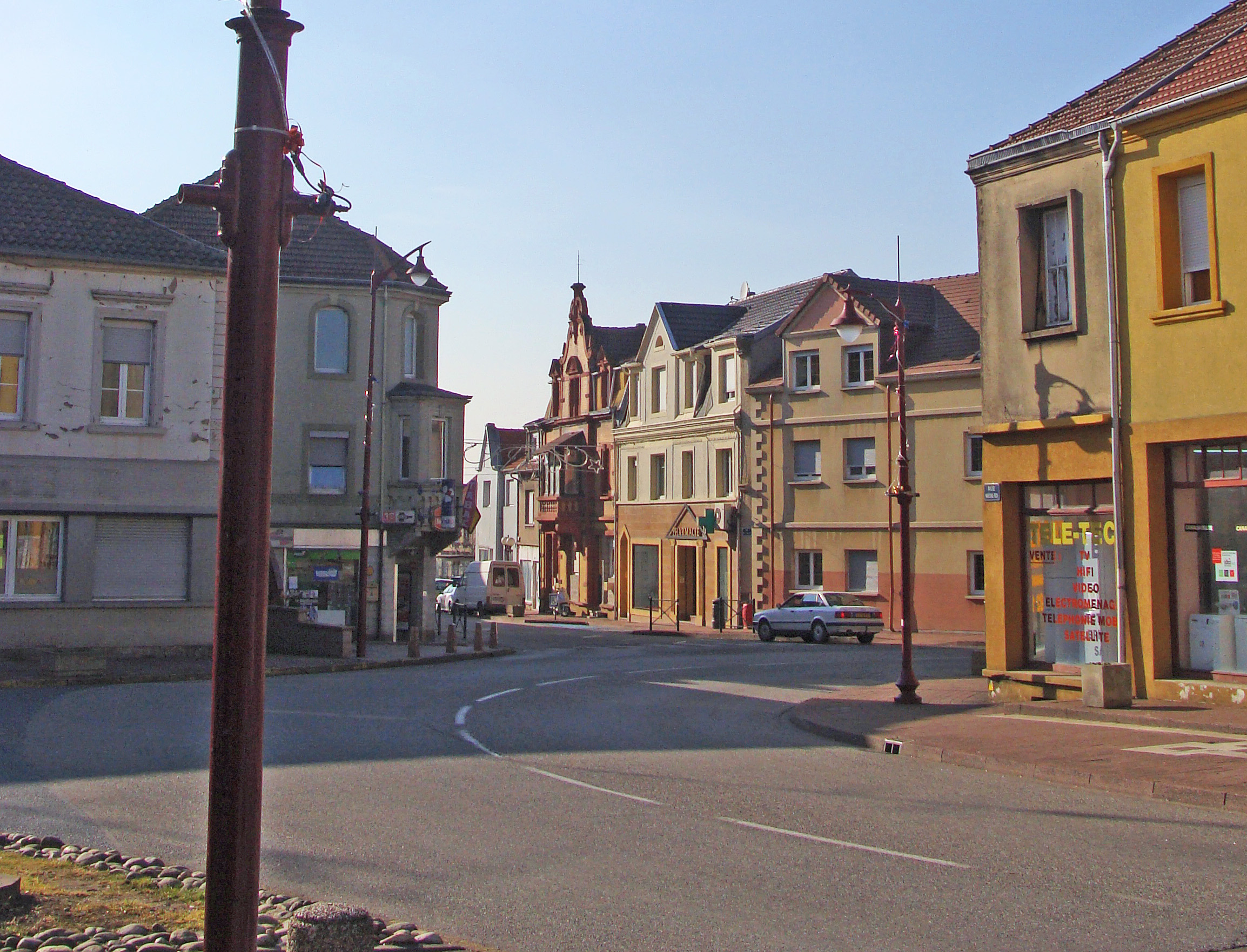
Place des Cloches, place Alexandre-Lofi.
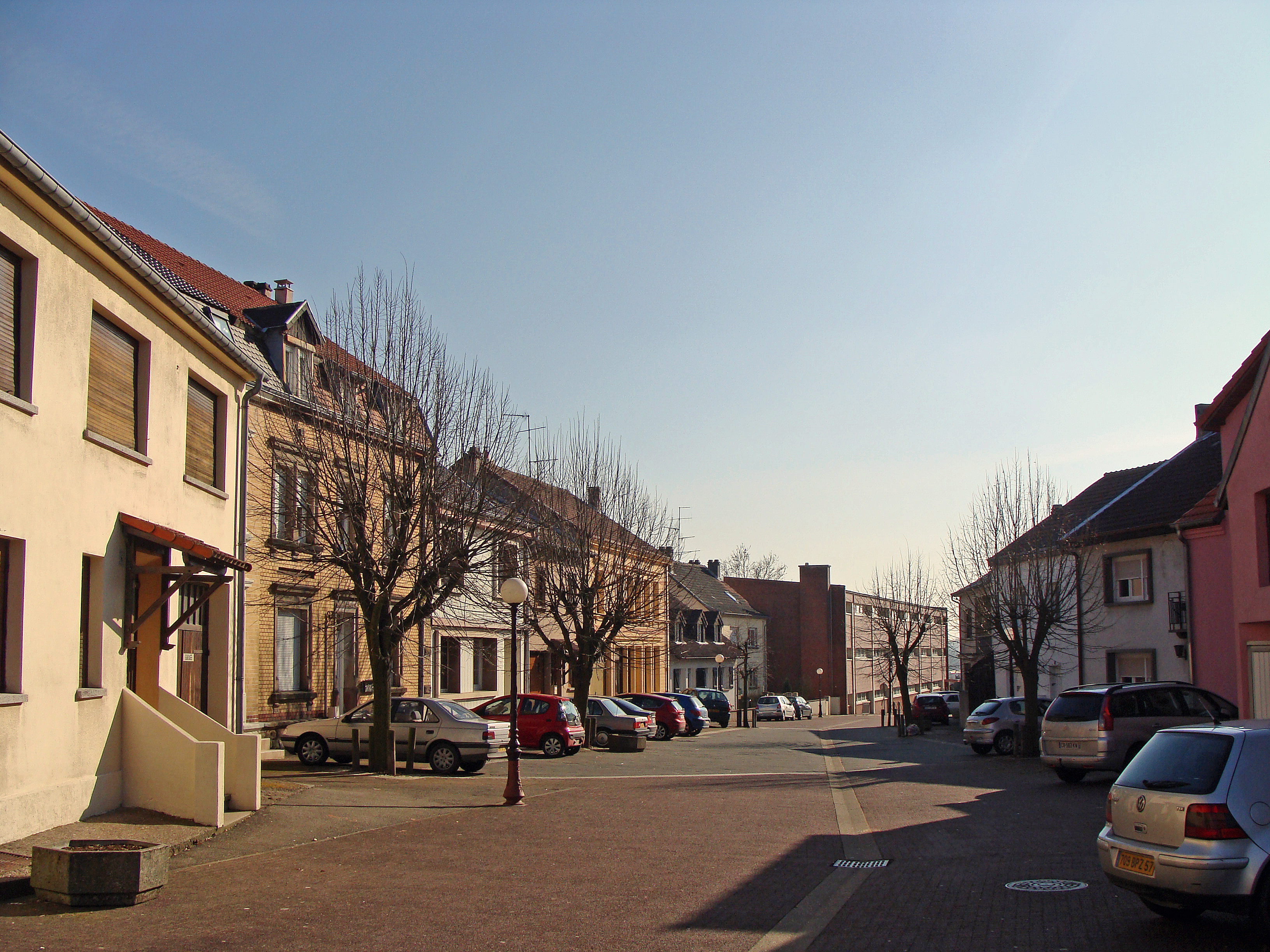
Rue de la Mairie.
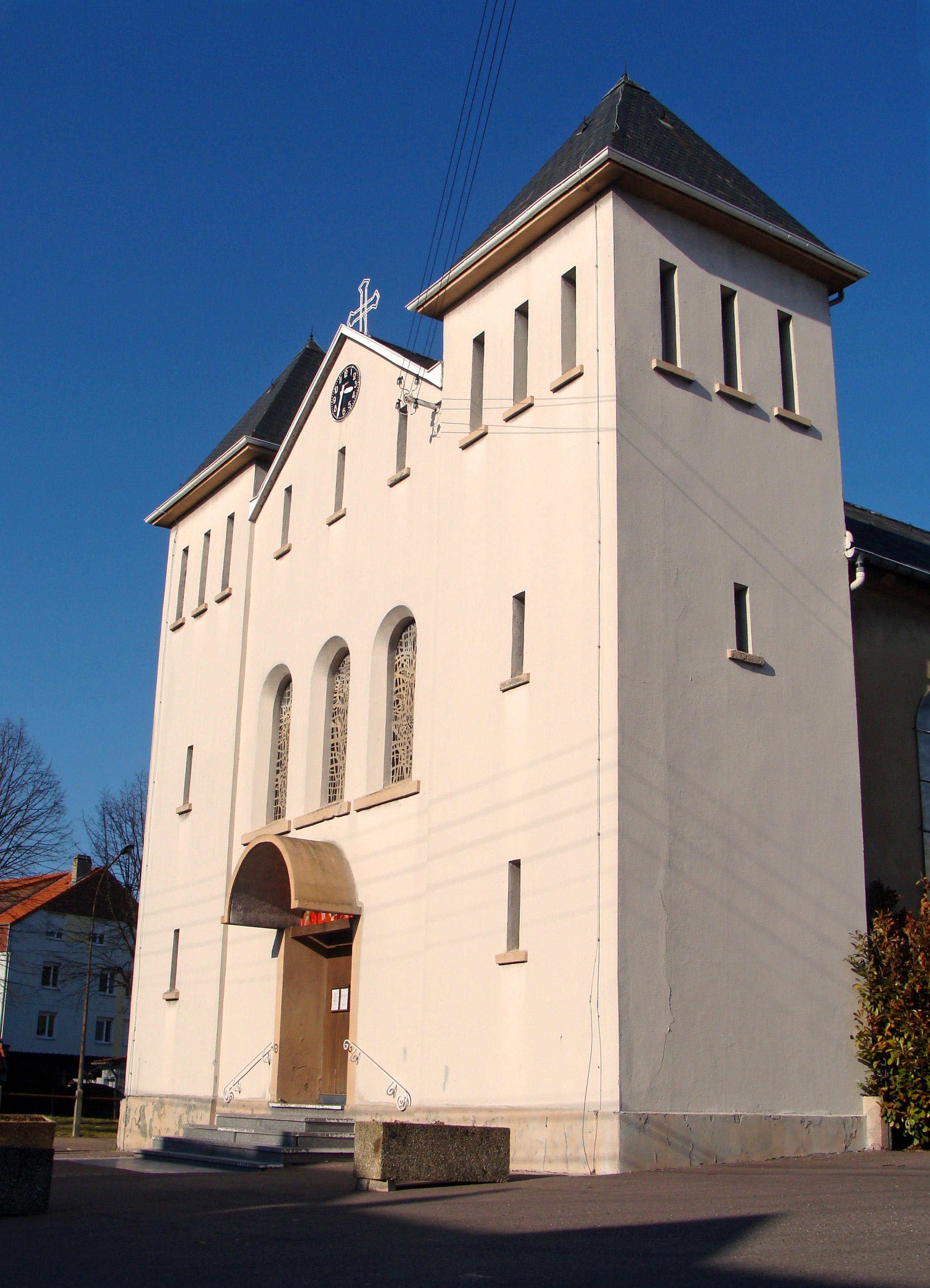
Église Sainte-Barbe de Bois-Richard.
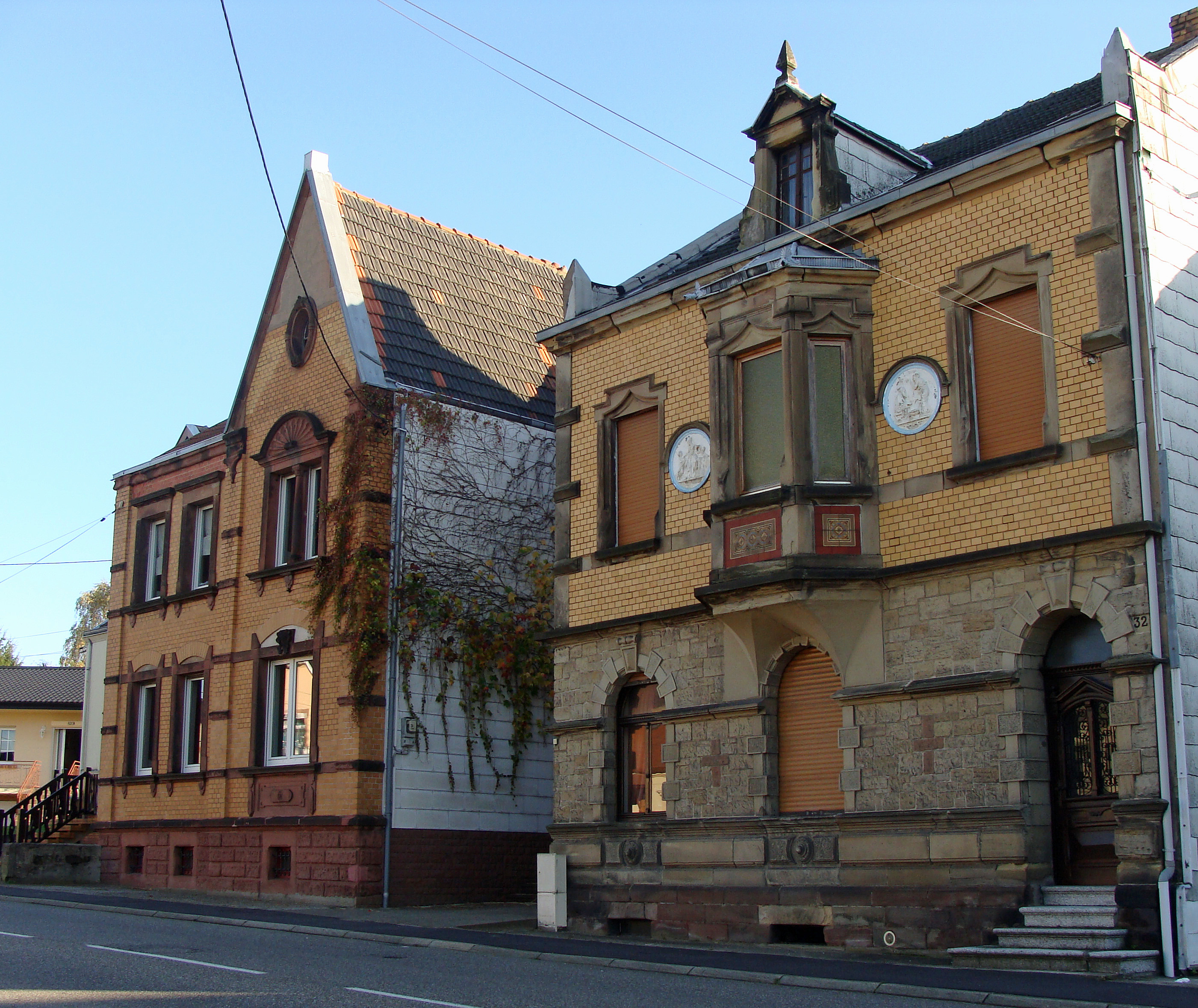
Maisons de style impérial, rue de Carling.
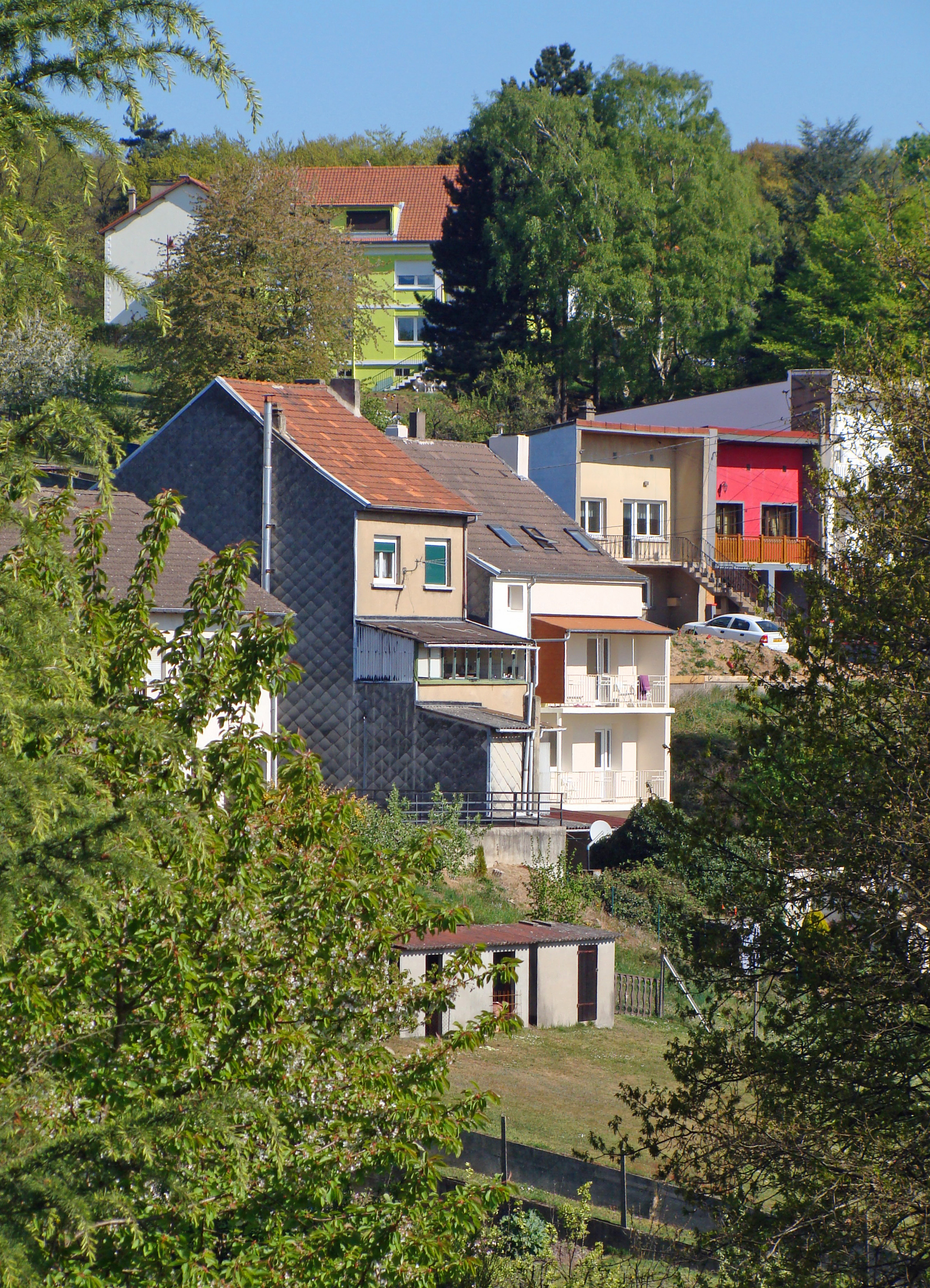
Rue de la Piscine (photographie prise de la rue du Stade).
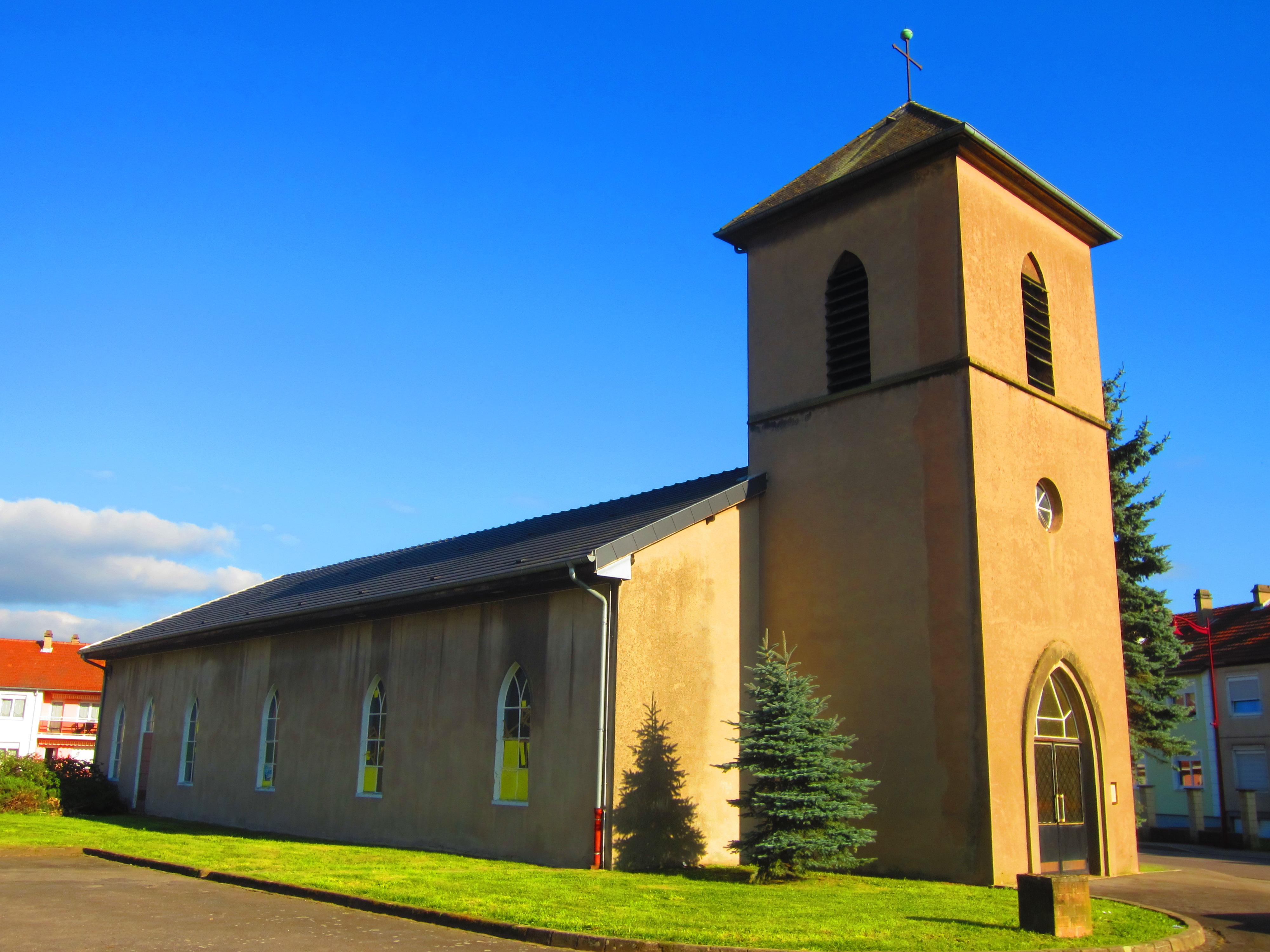
Église Sainte-Thérèse de l'Enfant Jésus de la cité Colline.
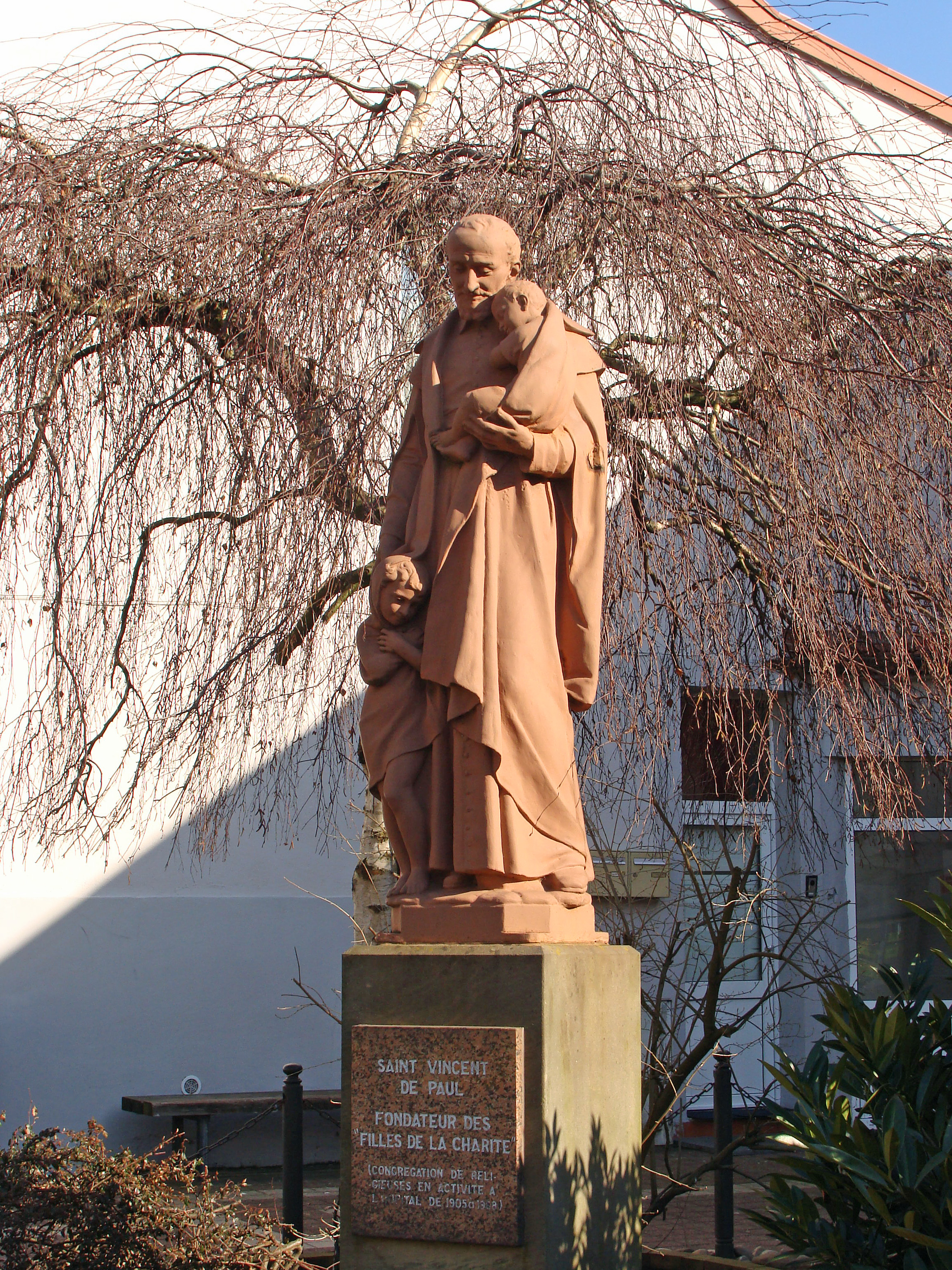
Statue de saint Vincent de Paul, place des Cloches.
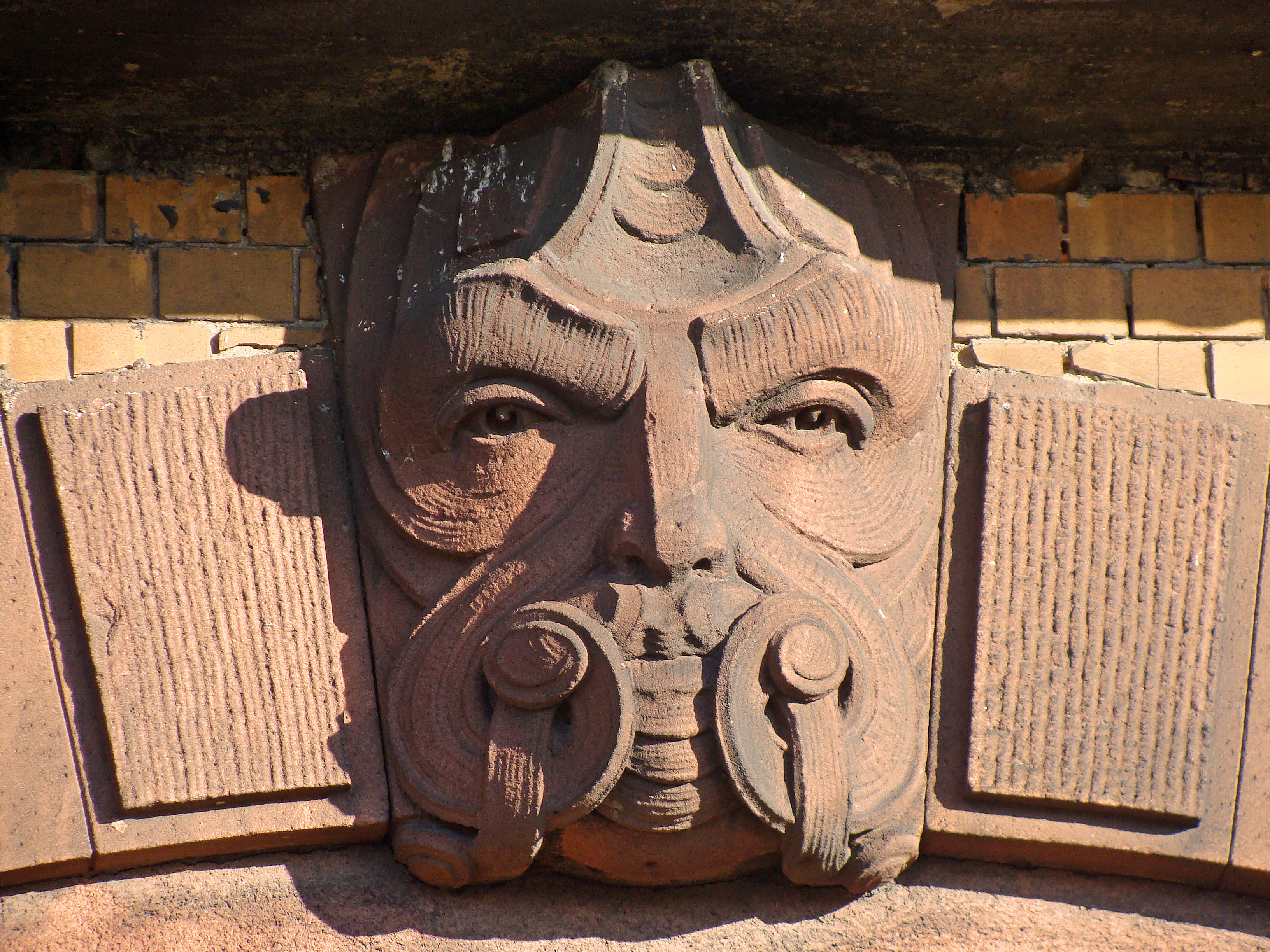
Sculpture de maison, rue du Cimetière.

#### Édifices religieux
- Église Saint-Nicolas de L'Hôpital

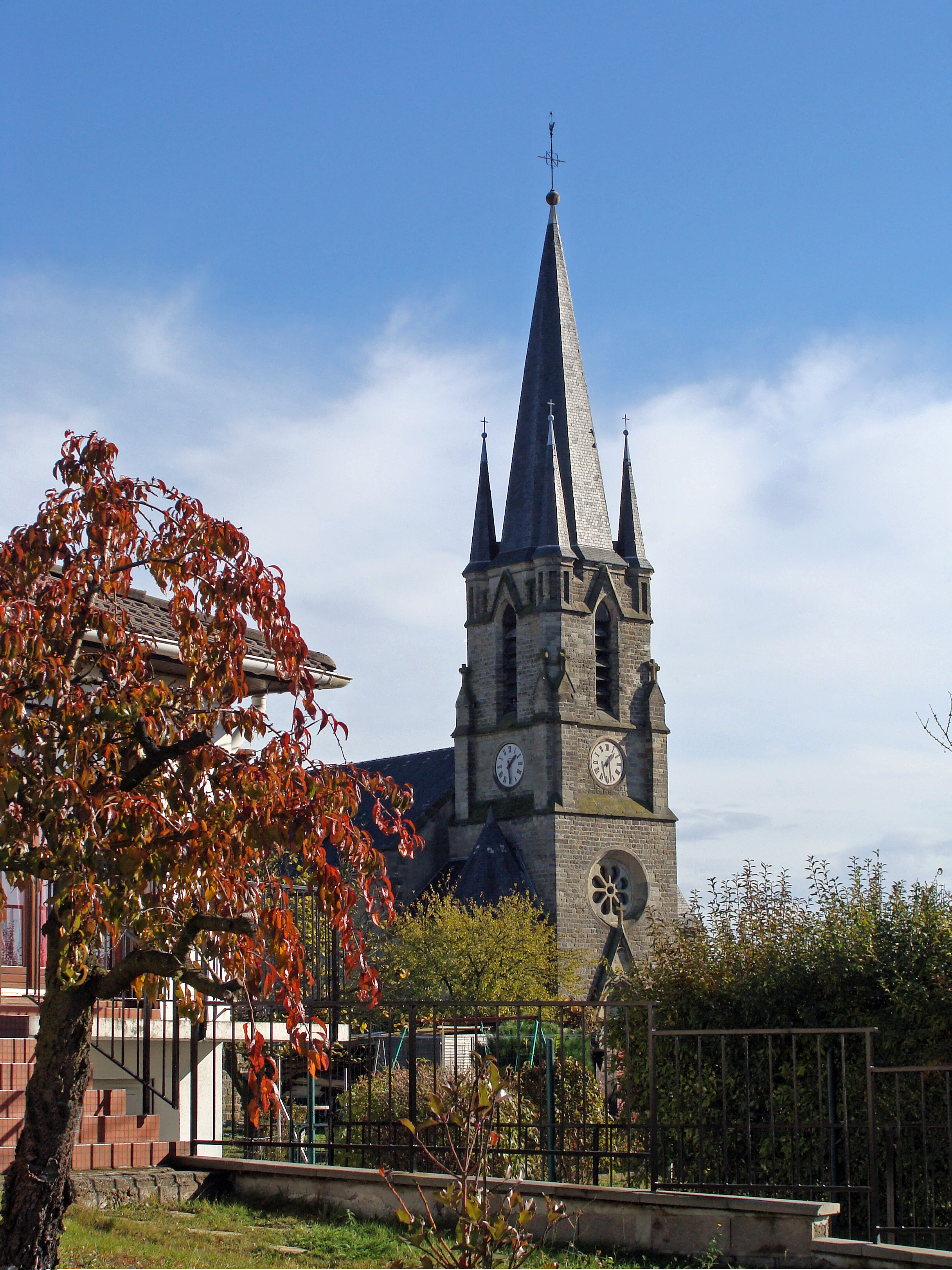
L'Hôpital - église Saint-Nicolas.

L'église Saint-Nicolas est aussi appelée église catholique Saint-Nicolas du Centre. En 1695 décède Adam Vellingen, dernier ermite de L'Hôpital. Les habitants de L'Hôpital choisissent ce vieux bâtiment qui était autrefois un hôpital et un ermitage pour le transformer en chapelle. En 1700 la chapelle est terminée, mais en 1752 elle est menacée de tomber en ruine. Une nouvelle église est reconstruite sur l'ancien emplacement en 1762 et achevée vers 1764. Elle possède un petit clocher sur le toit de la nef. Le 28 août 1767 a eu lieu la bénédiction des deux cloches Sol et Do par l'abbé Claude, curé de Marange et archiprêtre de Saint-Avold. Le 27 juin 1882 a eu lieu la bénédiction solennelle de l'église agrandie et restaurée en présence de Monsieur l'abbé Willemin, vicaire général du diocèse délégué à cet effet par Monseigneur Dupont des Loges, évêque de Metz et en présence de très nombreux prêtres et fidèles. L'église actuelle se compose d'une tour-porche de style néogothique (1882) et d'un chœur d'origine médiévale avec fresques de Robert Maillard (1951), de la nef de l’ancienne église (1762) remaniée en 1951 (plafond à caissons dorés), baptistère, chaire, vitraux, autels.
La sonnerie se compose de cinq cloches et d’un poids total de 8 065 kg (en remplacement des 4 cloches datant de 1922 dont 3 ont été "réquisitionnées" par l'occupant allemand en 1943, celle restante a été installée sur le clocher de la nouvelle église de la cité Colline. Les cloches de 1922 ont elles-mêmes remplacé celles déposées, pour les mêmes raisons, par l'empire allemand en 1917). La sonnerie actuelle comprend cinq cloches de volée coulées en présence du curé Charles Krummenacker et du député-maire Jean-Pierre Sauder le 19 janvier 1950 par la Fonderie Camille Havard (Manche) d’un poids total de 8 065 kg. Arrivée à l'atelier du Puits 2 de L'Hôpital le 4 avril 1950, la réception de la sonnerie de cloches fut faite le lundi de Pâques 10 avril 1950. Elle a été inaugurée le 16 avril 1950 par monseigneur Heintz, évêque de Metz. Elle se compose de cinq cloches : Sacré Cœur de Jésus (Do) de 2 819 kg ; Immaculée Conception (Ré) de 1 995 kg ; saint Nicolas (Mi) de 1 388 kg ; sainte Barbe (Fa) de 1 388 kg ; sainte Jeanne d'Arc (Sol) de 1 093 kg ; une sixième cloche dédiée à saint Tarcisius, martyr (Do) de 16 kg est suspendue au-dessus de la porte de la sacristie et assure le début des offices religieux.
Grandes orgues (actuellement 28 registres) de 1874 construites par Muller (facteur d’orgues à Rehlingen en Sarre), agrandies en 1882 par Krempf et Verschneider et restaurées en 1938 par Haerpfer et Ermann (facteur d’orgues à Boulay), puis en 1979 par Willy Meurer (facteur d’orgues à Rohrbach-lès-Bitche). Inauguration des grandes orgues rénovées lors de la fête du Christ Roi, le 25 novembre 1979. Choral d'ouverture joué par l'organiste Bernadette Sallerin. Concert inaugural donné par Norbert Pétry accompagné des chorales de L'Hôpital et d'Überherrn.
Des fouilles entreprises dans l'église lors de l'installation du chauffage central dans les années 1950, ont permis de révéler l'existence d'inhumations faites à l'intérieur de l'église, probablement aux XVIe, XVIIe et XVIIIe siècles. De nombreux ossements furent trouvés par Monsieur le curé Krummenacker. En 2007 une très belle restauration intérieure a été réalisée, les colonnettes en marbre qui séparaient la nef du chœur ont été déposées pour se mettre en conformité avec la nouvelle liturgie impulsée par le IIe concile œcuménique du Vatican ;
- église luthérienne de la Confession d'Augsbourg d'Alsace et de Lorraine, rue de Carling, inaugurée le 24/12/1919, architecte Herman (de Berlin), construite en style des Märkischenkirchen (églises du pays du Brandebourg), orgue personnel du pasteur Albert Schweitzer (inauguration de l'orgue restauré le 6 mars 1994 en présence de nombreuses personnalités dont le professeur François Isch (1918-2004), ancien doyen de la Faculté de Médecine de Strasbourg de 1969 à 1976 et président de l'Association française des Amis d'Albert Schweitzer, ainsi que du pasteur Albert Frey (1924-2012) filleul d'Albert Schweitzer). Le 22 septembre 2013, achèvement des travaux de l'église (réfection du chœur, remplacement de l'installation électrique, peinture intérieure complète de l'église) ; le presbytère protestant construit dans le même style est situé rue de la Croix et a été restauré en 2013 ;
- église catholique Sainte-Thérèse-de-l'Enfant-Jésus de la cité Colline. Elle a été construite en 1950 et se présente comme un ensemble formé d'une tour-porche, d'une nef et du chœur. Elle est bénie le 16 avril 1950 par Monseigneur Schmitt, vicaire général de l'Évêché et affectée la même année d'un prêtre résident. Ancienne cloche de 1922 provenant de l'église Saint-Nicolas. Toit rénové en 2010 ;
- église catholique Sainte-Barbe de la cité Bois-Richard, construite en 1913, centre d’une paroisse depuis 1952 L'église se trouve rue Courte à Bois-Richard. Elle a été construite sous le ministère de l'abbé Bour, à la demande de Monseigneur l'Évêque de Metz. Les travaux débutent au printemps 1913 et elle est bénie et consacrée à sainte Barbe, le 16 novembre 1913. Dès 1935, un prêtre résident y est rattaché. Le 20 août 1922, les trois cloches (La, Si et Do) sont consacrées. Déposées les 22 et 23 octobre 1943 par l'occupant elles sont envoyées à la fonte. Après la Seconde Guerre mondiale, les cloches La et Si sont remplacées grâce aux dons des habitants de la paroisse en juillet 1948. Leur bénédiction a lieu le 18 juillet 1948. En 1972, l'artiste Arthur Schouler de Saint-Avold a réalisé trois vitraux (deux situés dans la façade avant de l'église sous le clocher, un dans le chœur, à gauche). En 1973, sous l'impulsion de l'abbé Streiff affecté à la paroisse depuis 1971, l'église acquiert par différents travaux son cachet actuel. En 1987, la conception des thèmes des vitraux figuratifs de la nef est confiée à l'artiste Jean-Marie Walaster (le thème en est le cantique des Hébreux jetés dans une fournaise ardente pour avoir refusé d'adorer des idoles et préservés des flammes par le Seigneur). Les dix vitraux de la nef ont été réalisés par l'Atelier 54 de Saint-Nicolas-de-Port. L'artiste a réalisé lui-même les deux vitraux remarquables se trouvant de part et d'autre de la partie de la nef qui jouxte la tribune de la chorale. Le maître-autel où ont été déposées les reliques des martyrs saint Florent, saint Valentin et saint Fidèle fut consacré le 7 octobre 1973. L'orgue a été acheté la même année. Le 17 novembre 2013, l'église de Bois-Richard fête son centenaire[réf. nécessaire] ;
- ancien presbytère XVIIe et XVIIIe siècles, situé 40 rue de Saint-Avold ;
- presbytère catholique, rue du Presbytère ;
- vestiges de l'ancien foyer catholique rue de l'église. Construit vers 1900 par le curé Lœvenbruck sous le nom de Katholische Männervereinshaus (Foyer des Hommes Catholiques) ;
- la maison des Sœurs (ancienne Maison d'Œuvres pour les Femmes et les Jeunes Filles gérée par la congrégation des sœurs de Saint-Vincent-de-Paul) comprenait deux bâtiments construits en 1904 près de l'ancien foyer catholique. En 1968 les sœurs quittent L'Hôpital, la maison des sœurs est vendue et l'un des bâtiments est presque entièrement arasé en 1971 pour faire place à un supermarché. Les second bâtiment resté sans entretien est démoli en juin 1991 ;
- statue de saint Vincent de Paul installée en 1905 à l’emplacement de la Maison des Sœurs et de l’hospice des Filles de la Charité de Saint Vincent de Paul (bâtiments détruits en juin 1991) et transférée en 1992 place des Cloches ;
- chapelle orthodoxe (disparue) de la cité Bois-Richard, paroisse fondée le 16 janvier 1966 et transférée à Valmont en 1967. La chapelle était un bâtiment provisoire plus ancien démoli après 1967. Peu après la Seconde Guerre mondiale, le roi Pierre II de Yougoslavie (1923-1970) vint s'y recueillir lors de son séjour à L'Hôpital ;
- Salle du Royaume de l'Association Locale pour le Culte des Témoins de Jéhovah, rue du Moulin ;
- chapelle de l'église néo-apostolique à l'abandon, rue de la Paix (située sur le ban de la commune de Carling) ;
- au cimetière, tombe des religieuses des Filles de la Charité de Saint-Vincent de Paul et tombe avec croix monumentale en granit (qui remplace l'ancienne Croix des Missions) des anciens prêtres et desservants de la paroisse catholique ;
- quelques tombes anciennes avec statues et sculptures au cimetière de la ville ;
- calvaire du XVIIIe siècle (patrimoine classé) remplaçant un calvaire plus ancien du XVe avec inscriptions votives diverses, représentant trois personnages (Marie, sainte Marie-Madeleine et saint Jean) au pied de la croix, reconstruit en 1859 et rénové en 1875 et déplacé plus tard de la rue du Maréchal-Foch, puis en 2012 de la place du Marché à son emplacement actuel rue de la Gare. Il a été complètement restauré et mis en valeur en 2012 ;
- ancien calvaire autrefois situé au début de la rue de Carling et déplacé place de Nassau / rue de l'Église, en face de l'ancien Terminus ;
- calvaire situé près de l’église protestante, à l’intersection de la rue de Carling et de la rue Sœur-Marie-Bourg ;
- calvaire (détruit accidentellement vers 1970) situé rue de Carling au lieu-dit Ziegelstücker ;
- la plaque commémorative apposée sur la façade de la maison natale de la sœur Marie Bourg, rue Sœur-Marie-Bourg (figure de la Résistance française lors de la Seconde Guerre mondiale, Légion d'honneur) a été déposée par le propriétaire actuel de la maison (restaurée) ;

#### Le Sentier des Huguenots

Croix huguenote.

Ce sentier de randonnée reprend le chemin que devaient suivre de 1685 à 1787 les Huguenots en provenance de Courcelles-Chaussy pour se rendre au temple de Ludweiler en Sarre pour suivre le culte réformé et recevoir le baptême lors des persécutions religieuses touchant les protestants. Beaucoup de Huguenots français avaient alors trouvé refuge en Sarre et notamment à Ludweiler, village protestant fondé en 1604 par des calvinistes lorrains. L'exercice du culte réformé était alors après la révocation de l'Édit de Nantes, interdit en France. La « marche des Huguenots » a été inaugurée le 19 juin 1994 par les Mosellans et les Sarrois. Elle s’étale sur 48 km et traverse une région légèrement vallonnée au nord-est de la Moselle. Le balisage est représenté par des croix huguenotes bleues sur fond blanc en plus de panneaux d’informations installés à tous les carrefours importants : Courcelles-Chaussy, Boucheporn, Kleindal, Ambach, dans la forêt proche de Carling, à Creutzwald, à la frontière franco-allemande et à l'étang du Warndtweiher (en Sarre) proche de Lauterbach.
L'itinéraire débute à Courcelles-Chaussy et prend fin à l'église évangélique de Ludweiler. Une variante intègre une halte à l'église luthérienne de la Confession d'Augsbourg d'Alsace et de Lorraine située rue de Carling à L'Hôpital.
Sur le perron en grès de l'église évangélique de Ludweiler sont gravées l'inscription « Résistez » (en français) ainsi que la croix huguenote. Une « marche des Huguenots » a traditionnellement lieu durant le mois de septembre au départ de la place de Condé à Creutzwald, en direction de Lauterbach.
Le sentier des Huguenots fait partie du circuit culturel de la grande région Sarre-Lorraine-Luxembourg.

#### Les mines de L'Hôpital

##### Aspect historique

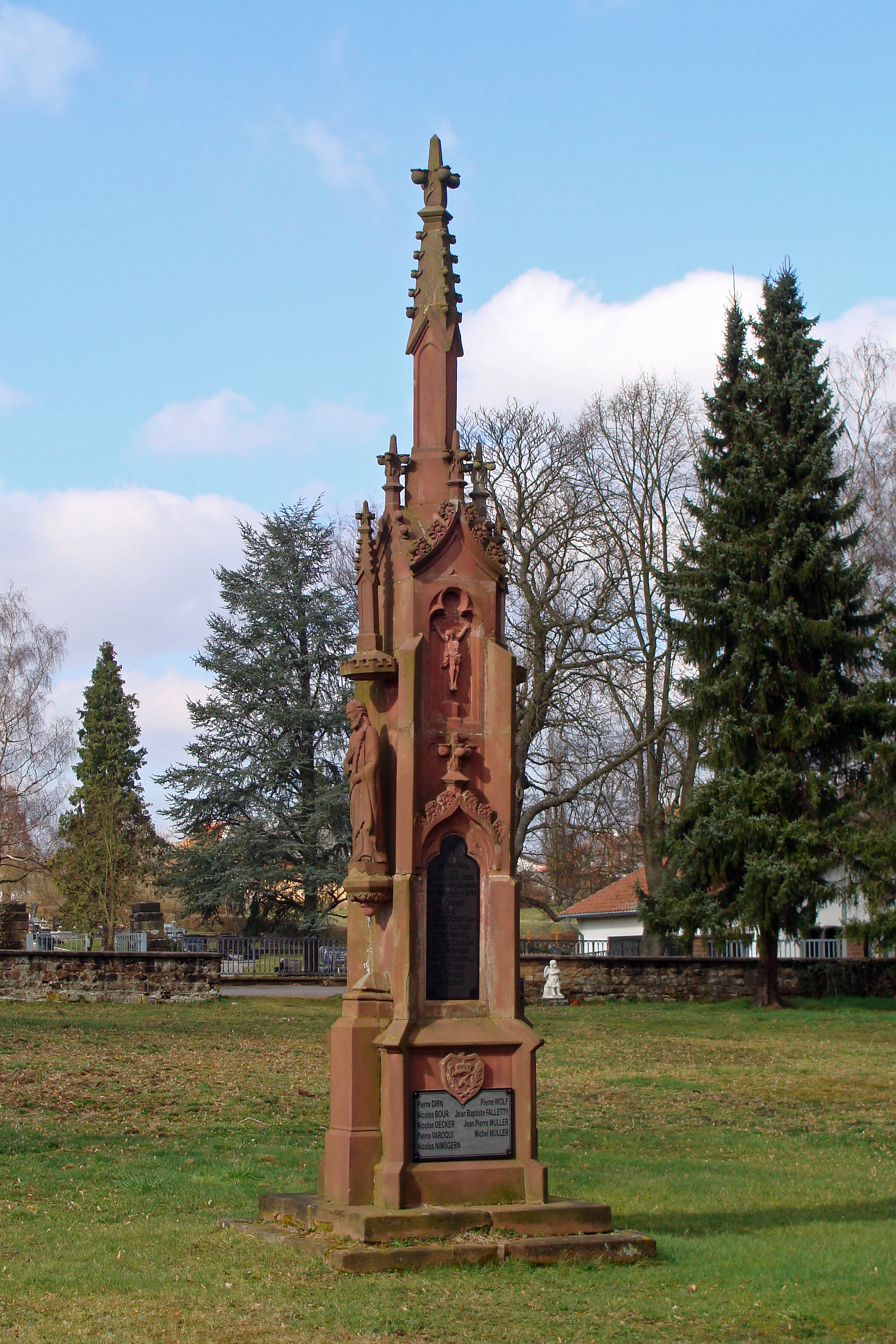
Monument érigé à Lauterbach en mémoire de la catastrophe minière de L'Hôpital (5 juillet 1876).

En 1816 on commença les premières prospections relatives à l'exploitation du charbon près de Forbach jusqu'au premier de tous les puits appelé Saint-Max (ou puits 8) et qui fut foncé à Carling dès 1853. La concession de Carling fut accordée à Maximilien Pougnet et les premiers blocs de houille furent extraits en 1860. Parallèlement on poursuivait la recherche de charbon sur la concession des houillères de L'Hôpital qui s'étendait sur les communes de L'Hôpital, Saint-Avold, Macheren, Petit-Ebersviller, Hombourg et Freyming. Elle fut accordée le 20 juillet 1857 aux frères Pereire (Messieurs Émile (1800-1875) et Isaac Pereire (1806-1880)) et à Monsieur Stéphane Mony (1800-1884). La concession de L'Hôpital couvrait en 1857 une superficie de 2 800 hectares. En 1859], ils créèrent la Société Houillère de Saint-Avold et L'Hôpital. Les travaux le fonçage des puits 1 et 2 de L'Hôpital démarent en 1862 en faisant appel au tout nouveau procédé Kind-Chaudron, une méthode de fonçage qui utilise un cuvelage en fonte et de pose de joints en mousse permettant d'isoler les travaux d'exploitation de la nappe phréatique. Le charbon est rencontré à 230 m de profondeur et les premiers chantiers démarrent au puits 1 à l'étage 317 et à l'étage 359 du puits 2 dans un gisement difficile et faillé.
La loi française ne permettait pas le regroupement de diverses concessions et la concession de L'Hôpital était exploitée séparément de celle de Carling jusqu'en 1873. Le regroupement sera rendue possible par l'Annexion de l'Alsace-Lorraine à l'Allemagne car les lois de l'Empire allemand le permettaient. Dès le 22 avril 1873 les exploitations de L'Hôpital fusionnent avec celles de la Compagnie Sarre-et-Moselle (Saar-und-Mosel) qui entreprendra en 1874, le fonçage du puits 3 puis du puits 4 (ou 3 bis) situé à 35 m. Comme les précédents, ils sont malheureusement implantés au milieu d'un gisement profondément faillé et les difficultés d'exploitation sont aggravées par des venues d'eau et du grisou. Le charbon extrait par le puits 3 est acheminé par une voie ferrée privée jusqu'au lavoir du puits 2. L'Hôpital possède alors trois gares en activité. La concession s'étendait alors sur 15 269 hectares.
Le 5 juillet 1876 se produit une importante catastrophe minière à L'Hôpital. Une explosion tue 35 mineurs sur le coup. 42 mineurs décèderont dont 26 mineurs originaires de Lauterbach (en Sarre). Il y aura en plus près de 50 blessés. En l'absence d'établissement médical, les soins furent prodigués par le Docteur Gille médecin de la mine et par les médecins militaires Weber et Spiess de Forbach, assistés d'un médecin de Völklingen. Un monument commémoratif est élevé près de l'église de Lauterbach.
En 1879, le puits 4 (ou 3 bis) est abandonné à la suite de l'arrivée massive d'eau à la profondeur de 180 m, les travaux de pompage ayant échoué.
Le 2 mai 1888, débutent les premiers travaux de fonçage du puits 6 toujours par le procédé Kind-Chaudron et en 1893 les 400 m de profondeur sont atteints. Les travaux de fonçage dureront jusqu'à mars 1898. Le puits 6 était aussi appelé puits Henriette, car implanté sur la forêt du même nom (portant le nom de Henriette de Lorraine (1605-1660), princesse de Saint-Avold). La production cumulée des puits 2 et 3 de L'Hôpital en 1888 est de plus 118 000 tonnes. Les chantiers se développent. Pour en améliorer l'aérage, l'exploitant utilise le puits Saint-Max (puits 8) de Carling abandonné depuis 1875 comme entrée d'air. Une galerie principale de liaison est creusée depuis l'étage 490 en direction du puits de Carling. Ce dernier est dénoyé, réinstallé et ravalé jusqu'à l'étage 500. Mise en difficulté, la société des mines de Sarre-et-Moselle cède ses participations en 1900 à un groupe allemand dont les actionnaires sont la Dresdner Bank, Hugo Stinnes et Auguste Thyssen. La nouvelle compagnie Saar-und-Mosel Bergwerksgesellschaft A.G. place à sa tête un dirigeant audacieux en la personne de M. Flaque.
En 1902, la tour en bois du puits 6 fut remplacée par un chevalement métallique.
En 1907 l'exploitation connait une grande irruption d'eau à l'étage 137 m qui ne peut être résolue que par la pose d'un corset d'étanchéité.
Le 15 mars 1907 à l'étage 400 du puits Vuillemin de Petite-Rosselle une explosion de grisou fait 84 morts (40 mineurs Lorrains et 44 mineurs Sarrois) ce qui entraîne une vigilance particulière relative à la sécurité et à l'aération des puits. En 1910, les travaux s'achèvent, l'air descend par le puits Max et remonte par les puits 3 et 6. Les conditions de travail et la production s'améliorent. La Cokerie du puits 6 est installée en 1910 sur une partie du carreau.

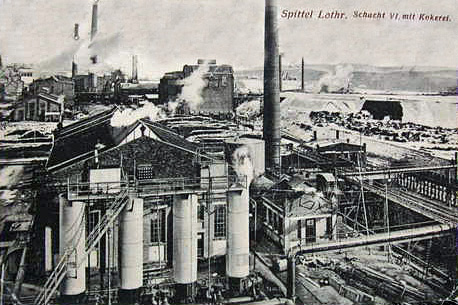
L'Hôpital - Puits 6 et cokerie avant 1914.

En mai 1914, une nouvelle irruption d'eau, bien plus importante que celle de 1907, endommage le cuvelage du puits 6 de L'Hôpital et conduit à l'arrêt de l'extraction. Malgré le remplacement du cuvelage, le puits n'est pas remis en service. En 1920 on coule un bouchon de béton. Des serrements sont effectués aux étages 400 et 490. Le puits Max (aussi appelé puits 8) de Carling est également arrêté définitivement en 1918 par la même occasion.
Depuis 1903, l'entrée d'air du puits de Sainte-Fontaine se faisait par le puits 2 de L'Hôpital qui assurait également l'extraction du charbon. Dans la galerie de liaison, un dispositif de câble sans fin permettait de tracter les berlines entre les chantiers d'exploitation et la recette du puits 2. Le retour d'air se faisait par le puits 4 de Merlebach. Dans cette configuration, les conditions d'exploitation restaient précaires. Pour les améliorer on commence en 1908 le fonçage du Puits Waldemar Müller ou Puits de Sainte-Fontaine par congélation. En 1918, les travaux des puits 3 et6 de L'Hôpital ainsi que le puits 8 de Carling sont noyés. Seul le puits 2 est maintenu ouvert mais sans production afin de permettre l'exploitation du siège de Sainte Fontaine. Le lavoir du puits 6, mis en sommeil, après l'arrêt de l'extraction est réutilisé en 1918 pour traiter les charbons du puits de Sainte-Fontaine.
Lorsque survient l'armistice, l'unité de la Lorraine est rétablie, les mines sont mises sous séquestre et les mineurs allemands sont expulsés. Par jugement du tribunal de Sarreguemines du 31 janvier 1920 et par acte de vente du 17 juillet 1920, la partie Sud de l'ancienne concession allemande est cédée à l'État français qui l'amodie par contrat à la société appelée Houillère de Sarre-et-Moselle (fondée le 12 décembre 1919). La nouvelle concession de Sarre-et-Moselle englobera les anciennes concessions de L'Hôpital, Carling, Hochwald, Boucheporn et la Forêt.
Le 2 janvier 1919 a lieu à Sainte-Fontaine une terrible catastrophe minière à la suite d'une explosion de grisou. L'on déplore 31 victimes (les actes précisent: 29 de religion catholique et deux de confession protestante). Quatorze mineurs étaient des Spitellois. L'une des plus jeunes victimes de la catastrophe était Nicolas Pennerath de L'Hôpital, né le 13/01/1899. Il décède à la veille de ses 20 ans.
En 1923 il y eut une importante grève des mineurs de Sainte-Fontaine qui dura 6 semaines. Les chevaux de l'immense écurie souterraine d'une centaine de chevaux furent conduits pour un temps à la caserne de Saint-Avold. À la suite de cette grève très dure les ouvriers sarrois qui travaillaient dans l'exploitation furent licenciés et n'eurent droit qu'à 30 kg de bagages en étant raccompagnés à la frontière.
Pendant la Seconde Guerre mondiale les mineurs en activité sont transférés dans le Nord ou vers les mines de Saint-Étienne. Dans les mines de Saint-Étienne les conditions de travail sont épouvantables : le 18 octobre 1939 un coup de grisou fait 39 morts. Les morts seront alignés dans la salle de douche faute de place.
Le puits 1 servira de puits d'aérage pour le puits 2. Profond de 522,50 m, il est définitivement fermé en 1971. Profond de 615,80 m le puits 2 est remblayé en 1971. Le carreau du siège des puits 1 & 2 est reconverti actuellement en centre de formation. La plate-forme du puits 6 et les ateliers seront définitivement fermés en 1991.

##### Caractéristiques techniques
- Puits 1 ou Puits Neuf

Date de début du fonçage : 1862
Profondeur : 522,50 m

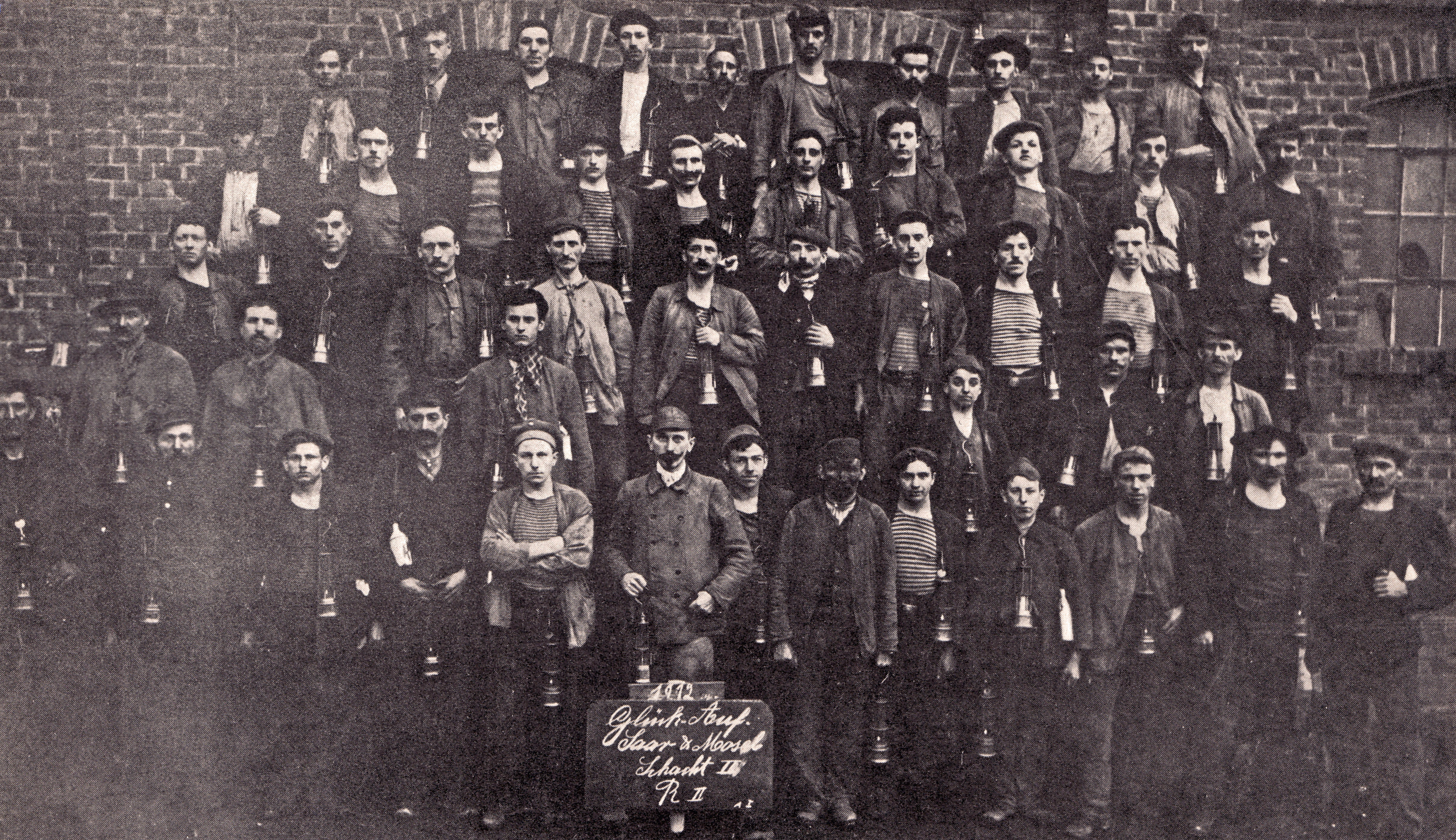
Mineurs du Puits 2 en 1912.

Servait de puits d'aérage au Puits 2. Fermé définitivement en 1971.
- Puits 2

Date de début du fonçage : 1862.
Profondeur : 615,80 m.
Diamètre : 3,00 m à 5,00 m
Extraction de charbon arrêtée en 1918. Puits fermé en 1971.
- Puits 3

Date de début du fonçage : 1874
Profondeur : 419,60 m
Diamètre : 2,19 m à 2,60 m

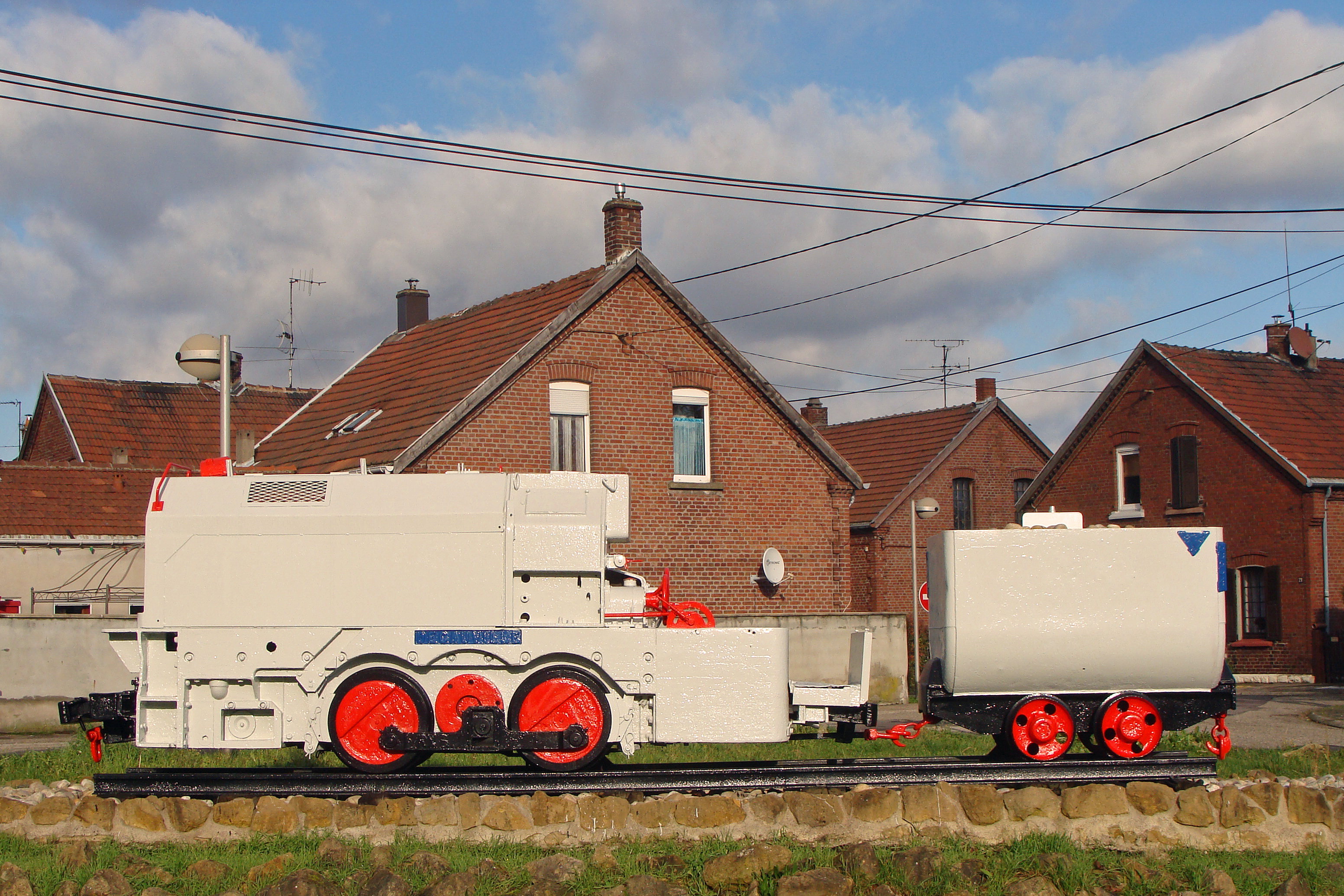
Locomotive de la mine, place du Puits 3.

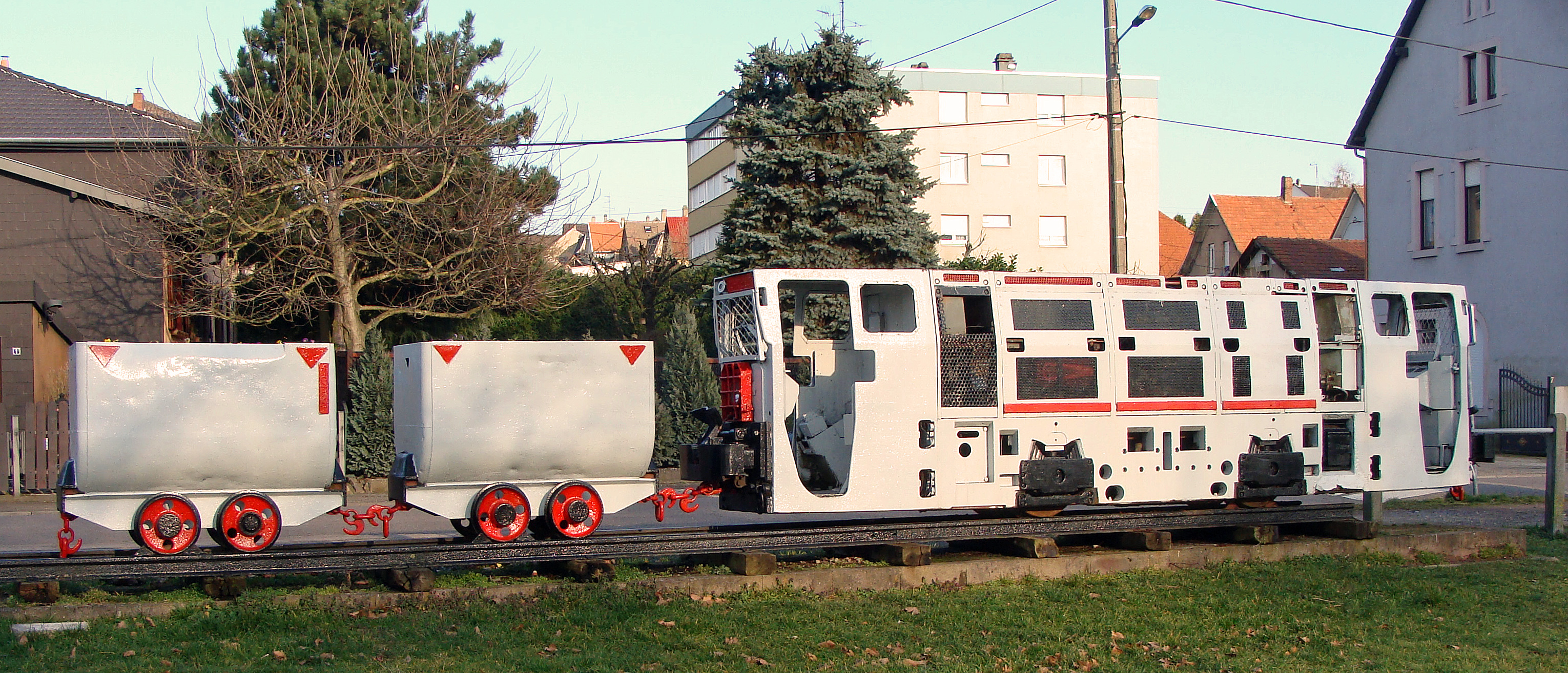
Train d'exploitation de la mine, cité Bois-Richard.

Chevalement démonté en 1914. Puits remblayé en 1979.
- Puits 4 ou Puits 3bis (situé à 35 m du Puits 3)

Date de fonçage : 1874
Profondeur : 180 m
Abandonné en 1879 en raison de très importantes venues d'eau.
- Puits 6 ou Puits Henriette

Date du fonçage : du 2 mai 1888 à mars 1898
Profondeur : 716 m
Diamètre : 3,30 m à 3,65 m
Abandonné par suite de venues d'eau en 1914. En septembre 1924, sa cheminée haute de 50 m est arrachée. Noyé et fermé définitivement en 1991.
- Puits 7

Date du fonçage : 1874
Profondeur : 182,00 m
Diamètre : 3,65 m
Arrêté à la suite de fortes venues d'eau en 1879. Les travaux reprennent en 1911 pour être définitivement interrompus en 1912.

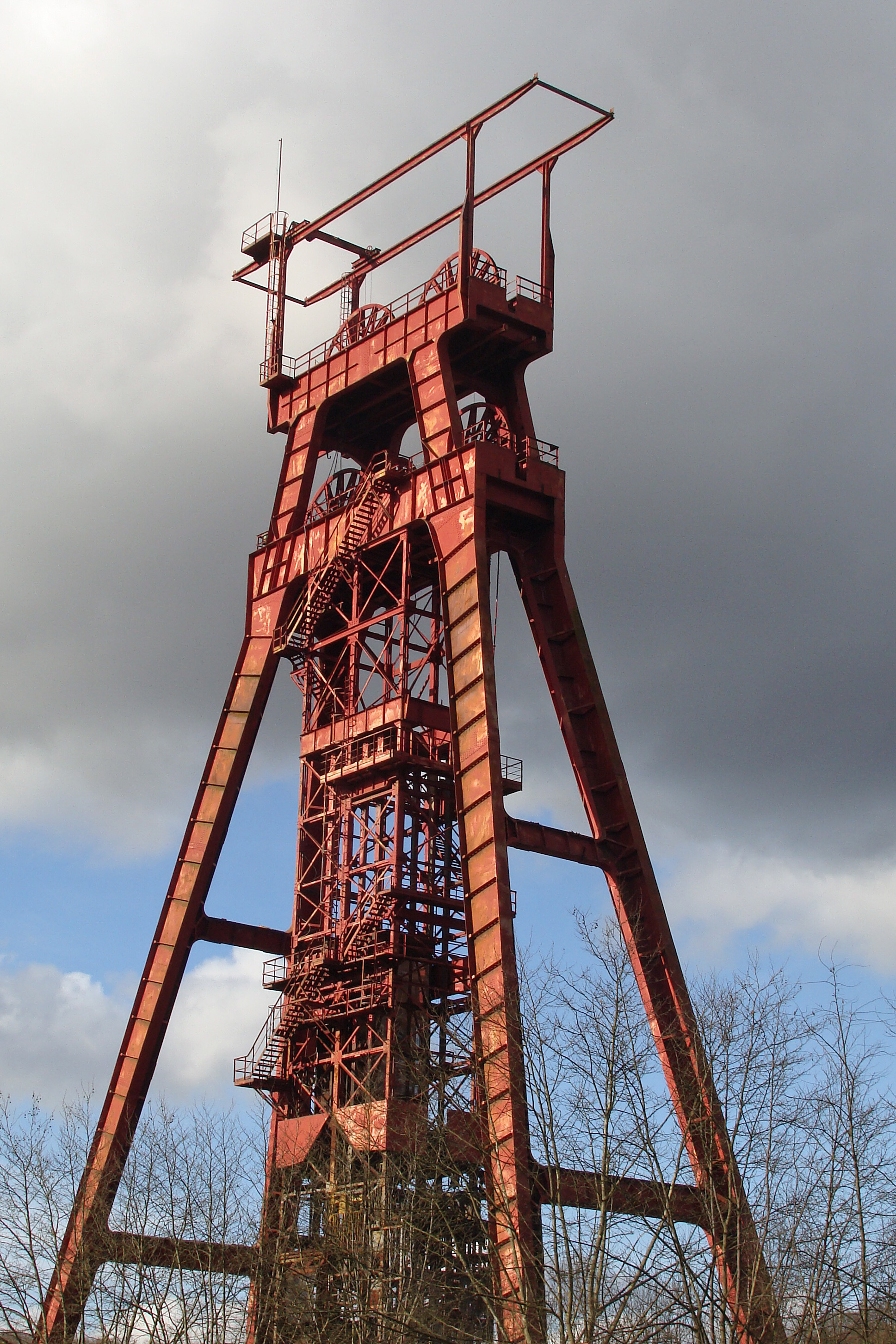
Puits de Sainte-Fontaine.

- Puits Waldemar Müller ou Puits de Sainte-Fontaine

(rattaché à L'Hôpital de 1941 à 1949)
Date du fonçage : 1908
Profondeur : 1 036,83 m
Diamètre : 6,50 m
Le puits fermera une première fois en 1972, mais il reprendra du service en 1976, avant de fermer définitivement en 1986. Le chevalement est inscrit aux monuments historiques.
La production des mines de L'Hôpital entre 1882 et 1890 (chiffres tirés des archives de la société Sarre-et-Moselle) :
| Date                | puits 2 (en tonnes) | puits 3 (en tonnes) | Total (en tonnes) |
| ------------------- | ------------------- | ------------------- | ----------------- |
| du 7/1882 au 7/1883 | 65 650              | 47 850              | 113 500           |
| du 7/1883 au 7/1884 | 59 400              | 35 200              | 94 600            |
| du 7/1884 au 7/1885 | 42 300              | 32 300              | 74 600            |
| du 7/1885 au 7/1886 | 48 000              | 37 000              | 85 000            |
| du 7/1886 au 7/1887 | 55 700              | 51 300              | 107 000           |
| du 7/1887 au 7/1888 | 64 700              | 53 300              | 118 000           |
| du 7/1888 au 7/1889 | 68 900              | 64 600              | 118 500           |
| du 7/1889 au 7/1890 | 72 100              | 38 200              | 110 300           |
| du 7/1890 au 7/1891 | 90 200              | 48 500              | 138 700           |
| du 7/1891 au 7/1892 | 77 000              | 45 800              | 122 800           |

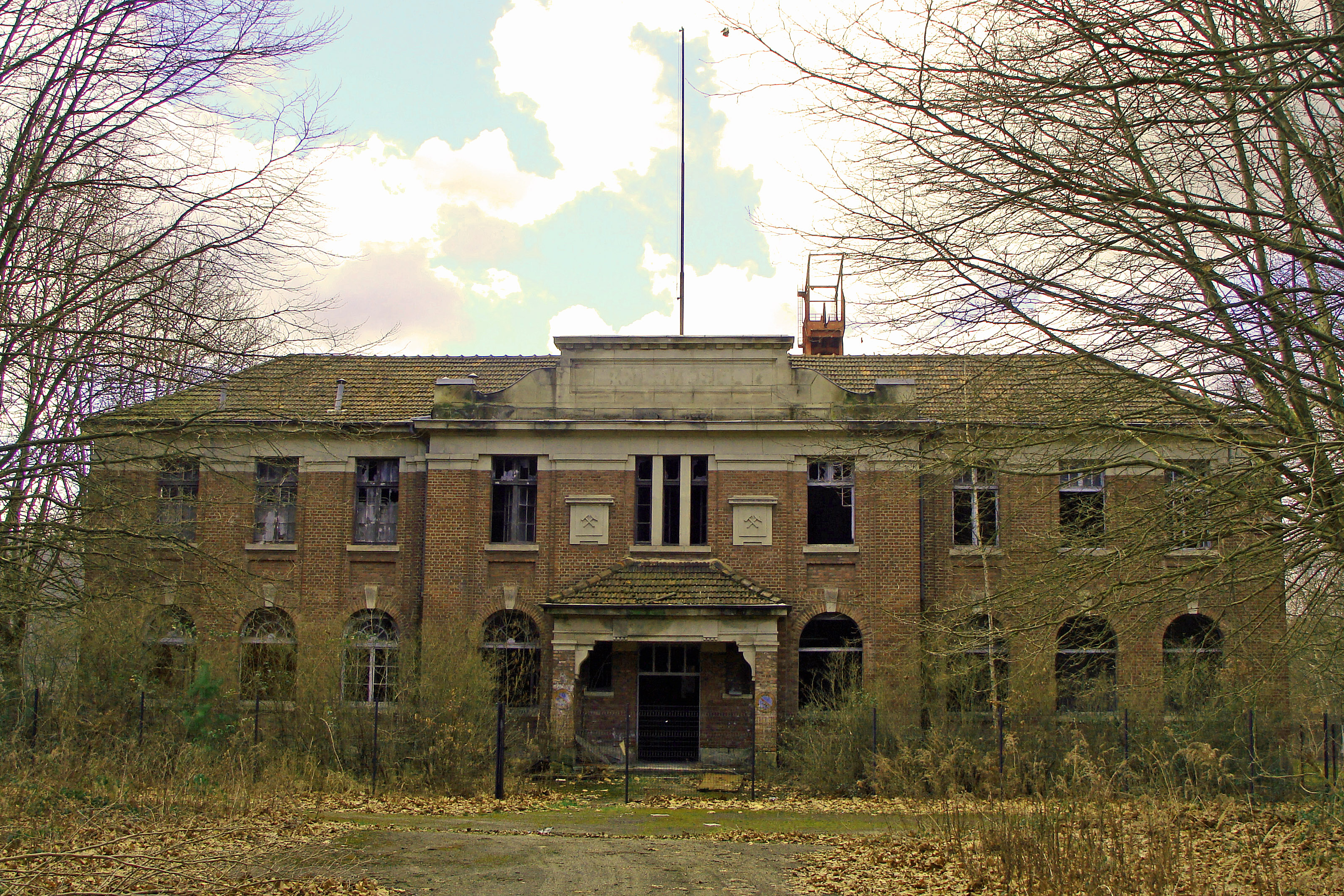
Siège du puits de Sainte-Fontaine.
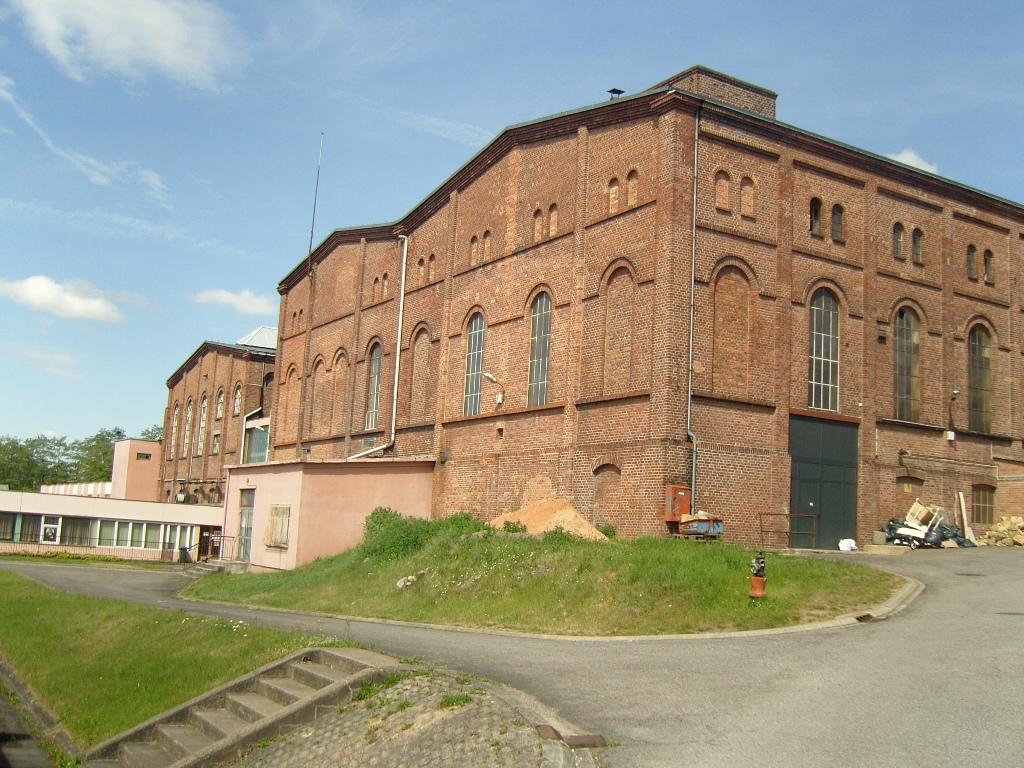
L'Hôpital : vue du puits 2.
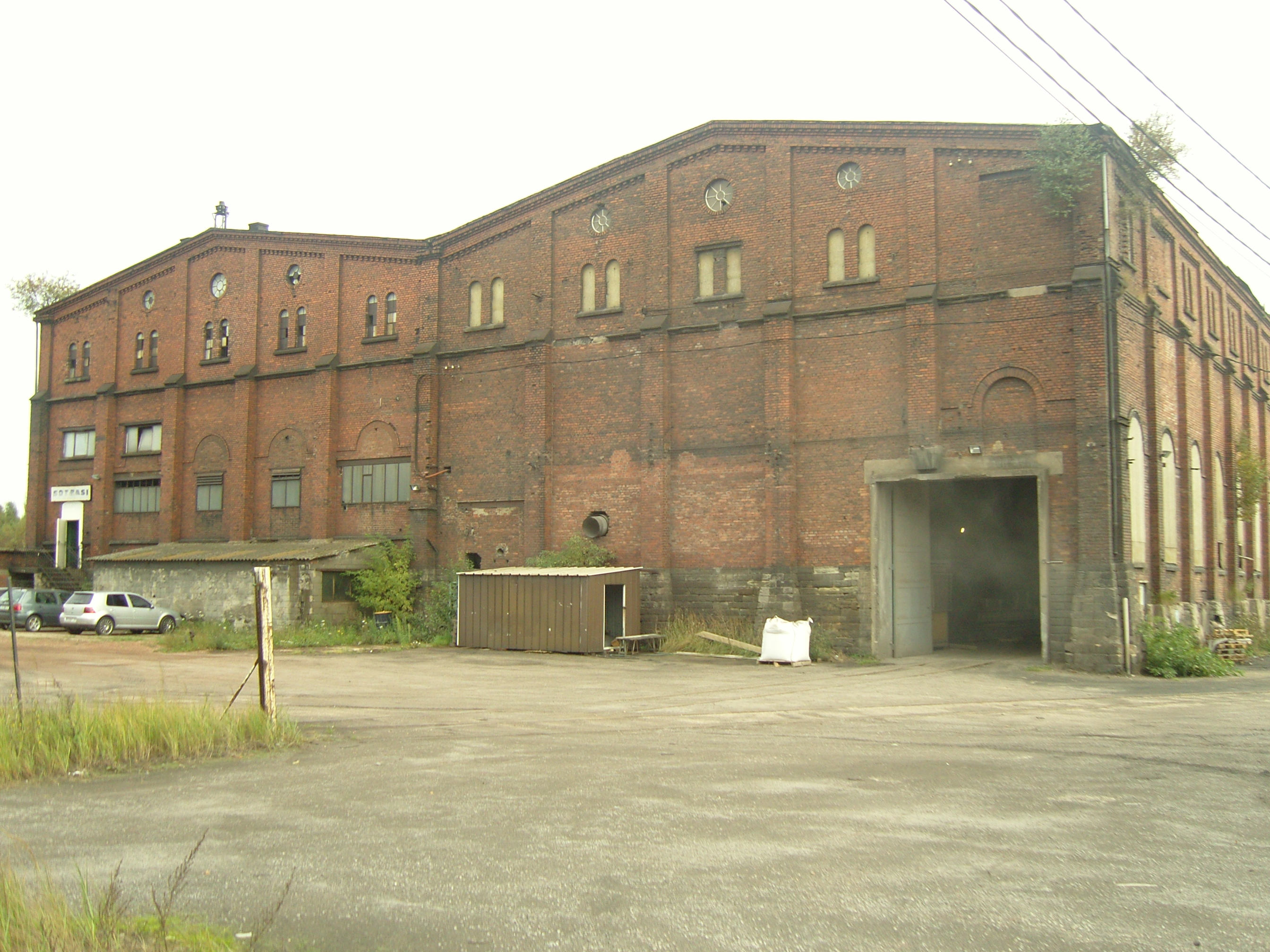
L'Hôpital : les anciens ateliers de la mine.

#### Lacarrière Barrois
Située entre les communes de L'Hôpital, Saint-Avold et Freyming-Merlebach le long de la frontière allemande, l'ancienne carrière de grès et de sable longe l'espace naturel de la forêt du Warndt classé Natura 2000 côté allemand. Elle est la plus grande de tout le bassin houiller lorrain. Elle est bordée côté Sud de l'ancien terril de la mine de charbon de Sainte-Fontaine. Exploitée de 1920 à 2001 pour remblayer les vides laissés par l'exploitation charbonnière, elle se présente comme un profond canyon, long de 4,5 km et large de 850 m. Le fond est occupé par divers plans d'eau dus aux remontées de la nappe phréatique. La roche se présente comme un grès bigarré triasique friable. Après la fin de l'exploitation charbonnière dans le bassin houiller de Lorraine, le site a été mis en sécurité et renaturé par la société des Charbonnages de France de 2001 à 2004 et ouvert au public le 2 octobre 2010. La nature y reprend lentement ses droits.
La carrière permet la découverte de paysages surprenants le long de parcours aménagés. Plusieurs chemins, pistes cyclables, 2 belvédères, 23 panneaux d'information permettent de découvrir la richesse de cet espace renaturé. La Directive Territoriale des Bassins Miniers Nord Lorrains précise que soit conservé un corridor écologique entre les forêts allemandes et françaises.
Le GECNAL (Groupement d’étude et de conservation de la nature en Lorraine) du Warndt y observe une faune et une flore protégée. Des espèces rares y trouvent refuge (sérotine de Nilsson, pélobate brun, crapaud vert, grand duc d'Europe, blongios nain, butor étoilé...) dans les espaces humides, les falaises et les landes de sable à nu. On y observe des insectes rares (Oedipode ague-marine, Agrion nain, Sympetrum danae...). Des visites guidées y sont organisées par les associations locales et l'office du tourisme de Freyming-Merlebach.
Depuis le belvédère de L'Hôpital, impressionnante vue panoramique.
Divers accès sont possibles :
1. Entrée par le chemin forestier par L'Hôpital, cité La Colline (le long de la frontière allemande).
2. Entrée par la cité Sainte-Fontaine depuis la route départementale (D26) L'Hôpital - Freyming-Merlebach.
3. Entrée par la roseraie de Freyming-Merlebach, près de la cité Reumaux.
4. Entrée du quartier du Hochwald, près de l'hôpital de Freyming-Merlebach.
5. Entrée Warndt par la forêt en arrivant depuis l'Allemagne.

L'accès est interdit à tout véhicule à moteur, les espaces sont protégés.

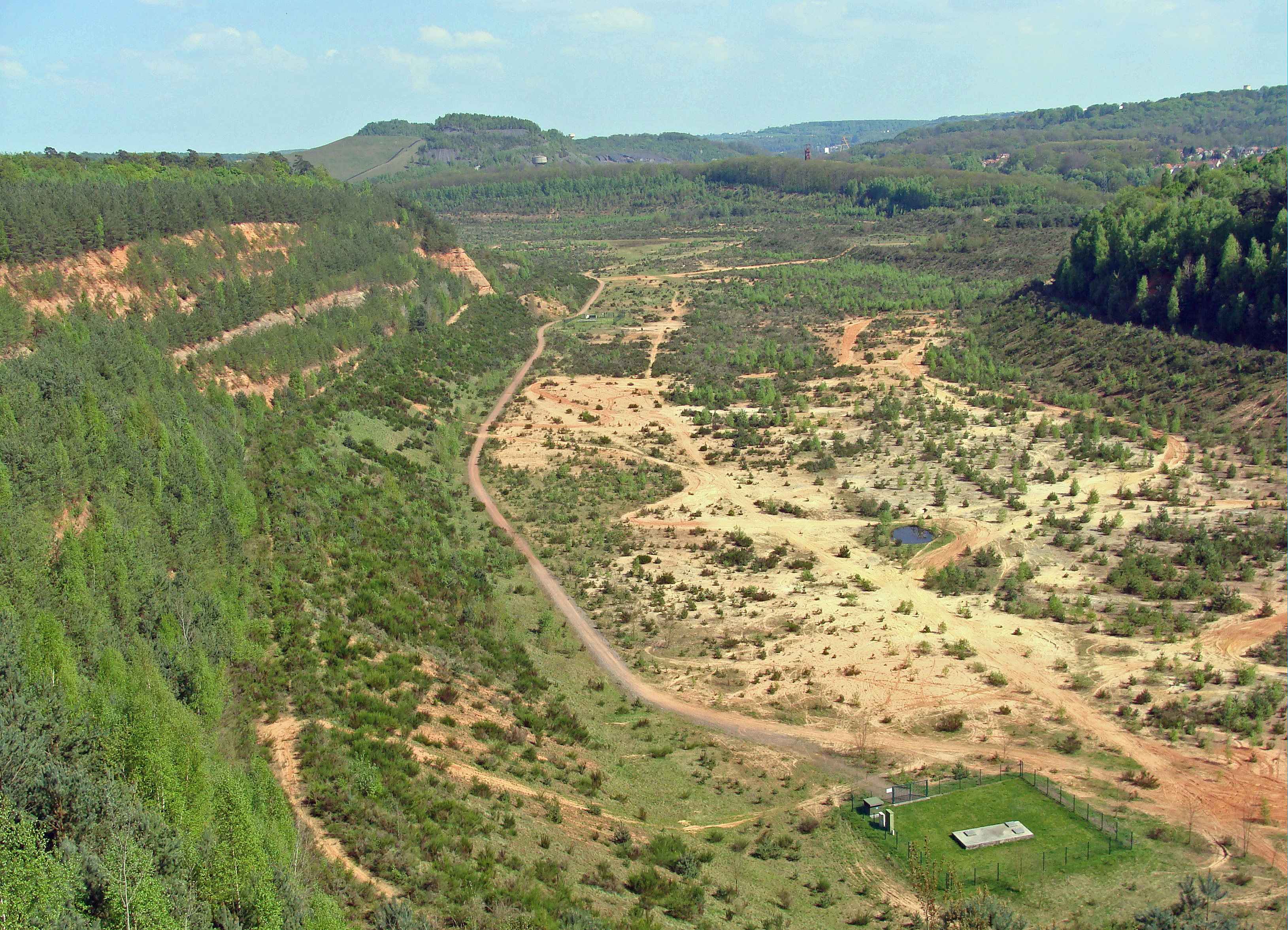
Carrière Barrois, vue générale prise du belvédère de L'Hôpital.
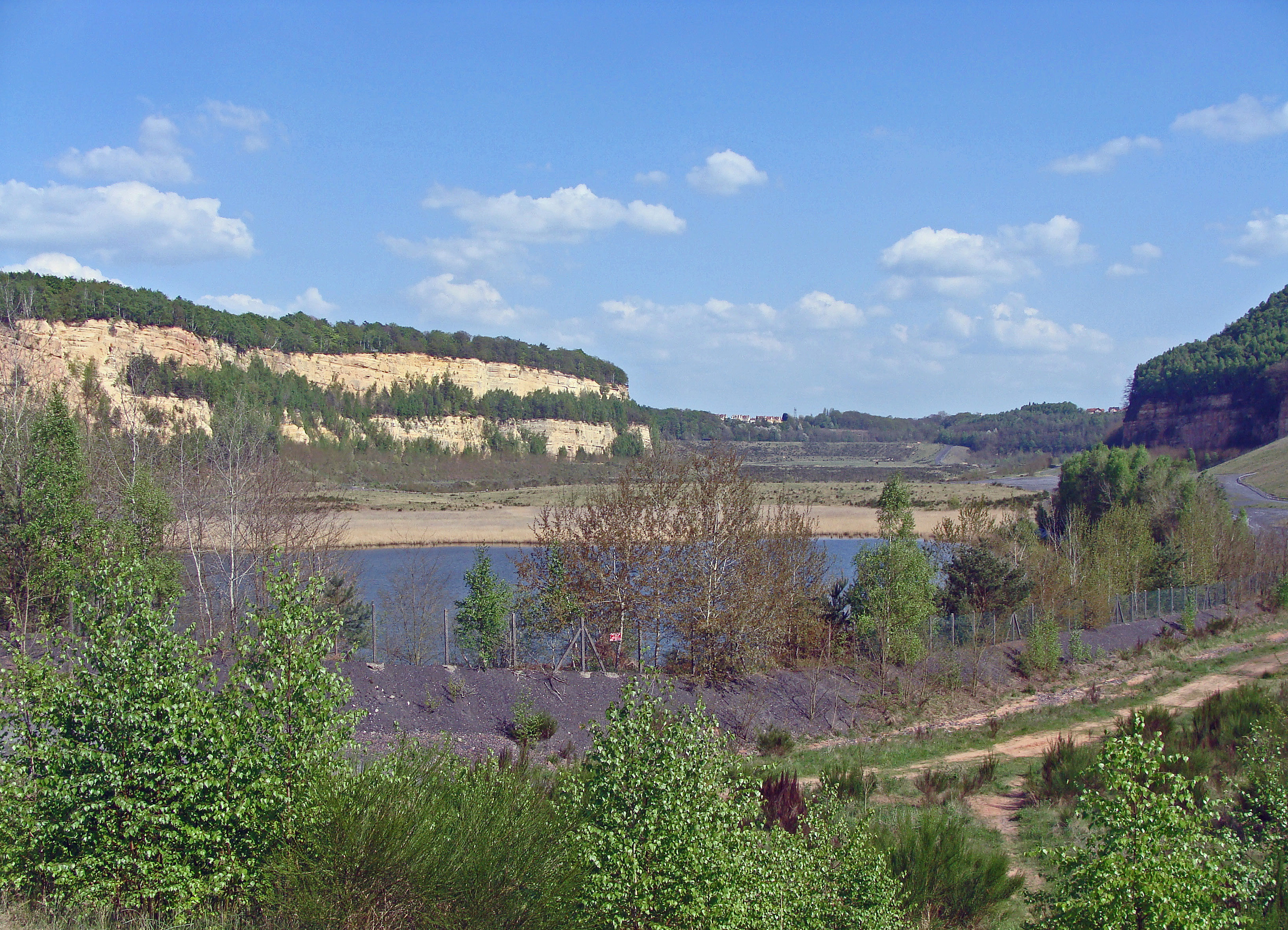
Carrière Barrois, plan d'eau et espaces naturels.
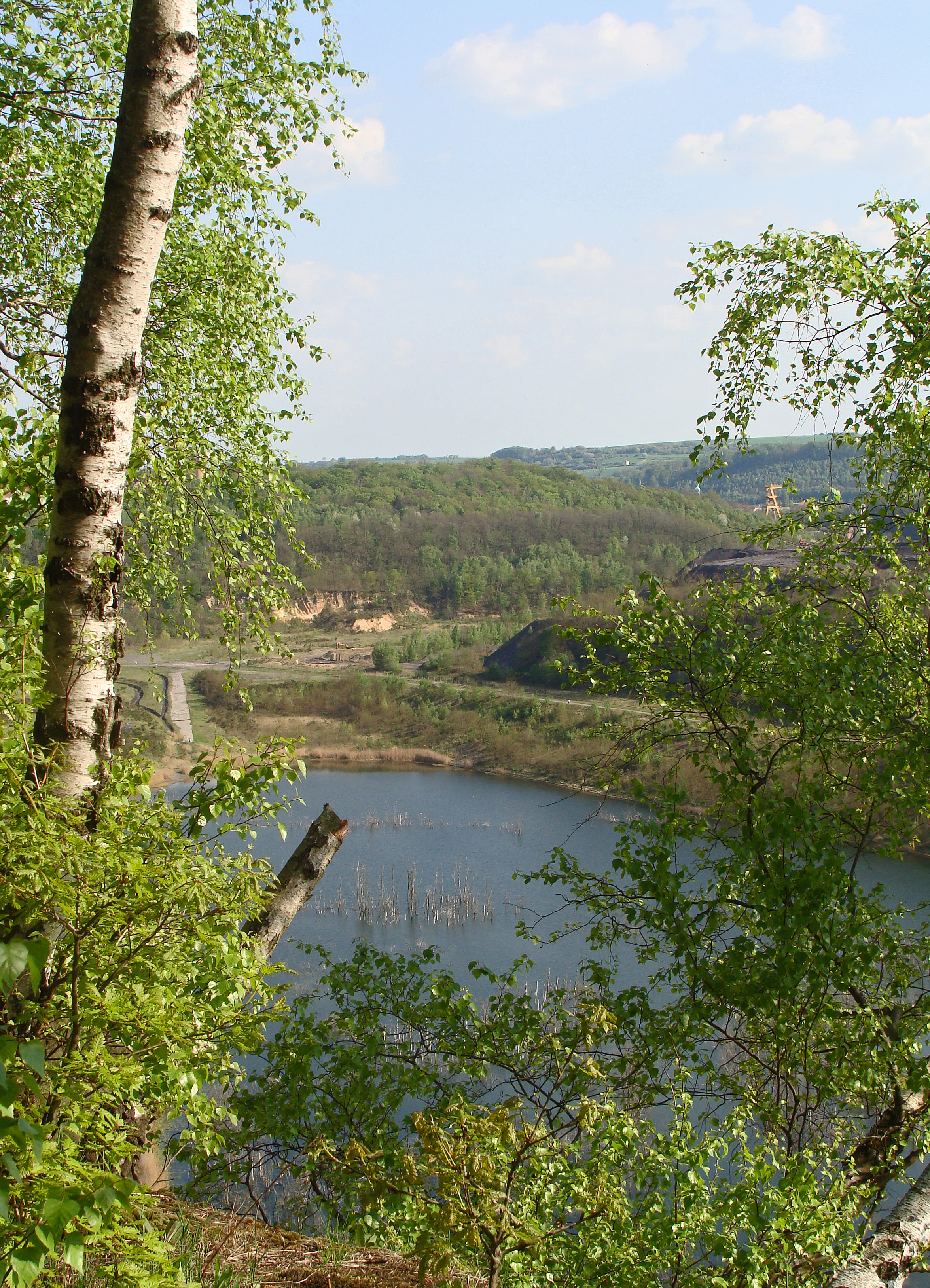
Carrière Barrois, vue vers Sainte-Fontaine.
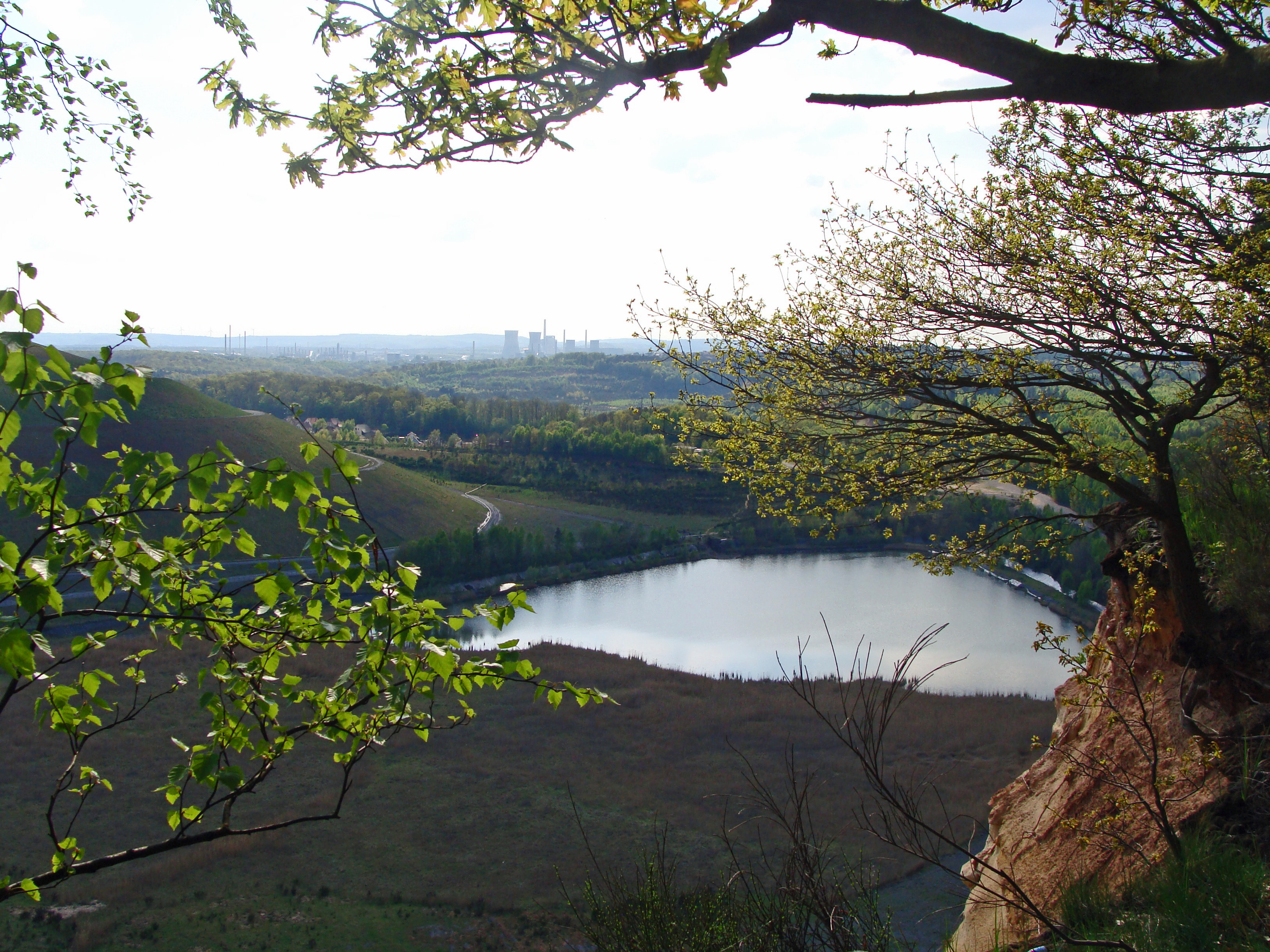
Carrière Barrois, vue vers Carling.

### Personnalités liées à la commune

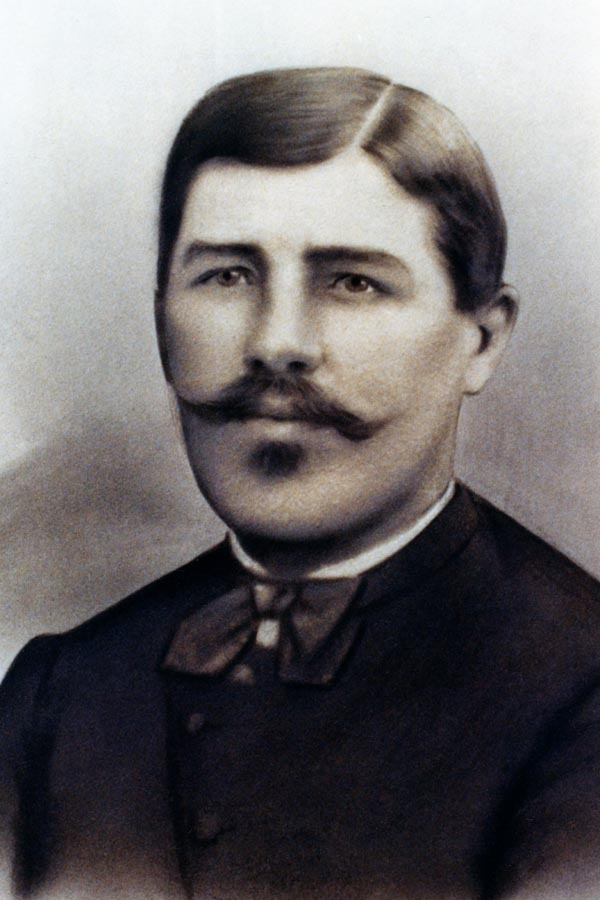
Nicolas Azambre (1861-1936)

- Nicolas Azambre, né le 25/02/1861 à L'Hôpital. Il fonda la première laverie et lingerie industrielle de la ville. Il fut avec d'autres concitoyens à l'origine du projet de création du centre hospitalier de Freyming-Merlebach (ancien hôpital de Freyming) construit en 1913 par la Caisse Minière de Sarre et Moselle. Il décéda le 02/04/1936.[réf. nécessaire]
- Théo Azambre, né le 23 avril 1923, originaire de L'Hôpital et petit-fils de Nicolas Azambre (voir ci-dessus). Ancien professeur de philosophie du Lycée Technique de Saint-Avold, il est un peintre et illustrateur contemporain, membre de l'APAE (Amis de la Peinture de Saint-Avold et environs). Il expose régulièrement au centre culturel Pierre Messmer de Saint-Avold. Il a animé des ateliers de peinture abstraite et illustré l'ouvrage "Poèmes en Provence" de Vette de Fonclare.[réf. nécessaire]

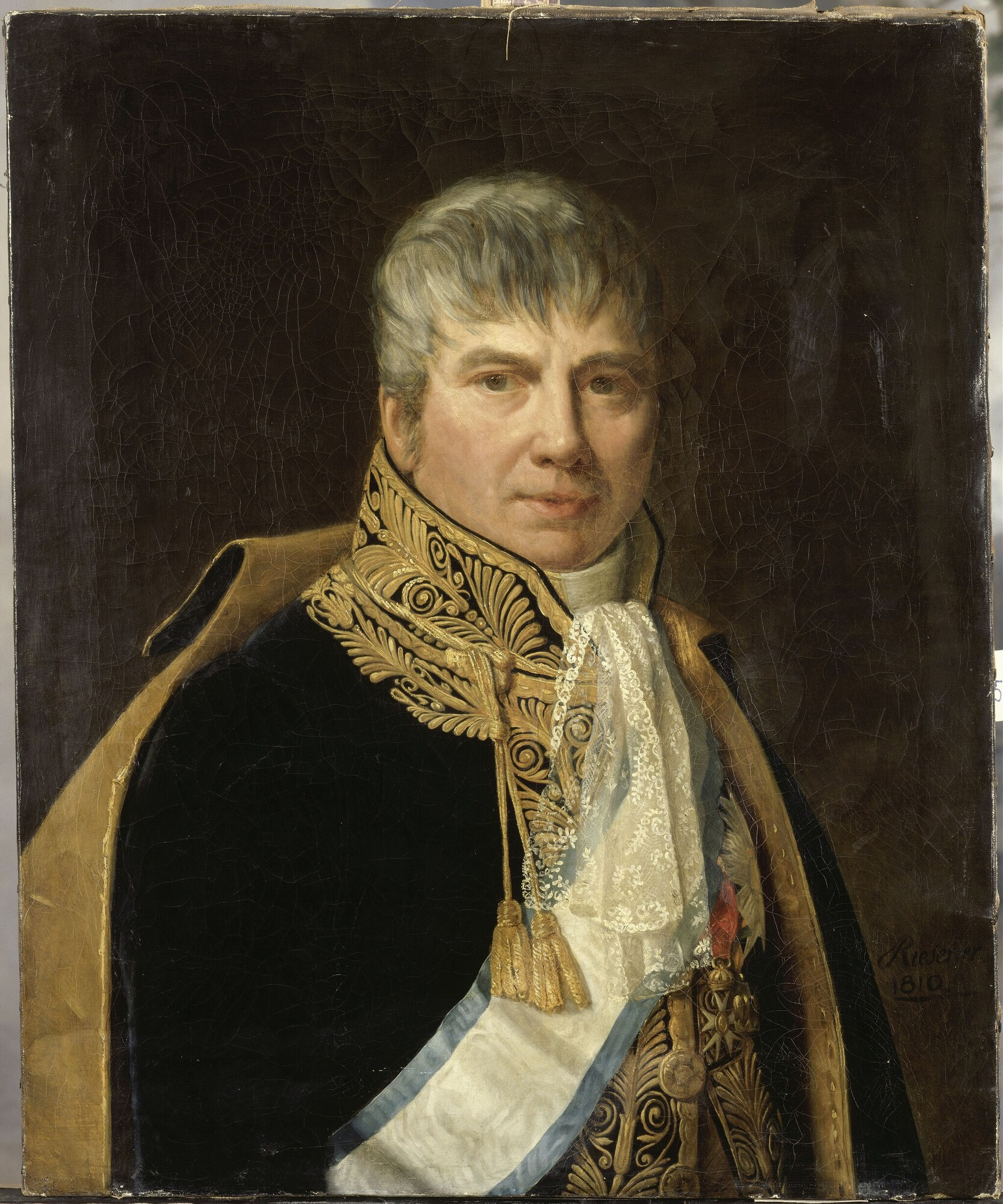
Comte Michel Ordener (1755-1811).

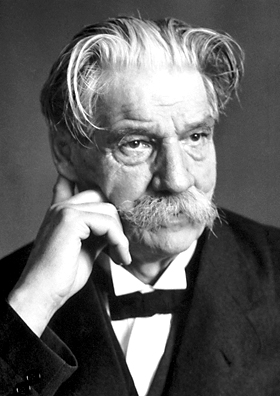
Albert Schweitzer (1875-1965).

- Guldner Erwin Gauthier Georges, homme politique, né le 15 août 1911 à L’Hôpital, fils de Georges, chef comptable à la Société Houillère de Sarre et Moselle. Études secondaires au Collège Saint-Clément à Metz, puis études de droit, de lettres, de sciences politiques à Paris et Grenoble. Carrière dans diverses administrations centrales, conseiller au Tribunal Administratif d’Alsace & Lorraine; maître des requêtes au Conseil d’État - mis à disposition du général Koenig, commandant en chef français en Allemagne ; au cabinet civil de juin 1945 jusqu’à la fin de l’année 1946 ; directeur de cabinet du ministre Pflimlin ; Conseiller d’État. Maire de la ville de Sceaux de 1959 à 1983. Artisan du jumelage historique de sa ville avec celle de Brühl (Rhénanie-Westphalie) en 1965, puis avec celle de Royal Leamington Spa (Grande-Bretagne) en 1969. Guldner Erwin est décédé le 5 octobre 1997 à Paris 5e arr[88].
- François-Marie-Claude Richard de Hautesierck[89], baron d'Überherrn / Bois Richard (L'Hôpital), seigneur de Carling et de Bois-Richard[90], chevalier de l'ordre de Saint-Michel et de Saint-Louis, conseiller d'État, médecin de Louis XV[91]. Né à Sierck-les-Bains en 1712. Après de brillantes études en médecine, il est nommé en 1743 docteur en médecine et médecin du Roi et premier médecin des armées à l’hôpital militaire et ville de Sarrelouis[92]. Il publia plusieurs travaux en matière médicale[93]. Il décéda en 1789 à Paris. Il portait également le surnom de Richard sans peur[94]. François-Marie-Claude Richard de Hautesierck a donné son nom à la cité Bois-Richard de L'Hôpital.
- Jean Labach (1872-1962), député-maire de la commune où il est né et mort.
- Alexandre Lofi, également appelé Alex Lofi (21 février 1917 à Dudweiler (en Allemagne dans le Land de la Sarre) ✝ 22 mars 1992 à Cuers) était un militaire français du XXe siècle. Commandant, Compagnon de la Libération, Officier de la Légion d’honneur et commandeur dans l’ordre national du Mérite, croix de Guerre avec 3 citations à l’ordre de l’armée et titulaire de la Military Cross (haute distinction britannique). Il passa sa jeunesse à L'Hôpital. Une place et un monument de la ville lui sont dédiés.
- Henriette de Lorraine (1605-1660), princesse de Saint-Avold, dont dépendait une partie de L'Hôpital. Elle donna son nom à une forêt située sur le ban de L'Hôpital. Le puits 6 implanté plus tard sur ce site, portait également le nom de puits Henriette.
- Jeanne Müller-Quévy (1920-2008), écrivain et poétesse originaire de L'Hôpital, elle était fondatrice avec sa fille en 1976 du groupe d'arts et de traditions lorrains « Les Liserons ». Auteur de Die vergessene Weijer/Les chemins oubliés : 24 poèmes en francique rhénan de Lorraine[95]
- Michel Ordener (1755-1811), général des armées de la République et de l'Empire, né à L'Hôpital.
- Les frères Pereire (Jacob Rodrigue Émile (1800-1875) et Isaac Rodrigue Pereire (1806-1880)). En juillet 1857 la concession des houillères de L'Hôpital fut accordée aux frères Pereire. En 1859, ils créèrent la Société Houillère de Saint-Avold et L'Hôpital avec Stéphane Mony (1800-1884).
- Albert Schweitzer (1875-1965), théologien protestant, musicien organiste, philosophe et médecin alsacien. Il était proche ami de Jean-Paul Meyer, pasteur à L'Hôpital. Il s'est souvent rendu à L'Hôpital. Son orgue personnel se trouve dans l'église luthérienne de L'Hôpital. Il y a donné plusieurs récitals destinés à financer son œuvre.
- France Klopčič, écrivain slovène.

### Langues

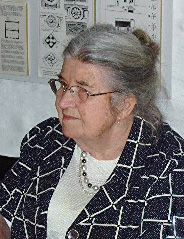
Jeanne Müller-Quévy - écrivain (1920-2008)

Plusieurs langues sont utilisées sur le territoire de la ville de L’Hôpital. Les principales sont :
- le français (langue officielle de la République) ;
- l’allemand standard (ou « Hochdeutsch »). Son usage reste exceptionnel dans la commune (publications, cultes et chants) ;
- le dialecte francique rhénan de Lorraine (ou « Rheinfränkisch ») qui fait partie du groupe des langues germaniques du moyen-allemand occidental (ou « Westmitteldeutsch »). L’usage du dialecte (ou « Platt ») est en long déclin à L’Hôpital.

En 1790, le bilinguisme administratif est appliqué à L’Hôpital et l’usage du « Platt » est constant.
En 1794 une loi (reprise plus tard par Napoléon Bonaparte) interdit tout acte officiel en une langue autre que le français. Néanmoins les archives spitelloises montrent certains écarts avec ce principe. Le comte Michel Ordener est d’ailleurs décrit comme utilisant un patois germanique, décrit comme un mauvais allemand (le « Platt ») dans sa vie quotidienne.
1850 : le français gagne du terrain mais le catéchisme et les cultes se font en allemand. La population cultivée lit invariablement des publications en français et en allemand. Le dialecte est la langue du quotidien.
1870 : à la suite de l’occupation allemande et de l’exode des quelques citoyens de notre ville, la culture allemande commence à s’introduire peu à peu, des colons Allemands commencent à s’installent dans notre ville qui s’industrialise.
1872 : l’école devient tout à fait allemande. Le « Platt » reste la langue du quotidien.
1918 : le français s’impose au retour de la Lorraine à la France. À L’Hôpital, l’enseignement se met en place progressivement en français.
1926 : les écoliers Spitellois suivent encore 3 heures d’enseignement d’allemand par semaine. Le catéchisme et les cultes se font souvent en allemand. Le président Raymond Poincaré prônera un bilinguisme français/dialecte ce qui entraînera une réaction hostile des députés et des évêques. La situation restera inchangée jusqu’au début de la Seconde Guerre mondiale.
1940 : la Moselle est annexée au Troisième Reich. Les cours doivent se faire en allemand (« Hochdeutsch ») uniquement. Des enseignants de langue maternelle allemande sont mis en place dans les différentes écoles de L’Hôpital. Le français est interdit et son usage est verbalisé. Les actes se font désormais uniquement en allemand. Le dialecte (« Platt ») continue d’être utilisé par la population.
Après 1945 : on assiste à une francisation forcée. La loi de 1926 sur l’enseignement de l’allemand à l’école restera provisoirement suspendue jusqu’en 1972, date à laquelle l’enseignement de l’allemand réapparaîtra timidement au primaire (méthode Holderith). Le dialecte (« Platt ») connaît un long déclin et ne survit que dans les échanges quotidiens de la population âgée et dans certaines manifestations populaires (théâtre, chants et poésies).
1986 : L'option "Langues et cultures régionales" au baccalauréat devient "Langue et culture des pays mosellans".
À noter la figure remarquable de Jeanne Müller-Quévy, écrivain et poétesse née en 1920 et disparue en 2008, originaire de L'Hôpital, elle était fondatrice avec sa fille en 1976 du groupe d'arts et de traditions lorrains "Les Liserons" et l'auteur de Die vergessene Weijer/Les Chemins oubliés : 24 poèmes en francique rhénan de Lorraine (éditions Pierron, 01/07/2003).

### Héraldique
| Blason de L'Hôpital | Blason  | Écartelé au 1er d’or à la bande de gueules chargée de trois alérions d’argent, au 2e de gueules à l’église d’or, au 3e de gueules à la tour d’extraction d’or, du 4e d’azur semé de croisettes d’argent, au lion du même, couronné d’or, brochant. |
| Blason de L'Hôpital | Détails | Le premier quartier représente les armoiries du duché de Lorraine, rappelant ainsi l’appartenance d’une partie de la ville au duché. Le deuxième quartier reproduit l’église paroissiale Saint-Nicolas, montrant ainsi que la ville s’est créée autour de cet emplacement sur lequel se trouvait jadis un hôpital. Le troisième quartier représente une tour d’extraction, symbolisant l’essor pris par la commune à la suite de l’installation des mines de charbon. Le quatrième quartier représente les armoiries du comte de Nassau-Sarrebruck, rappelant qu’une autre partie de la ville appartenait à ce dernier. Ces armoiries furent octroyées à la commune par diplôme du 24 juin 1950. |